# Liste der Biografien/Whi
Liste der Biografien |
Portal Biografien |
Personensuche
# |
A |
B |
C |
D |
E |
F |
G |
H |
I |
J |
K |
L |
M |
N |
O |
P |
Q |
R |
S |
T |
U |
V |
W |
X |
Y |
Z |
?
 
Wa |
Wc |
Wd |
We |
Wh |
Wi |
Wj |
Wl |
Wn |
Wo |
Wr |
Ws |
Wt |
Wu |
Ww |
Wy |
Wz
 
Wha |
Whe |
Whi |
Who |
Why
Die Liste der Biografien führt alle Personen auf, die in der deutschsprachigen Wikipedia einen Artikel haben. Dieses ist eine Teilliste mit 1005 Einträgen von Personen, deren Namen mit den Buchstaben „Whi“ beginnt.

## Whi

### Whib
- Whibley, Deryck (* 1980), kanadischer Gitarrist und Songwriter
- Whibley, Paul (* 1978), britischer Biathlet

### Whic
- Whichcote, Benjamin (1609–1683), britischer Philosoph und Theologe
- Whichelo, John (1784–1865), britischer Marine- und Landschaftsmaler
- Whichelo, Philip (1905–1989), britischer Porträtmaler und Bühnenbildner
- Whicker, Alan († 2013), britischer Fernsehjournalist und Moderator

### Whid
- Whiddon, Orren R. (1935–2016), US-amerikanischer Offizier, Generalleutnant der US-Army

### Whig
- Whigfield (* 1970), dänische Sängerin
- Whigham, Emily (* 1976), US-amerikanische Fernsehmoderatorin, Produzentin und Journalistin
- Whigham, Giorgia (* 1997), US-amerikanische Schauspielerin
- Whigham, Jiggs (* 1943), amerikanischer Jazz-Posaunist und Bandleader
- Whigham, Robert (1865–1950), britischer General
- Whigham, Shea (* 1969), US-amerikanischer SchauspielerShea Whigham (* 1969)

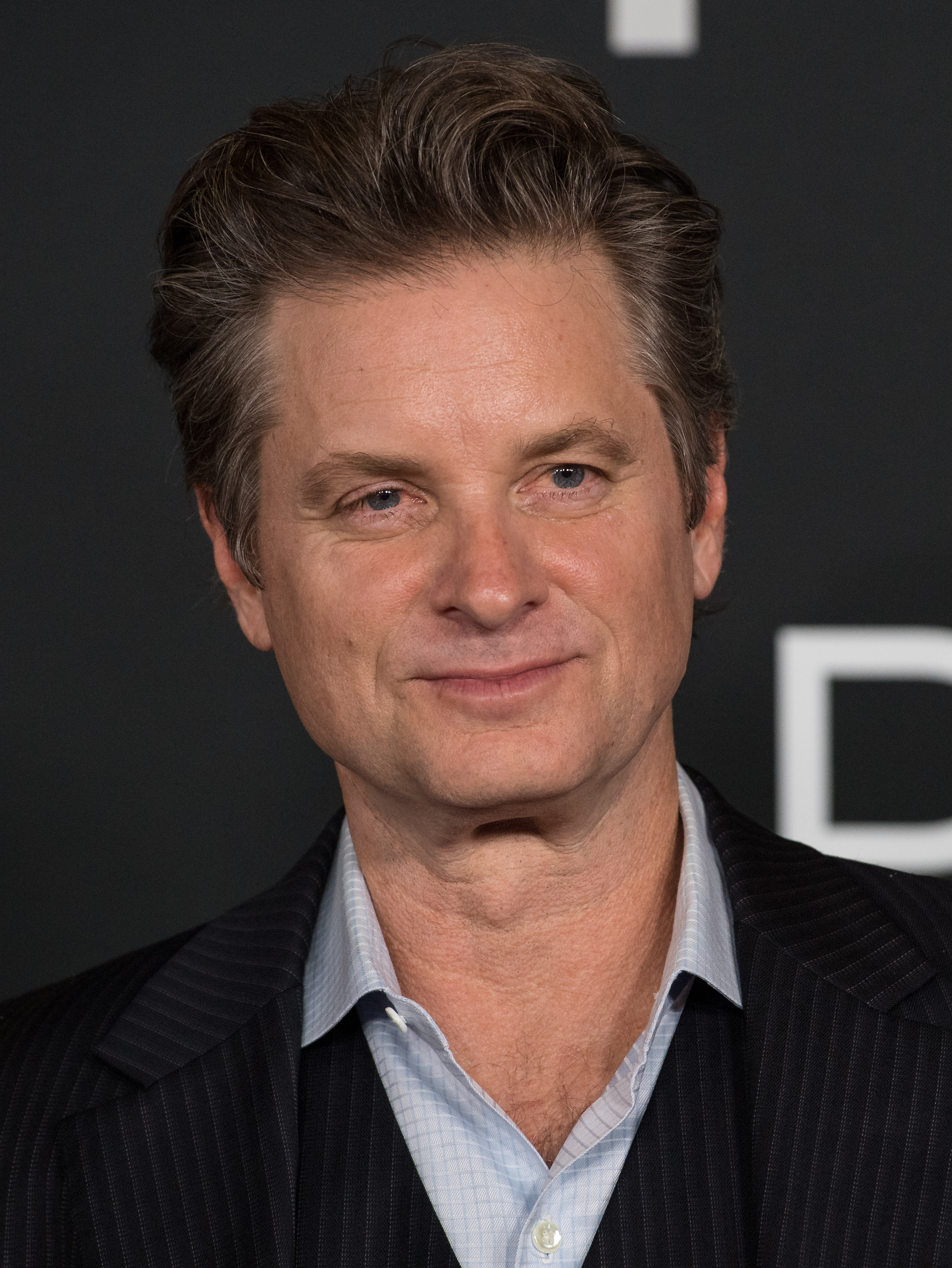
Shea Whigham (* 1969)

### Whil
- Whiley, Jordanne (* 1992), britische Rollstuhltennisspielerin
- Whillans, Don (1933–1985), britischer Bergsteiger

### Whin
- Whincup, Jamie (* 1983), australischer Rennfahrer
- Whineray, Wilson (1935–2012), neuseeländischer Rugby-Union-Spieler
- Whinfield, John Rex (1902–1966), britischer Chemiker
- Whinnery, John Roy (1916–2009), US-amerikanischer Elektroingenieur
- Whinney, Michael (1930–2017), britischer Theologe; Bischof von Southwell

### Whip
- Whipp, Andy (* 1981), englischer Squashspieler
- Whipper, Leigh (1876–1975), afro-amerikanischer Schauspieler im Theater und im Film
- Whipple, Allen Oldfather (1881–1963), US-amerikanischer Chirurg
- Whipple, Edwin Percy (1819–1886), US-amerikanischer Essayist
- Whipple, Fred (1906–2004), US-amerikanischer Astronom
- Whipple, George Hoyt (1878–1976), US-amerikanischer Pathologe
- Whipple, John Adams (1822–1891), US-amerikanischer Erfinder und Pionier der Fotografie
- Whipple, Joseph III (1725–1761), britischer Händler und Politiker
- Whipple, Joseph junior (1687–1750), britischer Händler und Politiker
- Whipple, Mary (* 1980), US-amerikanische Ruderin
- Whipple, Sam (1960–2002), US-amerikanischer Schauspieler
- Whipple, Squire (1804–1888), US-amerikanischer Bauingenieur
- Whipple, Thomas (1787–1835), US-amerikanischer Politiker
- Whipple, Thomas (1787–1859), US-amerikanischer Politiker
- Whipple, William (1730–1785), britisch-US-amerikanischer Unterzeichner der Unabhängigkeitserklärung der USA, einer der Gründerväter der USA
- Whipps, Mason, palauischer Politiker
- Whipps, Surangel Jr. (* 1968), palauischer Geschäftsmann und Politiker, Präsident von Palau
- Whipps, Surangel S., palauischer Geschäftsmann und Politiker
- Whipps, Valerie, palauische First Lady
- Whippy, Nicole (* 1979), neuseeländische Schauspielerin und Filmschaffende

### Whir
- Whirry, Shannon (* 1964), US-amerikanische Schauspielerin

### Whis
- Whishaw, Ben (* 1980), britischer Theater- und FilmschauspielerBen Whishaw (* 1980)

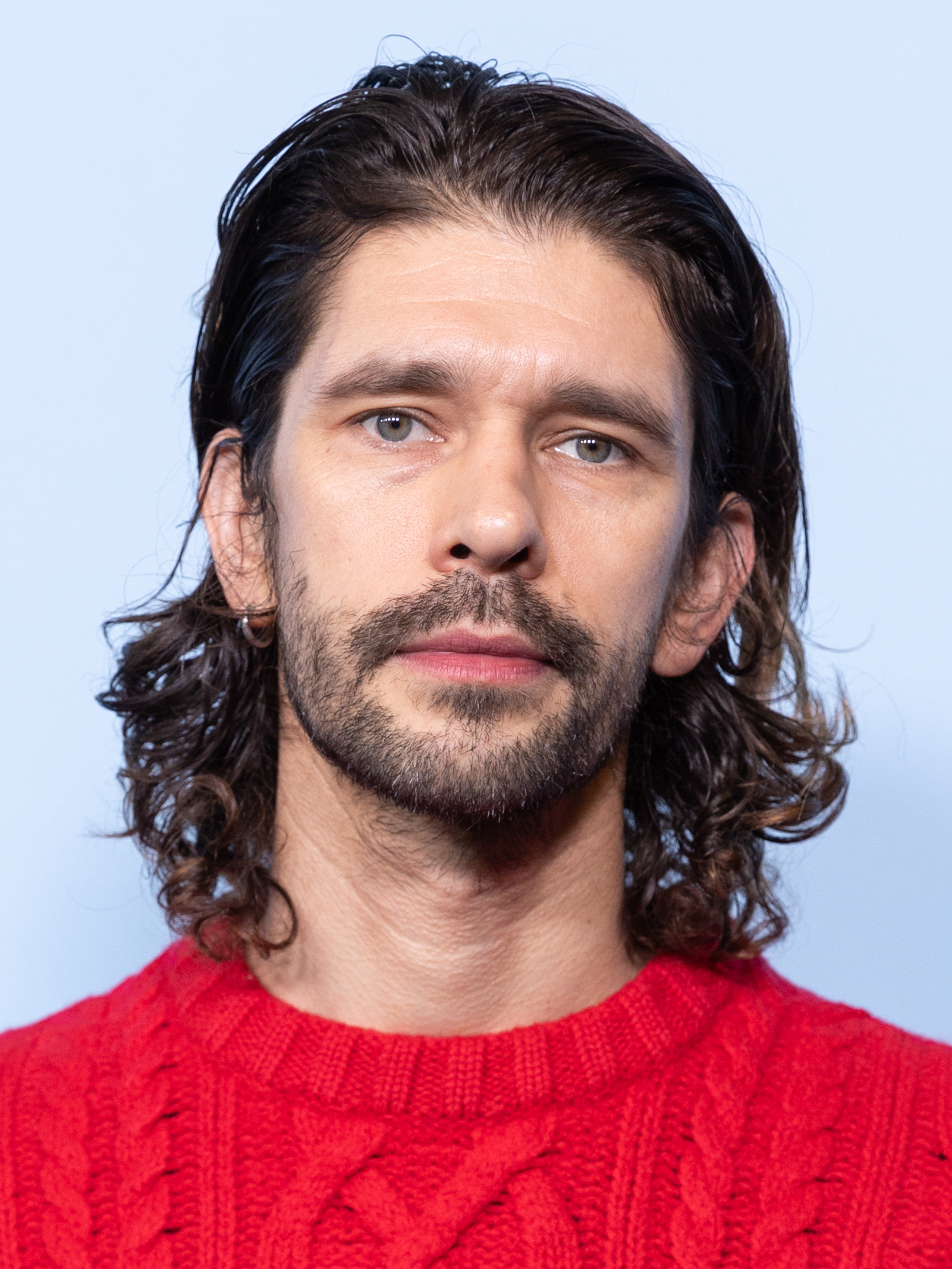
Ben Whishaw (* 1980)

- Whiskey, Kaylene (* 1976), australische Malerin
- Whist, Joel, Spezialeffektkünstler
- Whistle, Dave (* 1966), kanadisch-britischer Eishockeyspieler und -trainer
- Whistle, Jackson (* 1995), kanadisch-britischer Eishockeytorwart
- Whistler, Arthur (1944–2020), US-amerikanischer Ethnobotaniker
- Whistler, George Washington (1800–1849), US-amerikanischer Eisenbahningenieur
- Whistler, Hugh (1889–1943), britischer Ornithologe und Polizist in Indien
- Whistler, James McNeill (1834–1903), US-amerikanischer MalerJames McNeill Whistler (1834–1903)

James McNeill Whistler (1834–1903)

- Whistler, Lashmer (1898–1963), britischer General
- Whistler, Rex (1905–1944), englischer Maler, Designer und Illustrator
- Whistling, Carl Friedrich (1788–1855), deutscher Musikalienhändler und Musikbibliograph
- Whistling, Christian Gottfried (1748–1807), deutscher Arzt, Apotheker und Landwirt
- Whistling, Friedrich (1809–1861), deutscher Musikverleger
- Whiston, Donald (1927–2020), US-amerikanischer Eishockeytorwart und -trainer
- Whiston, William (1667–1752), englischer Theologe und Physiker

### Whit

#### Whita
- Whitacre, Edward Junior (* 1941), US-amerikanischer Manager
- Whitacre, Eric (* 1970), US-amerikanischer Dirigent und Komponist
- Whitacre, John J. (1860–1938), US-amerikanischer Politiker (Demokratische Partei)
- Whitaker, Brenna, US-amerikanische Jazzsängerin
- Whitaker, Chico (* 1931), brasilianischer Aktivist
- Whitaker, Christiano (* 1940), brasilianischer Diplomat
- Whitaker, David (1928–1980), britischer Drehbuchautor
- Whitaker, David (1931–2012), britischer Filmkomponist
- Whitaker, Denzel (* 1990), US-amerikanischer Schauspieler
- Whitaker, Duane (* 1959), US-amerikanischer Schauspieler, Drehbuchautor und Schauspiellehrer
- Whitaker, Ellen (* 1986), britische Springreiterin
- Whitaker, Eric, US-amerikanischer Diplomat
- Whitaker, Forest (* 1961), US-amerikanischer Schauspieler, Produzent und RegisseurForest Whitaker (* 1961)

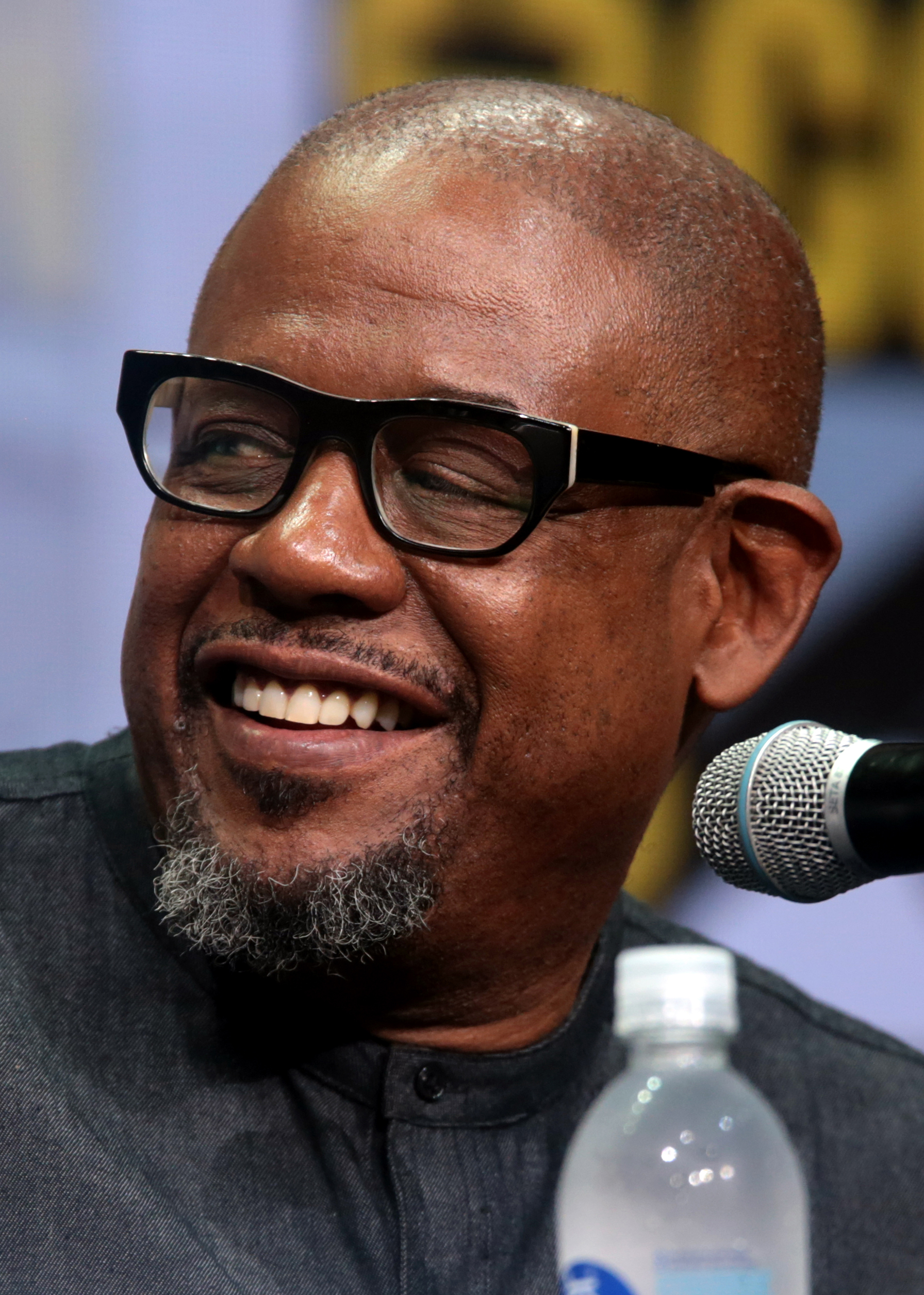
Forest Whitaker (* 1961)

- Whitaker, Frederick (1812–1891), englisch-neuseeländischer Politiker und der fünfte Premierminister Neuseelands
- Whitaker, George (1864–1937), britischer Sportschütze
- Whitaker, Harry (1942–2010), US-amerikanischer Fusion- und Jazzpianist, Keyboarder und Komponist
- Whitaker, Hugh (* 1961), englischer Musiker
- Whitaker, Janet, Baroness Whitaker (* 1936), britische Politikerin
- Whitaker, Joe (* 1988), britischer Springreiter
- Whitaker, Joe Russell (1900–2000), US-amerikanischer Geograph
- Whitaker, John (1886–1977), britischer Turner
- Whitaker, John (* 1955), englischer SpringreiterJohn Whitaker (* 1955)

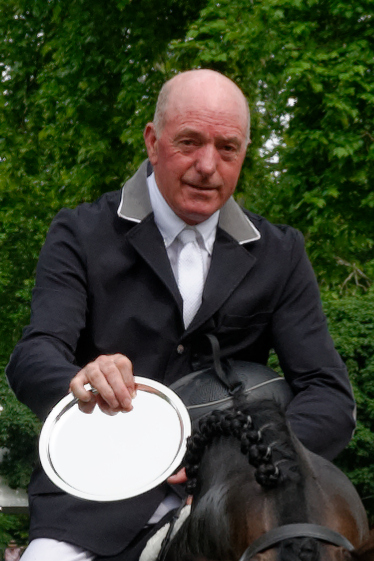
John Whitaker (* 1955)

- Whitaker, John A. (1901–1951), US-amerikanischer Politiker
- Whitaker, Johnny (* 1959), US-amerikanischer Schauspieler
- Whitaker, Joseph (1850–1936), sizilianisch-britischer Ornithologe, Archäologe und Sportler
- Whitaker, Lance (* 1972), US-amerikanischer Boxer
- Whitaker, Liesl (* 1969), amerikanische Jazztrompeterin
- Whitaker, Matthew G. (* 1969), US-amerikanischer Politiker
- Whitaker, Michael (* 1960), britischer Springreiter
- Whitaker, Pernell (1964–2019), US-amerikanischer Boxer
- Whitaker, Robert (1939–2011), britischer Fotograf
- Whitaker, Robert (* 1983), britischer Springreiter
- Whitaker, Rodney (* 1968), US-amerikanischer Jazz-Bassist und Hochschullehrer
- Whitaker, Ruth (1936–2014), US-amerikanische Politikerin (Republikanische Partei)
- Whitaker, William (1548–1595), englischer reformierter Theologe und Professor in Cambridge
- Whitaker, William (1836–1925), britischer Geologe
- Whitaker, William (* 1989), britischer Springreiter
- Whitam, Frederick L. (1933–2009), US-amerikanischer Soziologe und Autor

#### Whitb
- Whitbourne, Richard († 1635), britischer Kolonist, Schriftsteller und Seefahrer
- Whitbread, Dylan (* 1994), südafrikanisch-britisch-deutscher Basketballspieler
- Whitbread, Fatima (* 1961), britische Leichtathletin und Olympionikin
- Whitbread, Samuel (1720–1796), britischer Politiker und Unternehmer
- Whitbread, Samuel (1764–1815), britischer Politiker, Mitglied des House of Commons
- Whitbread, Samuel (1830–1915), britischer Politiker, Mitglied des House of Commons
- Whitbread, Samuel Charles (1796–1879), britischer Politiker, Mitglied des House of Commons
- Whitbread, Samuel Howard (1858–1944), britischer Politiker, Mitglied des House of Commons
- Whitbread, William Henry (1795–1867), britischer Politiker, Mitglied des House of Commons
- Whitbread, Zak (* 1984), US-amerikanischer Fußballspieler
- Whitburn, Joel (1939–2022), US-amerikanischer Sachbuchautor
- Whitby, Audrey (* 1996), US-amerikanische SchauspielerinAudrey Whitby (* 1996)

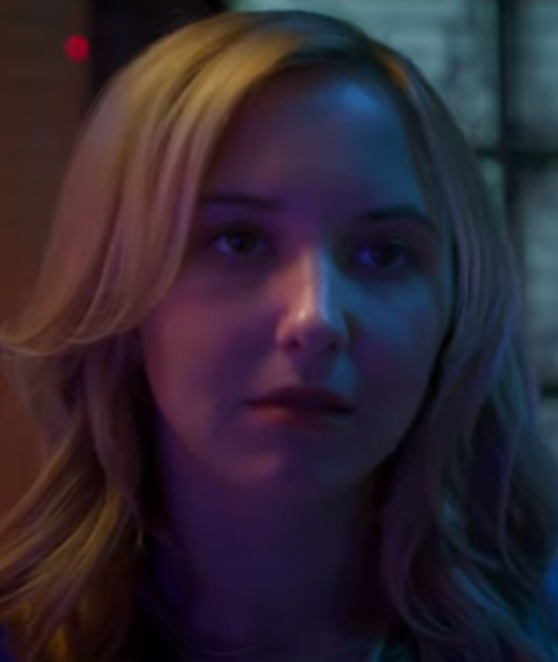
Audrey Whitby (* 1996)

- Whitby, Ethel (1898–1994), britische Ärztin
- Whitby, Lionel (1895–1956), britischer Hämatologe
- Whitby, Mary (* 1951), britische Altphilologin, Historikerin und Byzantinistin
- Whitby, Michael (* 1952), britischer Althistoriker und Hochschullehrer
- Whitby, Michael, Baron Whitby (* 1948), britischer Life Peer und Politiker (Conservative Party)
- Whitby, Nick (* 1963), britischer Dramatiker und Drehbuchautor

#### Whitc
- Whitcher, Marena (* 1990), schweizerisch-amerikanische Musikerin, Multiinstrumentalistin und Gesamtkünstlerin
- Whitchester, Roger of, englischer Geistlicher und Richter
- Whitcomb, Edgar (1917–2016), US-amerikanischer Jurist und Politiker
- Whitcomb, James (1795–1852), US-amerikanischer Politiker
- Whitcomb, R. Steven (* 1948), US-amerikanischer Offizier, Generalleutnant der US-Army
- Whitcomb, Richard T. (1921–2009), US-amerikanischer Ingenieur
- Whitcomb, Stanley E. (* 1951), US-amerikanischer Physiker
- Whitcombe, Dave (* 1954), englischer Dartspieler

#### White

##### White B
- White Bull (1849–1947), Häuptling der Minnecanjou Lakotas

##### White D
- White Dawg, US-amerikanischer Crunk-Rapper, Produzent und Geschäftsmann

##### White E
- White Eyes (1730–1778), Häuptling der Lenni Lenape

##### White L
- White Lafitte, José (1836–1918), kubanisch-französischer Geiger und Komponist

##### White P
- White Plume, Debra (1954–2020), US-amerikanische Lakota, Aktivistin und Wasserschützerin

##### White S
- White Sakkos-Maler, apulischer-rotfiguriger Vasenmaler

##### White, A – White, W

###### White, A
- White, A. Arnim (1889–1981), US-amerikanischer Offizier, Generalmajor der US-Army
- White, Aaron (* 1992), US-amerikanischer Basketballspieler
- White, Adam (1817–1879), schottischer Zoologe
- White, Adam (* 1989), australischer Volleyballspieler
- White, Addison (1824–1909), US-amerikanischer Politiker
- White, Aidy (* 1991), irischer Fußballspieler
- White, Alain Campbell (1880–1951), US-amerikanischer Autor von Schachkompositionen und Botaniker
- White, Alan (1949–2022), britischer Schlagzeuger der Gruppe YesAlan White (1949–2022)

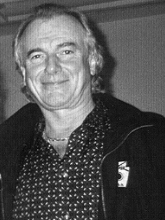
Alan White (1949–2022)

- White, Albert (1890–1965), britischer Bahnradsportler
- White, Albert (1895–1982), US-amerikanischer Basketballspieler und Wasserspringer
- White, Albert (* 1942), US-amerikanischer Bluesgitarrist
- White, Albert B. (1856–1941), US-amerikanischer Politiker
- White, Albert Smith (1803–1864), US-amerikanischer Politiker
- White, Alex (* 1953), irischer Politiker und war Senator im Seanad Éireann (2007–2011)
- White, Alex (* 1961), schottischer Badmintonspieler
- White, Alexander (1738–1804), US-amerikanischer Politiker
- White, Alexander (1816–1893), US-amerikanischer Rechtsanwalt, Richter und Politiker
- White, Alexander Colwell (1833–1906), US-amerikanischer Politiker
- White, Alice (1904–1983), US-amerikanische Schauspielerin
- White, Alison (* 1956), britische anglikanische Theologin und Bischöfin
- White, Allison (1816–1886), US-amerikanischer Politiker
- White, Alma Bridwell (1862–1946), US-amerikanische Gründerin und Bischöfin der Pillar-of-Fire-Kirche
- White, Alvin (1918–2006), US-amerikanischer TestpilotAlvin White (1918–2006)

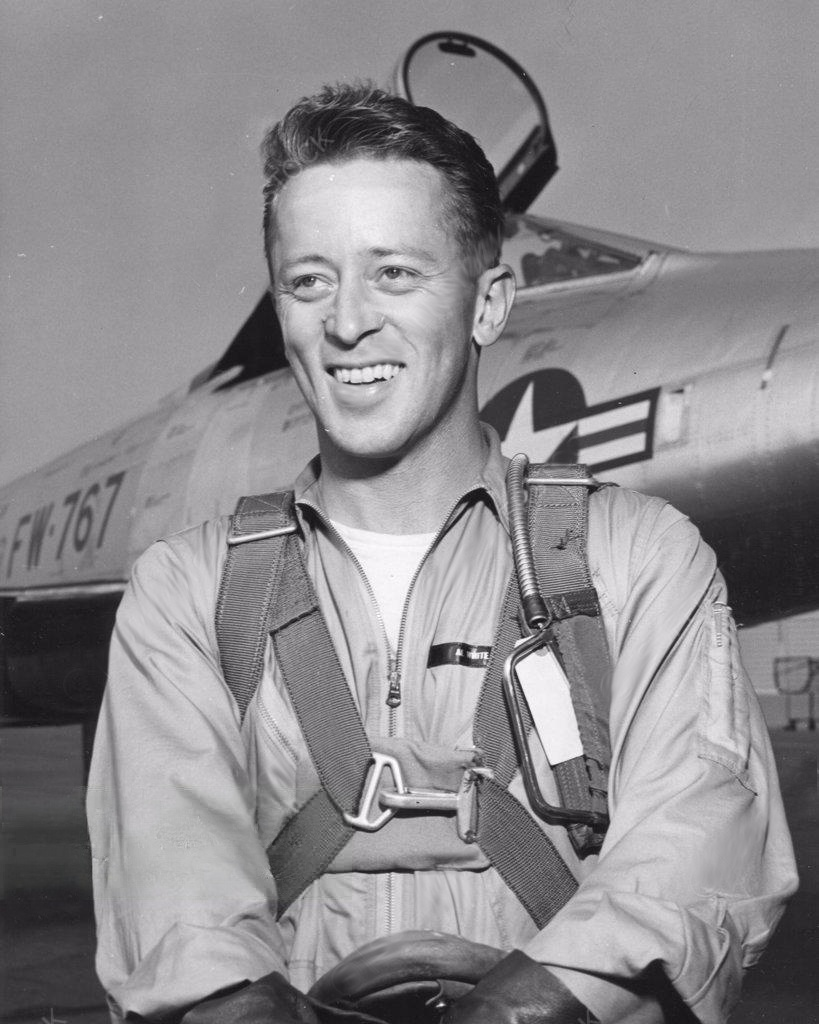
Alvin White (1918–2006)

- White, Amos (1889–1980), US-amerikanischer Jazztrompeter
- White, Amy (* 1968), US-amerikanische Schwimmerin
- White, Andrew (1579–1656), englischer Jesuit und Indianermissionar
- White, Andrew (1942–2020), US-amerikanischer Jazzmusiker
- White, Andrew (* 1983), australischer Eishockeyspieler
- White, Andrew Dickson (1832–1918), amerikanischer Diplomat, Schriftsteller und Pädagoge
- White, Andy (1930–2015), britischer Schlagzeuger
- White, Andy (* 1962), britischer Musiker
- White, Angela (* 1985), australische Pornodarstellerin und Pornofilm-RegisseurinAngela White (* 1985)

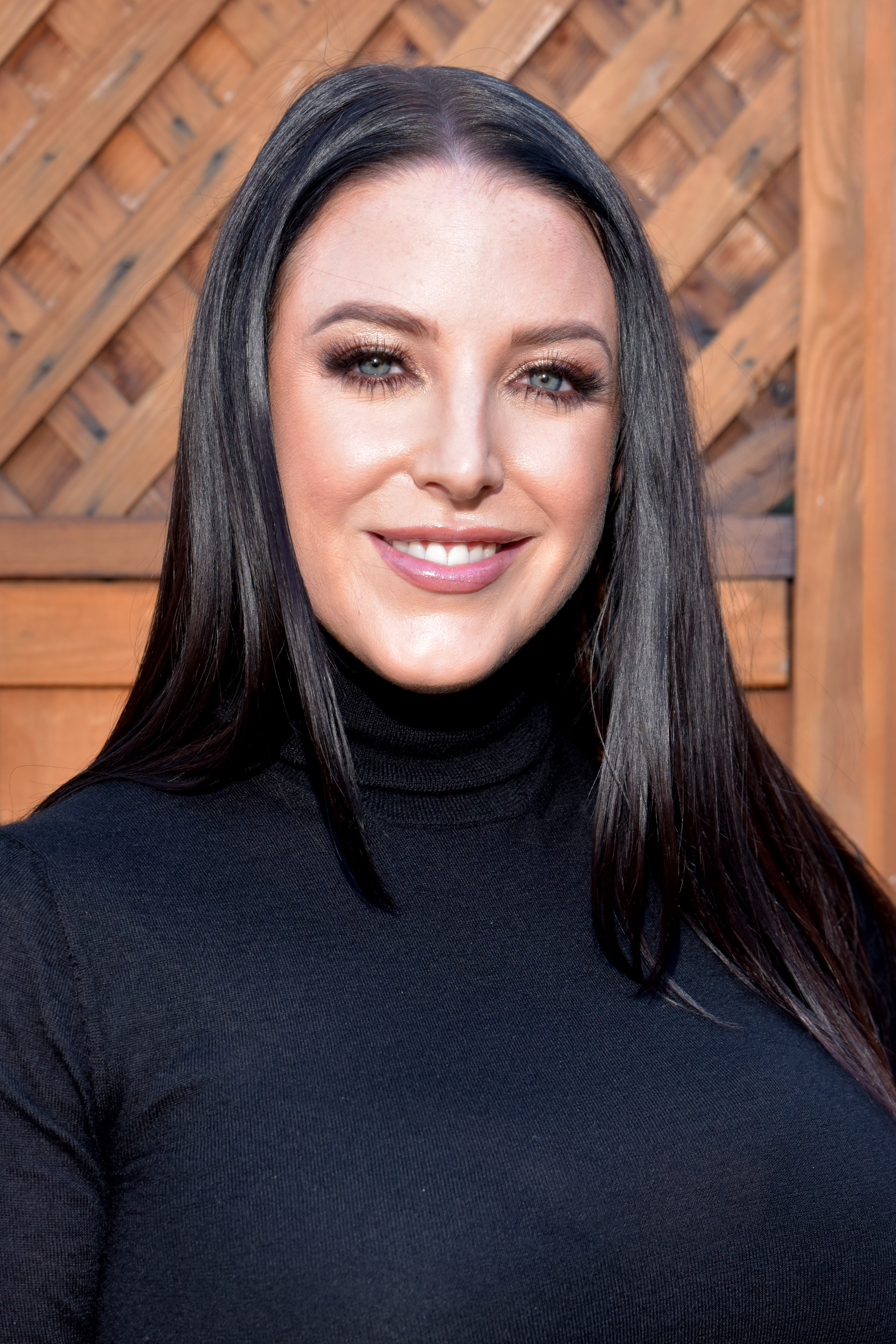
Angela White (* 1985)

- White, Anne (* 1961), US-amerikanische Tennisspielerin
- White, Antonia (1899–1980), britische Schriftstellerin
- White, Armani (* 1996), US-amerikanischer Rapper
- White, Arthur (1881–1924), US-amerikanischer Schauspieler
- White, Artie (1937–2013), US-amerikanischer Soul- und Bluessänger

###### White, B
- White, Barry (1944–2003), US-amerikanischer Soulsänger und Musikproduzent
- White, Bartow (1776–1862), amerikanischer Arzt und Politiker
- White, Belle (1894–1972), britische Wasserspringerin
- White, Ben (* 1997), englischer Fußballspieler
- White, Ben (* 1998), irischer Cricketspieler
- White, Benjamin (1790–1860), US-amerikanischer Politiker
- White, Benjamin Franklin (1833–1920), US-amerikanischer Politiker
- White, Bernard (* 1959), US-amerikanischer Schauspieler und Filmproduzent
- White, Betty (1922–2021), US-amerikanische SchauspielerinBetty White (1922–2021)

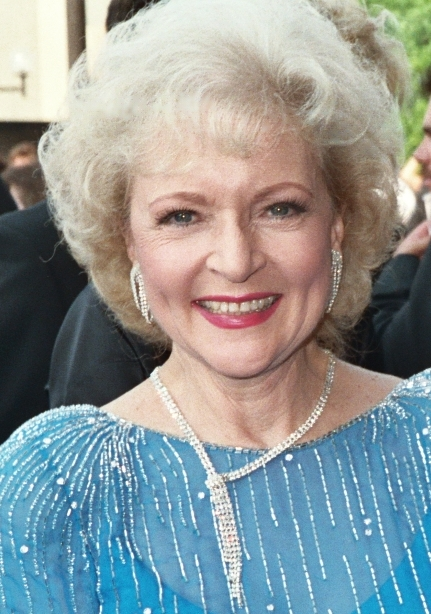
Betty White (1922–2021)

- White, Bill (1939–2017), kanadischer Eishockeyspieler
- White, Bill (* 1954), US-amerikanischer Politiker, Bürgermeister von Houston
- White, Bill (* 1959), US-amerikanischer Bobsportler
- White, Billy (1936–2000), englischer Fußballspieler
- White, Bob (* 1935), kanadischer Eishockeyspieler
- White, Bouck (1874–1951), US-amerikanischer Autor und Geistlicher, sozialistischer Aktivist
- White, Brenda (* 1966), US-amerikanische Skilangläuferin
- White, Brent, US-amerikanischer Filmeditor
- White, Brian (* 1976), US-amerikanischer Eishockeyspieler
- White, Brian (* 1996), US-amerikanischer FußballspielerBrian White (* 1996)

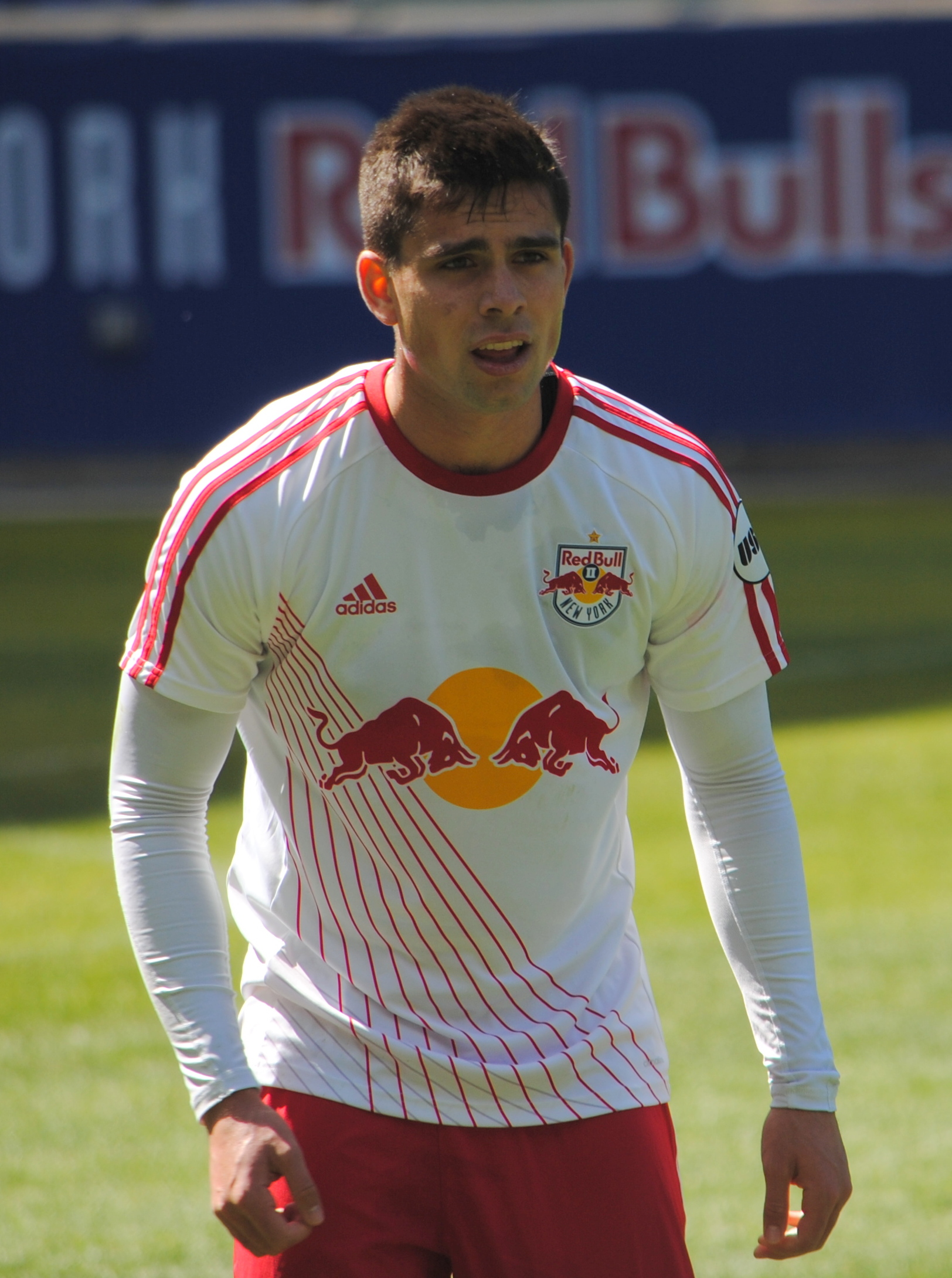
Brian White (* 1996)

- White, Brian H. (* 1944), englischer Badminton- und Cricketspieler
- White, Brian J. (* 1975), US-amerikanischer Schauspieler, Filmproduzent, Football-Spieler und Lacrosse-Spieler
- White, Brudenell (1876–1940), australischer General
- White, Bryan (* 1974), US-amerikanischer Country-Sänger
- White, Bukka († 1977), US-amerikanischer Bluesmusiker
- White, Byron (1917–2002), US-amerikanischer Jurist, Richter am Obersten Gerichtshof der Vereinigten Staaten und American-Football-Spieler

###### White, C
- White, Cameron (* 1977), australischer Squashspieler
- White, Campbell P. (1787–1859), US-amerikanischer Politiker
- White, Carla (1951–2007), US-amerikanische Jazzsängerin
- White, Cecil F. (1900–1992), US-amerikanischer Politiker
- White, Cedric Masey (1898–1993), britischer Physiker
- White, Charles (1918–1979), US-amerikanischer Künstler
- White, Charles A. (1828–1898), US-amerikanischer Politiker
- White, Charles Abiathar (1826–1910), US-amerikanischer Arzt, Geologe und Paläontologe
- White, Charles Daniel (1879–1955), US-amerikanischer Geistlicher, Bischof von Spokane
- White, Charles H. (1883–1971), US-amerikanischer Offizier, Generalmajor der US-Army
- White, Charles M. N. (1914–1978), britischer Ornithologe
- White, Charlie (* 1987), US-amerikanischer Eiskunstläufer
- White, Chilton A. (1826–1900), US-amerikanischer Politiker
- White, Chip (1946–2020), US-amerikanischer Jazzmusiker (Schlagzeug)
- White, Chris, US-amerikanischer Cellist
- White, Chris (1936–2014), US-amerikanischer Jazz-Bassist
- White, Chris (* 1943), englischer Musiker
- White, Chrissie (1895–1989), britische Kinderdarstellerin und Schauspielerin
- White, Christopher (* 1960), neuseeländischer Ruderer
- White, Clarence (1944–1973), US-amerikanischer Bluegrass-GitarristClarence White (1944–1973)

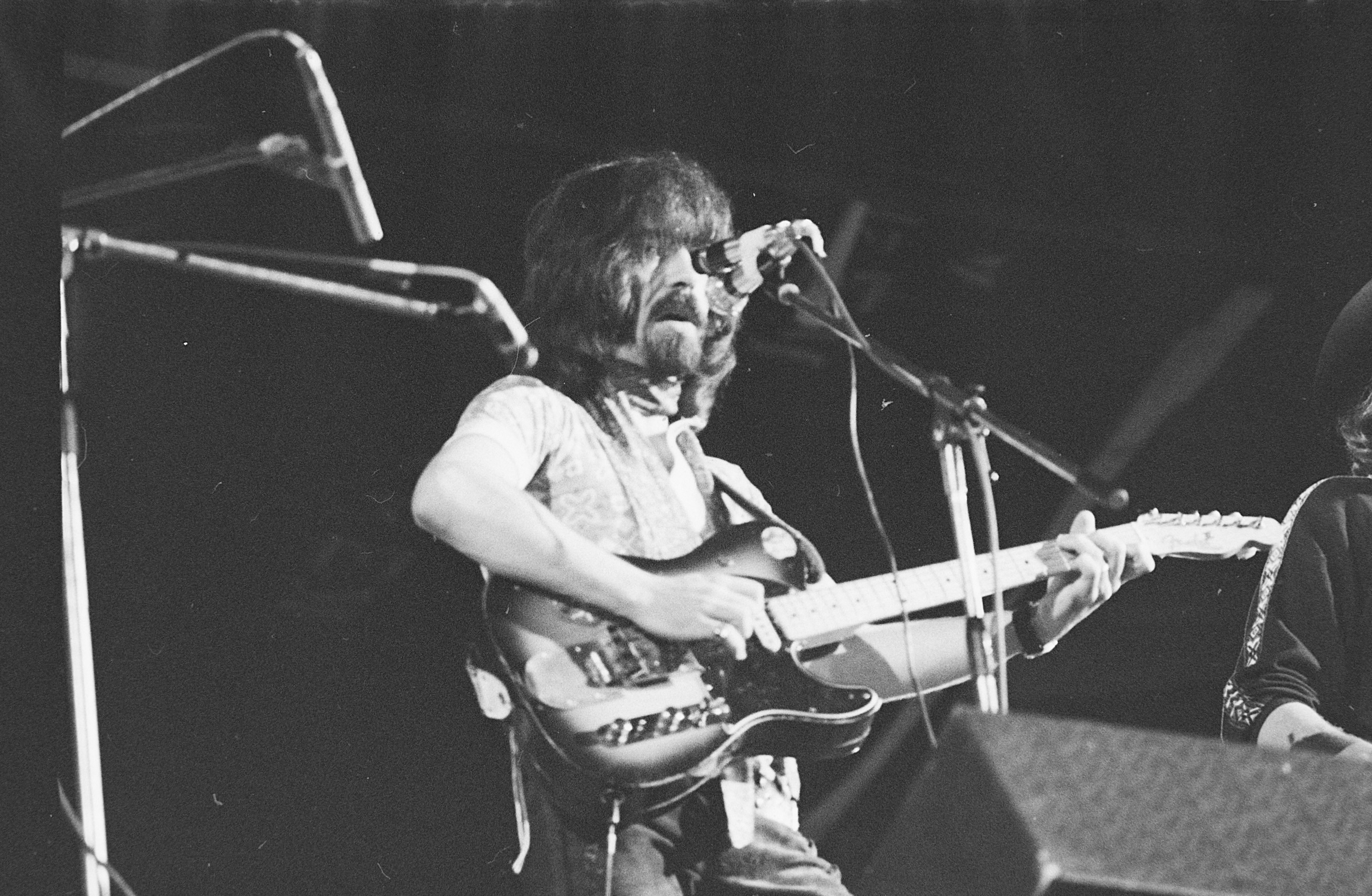
Clarence White (1944–1973)

- White, Clarence Cameron (1880–1960), US-amerikanischer Komponist
- White, Clarence Hudson (1871–1925), US-amerikanischer Fotograf und Gründungsmitglied der Photo-Secession
- White, Coby (* 2000), US-amerikanischer Basketballspieler
- White, Colin (* 1977), kanadischer Eishockeyspieler
- White, Colin (* 1997), US-amerikanischer Eishockeyspieler
- White, Compton I. (1877–1956), US-amerikanischer Politiker
- White, Compton I. junior (1920–1998), US-amerikanischer Politiker
- White, Curtis (* 1995), US-amerikanischer Radrennfahrer
- White, Cyril Tenison (1890–1950), australischer Botaniker

###### White, D
- White, D. J. (* 1986), US-amerikanischer Basketballspieler
- White, Dagmar (* 1926), tschechische Sängerin und Musikpädagogin
- White, Dana (* 1969), US-amerikanischer ManagerDana White (* 1969)

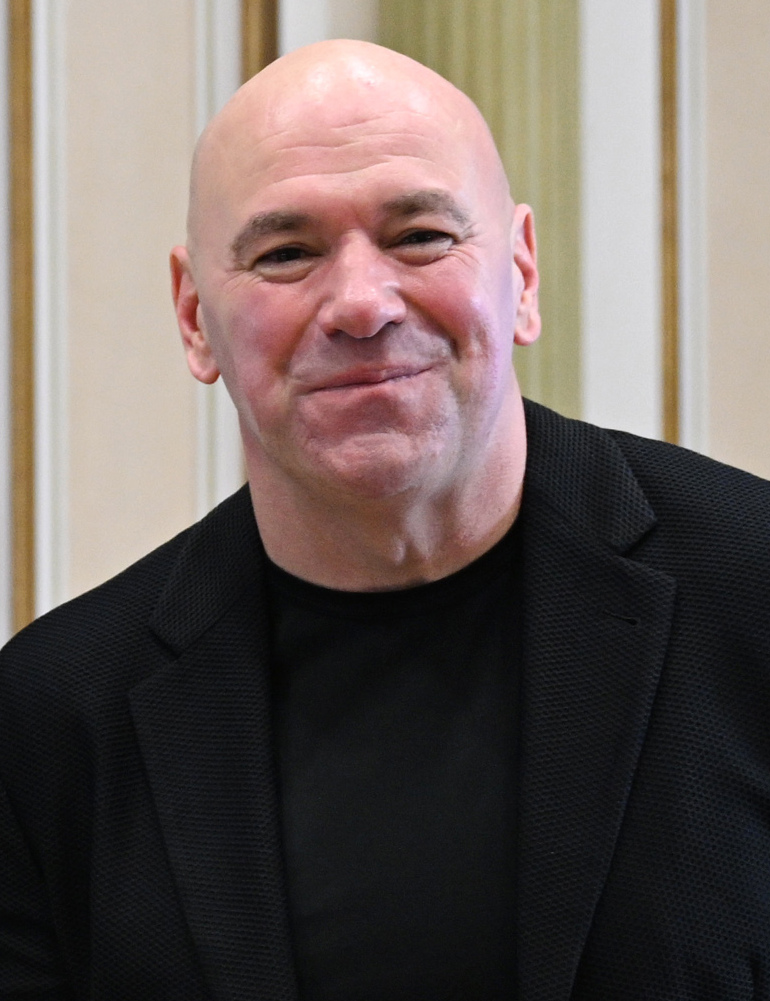
Dana White (* 1969)

- White, Daniel J. (1912–1997), französischer Filmkomponist schottischer Abstammung
- White, Daniel Price (1814–1890), US-amerikanischer Politiker
- White, Darren (* 1989), englisch-neuseeländischer Fußballspieler
- White, Darren John (* 1972), britischer Sänger
- White, David, australischer Tontechniker
- White, David (1785–1834), US-amerikanischer Politiker
- White, David (1862–1935), US-amerikanischer Paläobotaniker und Geologe
- White, David (1916–1990), US-amerikanischer Schauspieler
- White, David (* 1961), englischer Heraldiker und Genealoge
- White, David (* 1963), US-amerikanischer Maskenbildner und Spezialeffektkünstler
- White, David (* 1967), englischer Fußballspieler
- White, David A. R. (* 1970), US-amerikanischer Filmschauspieler, Drehbuchautor und Produzent

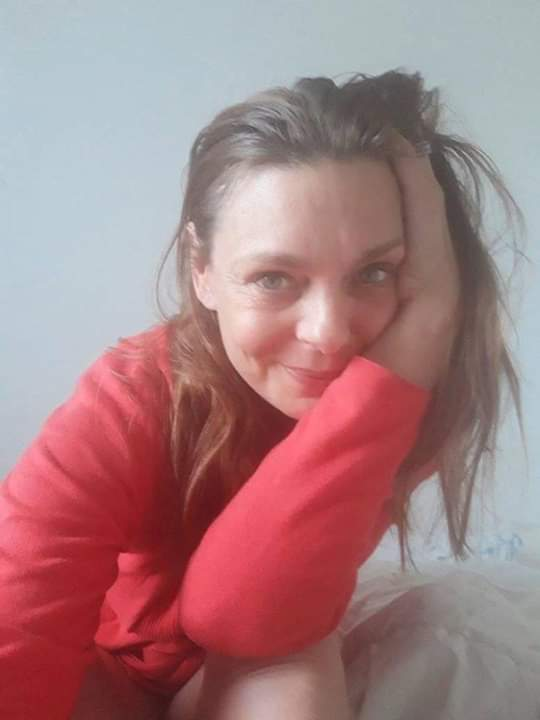
Zara Whites (* 1968)

- White, David Gordon (* 1953), US-amerikanischer Religionswissenschaftler, Hochschullehrer und Autor
- White, Davin (* 1981), US-amerikanischer Basketballspieler
- White, Dennis (1948–2019), englischer Fußballspieler
- White, Densign (* 1961), britischer Judoka
- White, Derrick (* 1994), US-amerikanischer Basketballspieler
- White, Devin (* 1998), US-amerikanischer American-Football-SpielerDevin White (* 1998)

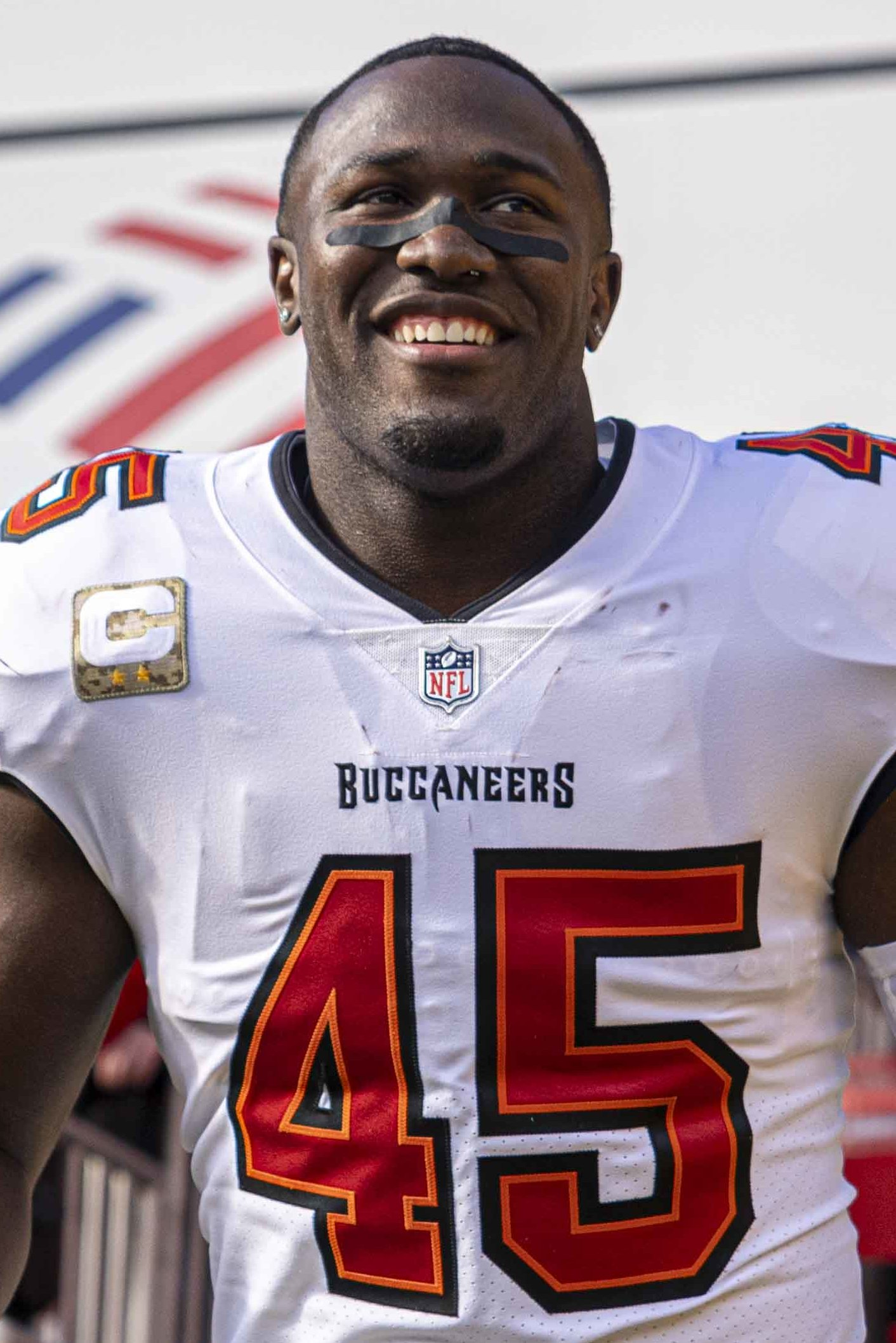
Devin White (* 1998)

- White, De’voreaux (* 1965), US-amerikanischer Schauspieler
- White, Dick (1931–2002), englischer Fußballspieler
- White, Donald E. (1914–2002), US-amerikanischer Geologe
- White, Doogie (* 1960), schottischer Rocksänger
- White, Dudley A. (1901–1957), US-amerikanischer Politiker
- White, Duncan (1918–1998), sri-lankischer Leichtathlet

###### White, E
- White, Edgar (1929–2014), US-amerikanischer Segler
- White, Edmund (1940–2025), US-amerikanischer Schriftsteller und Essayist
- White, Eduardo (1963–2014), mosambikanischer Schriftsteller
- White, Edward (1930–1967), US-amerikanischer AstronautEdward White (1930–1967)

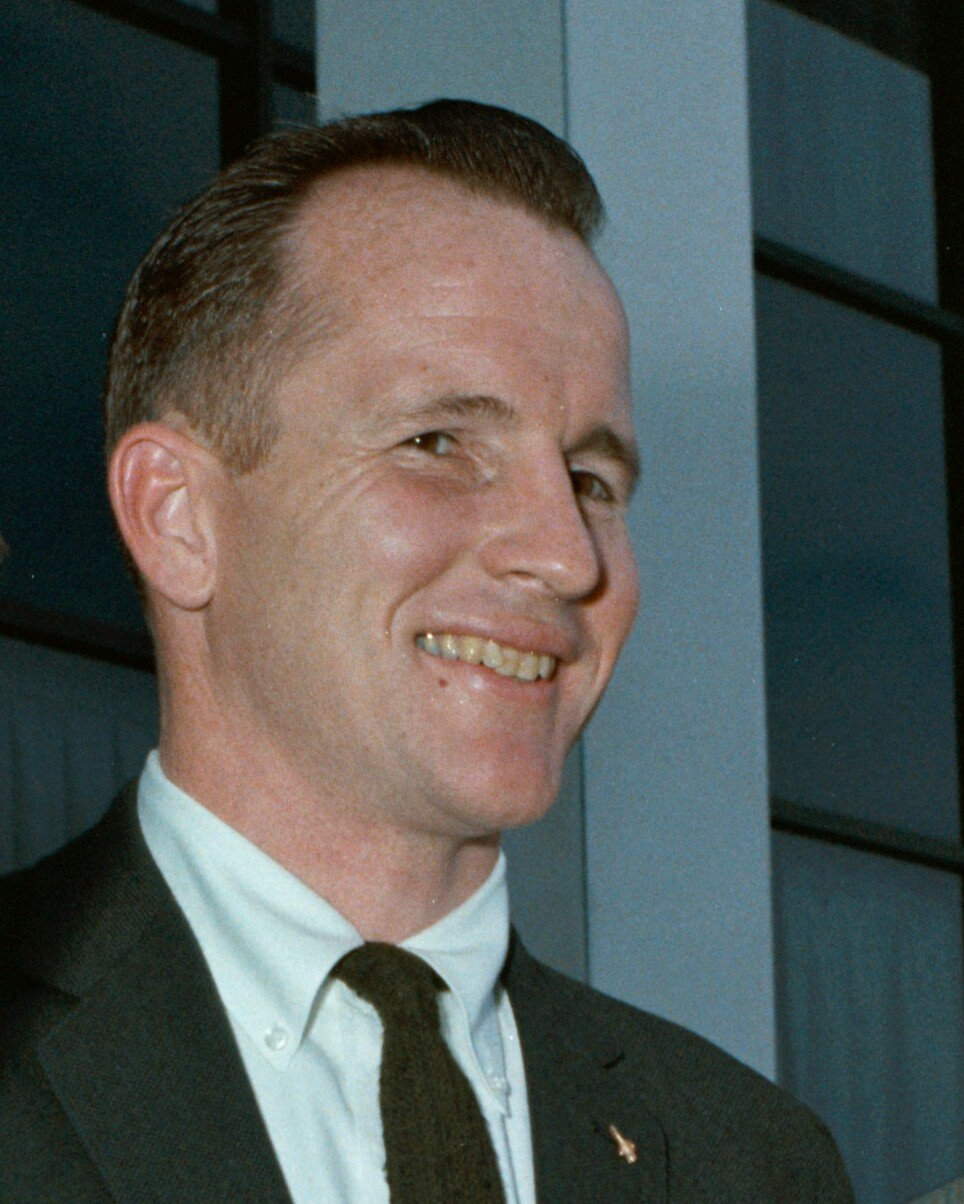
Edward White (1930–1967)

- White, Edward Brickell (1806–1882), US-amerikanischer Architekt
- White, Edward Douglass junior (1845–1921), US-amerikanischer Senator, Bundesrichter der Vereinigten Staaten
- White, Edward Douglass senior (1795–1847), US-amerikanischer Politiker
- White, Edwin (1817–1877), US-amerikanischer Maler
- White, Eirene, Baroness White (1909–1999), britische Journalistin und Politikerin (Labour Party), Mitglied des House of Commons
- White, Elizabeth Coleman (1871–1954), Farmerin und Pflanzenzüchterin in New Jersey
- White, Ellen (* 1989), englische Fußballspielerin
- White, Ellen Gould Harmon (1827–1915), Mitbegründerin und Prophetin der Siebenten-Tags-AdventistenEllen Gould Harmon White (1827–1915)

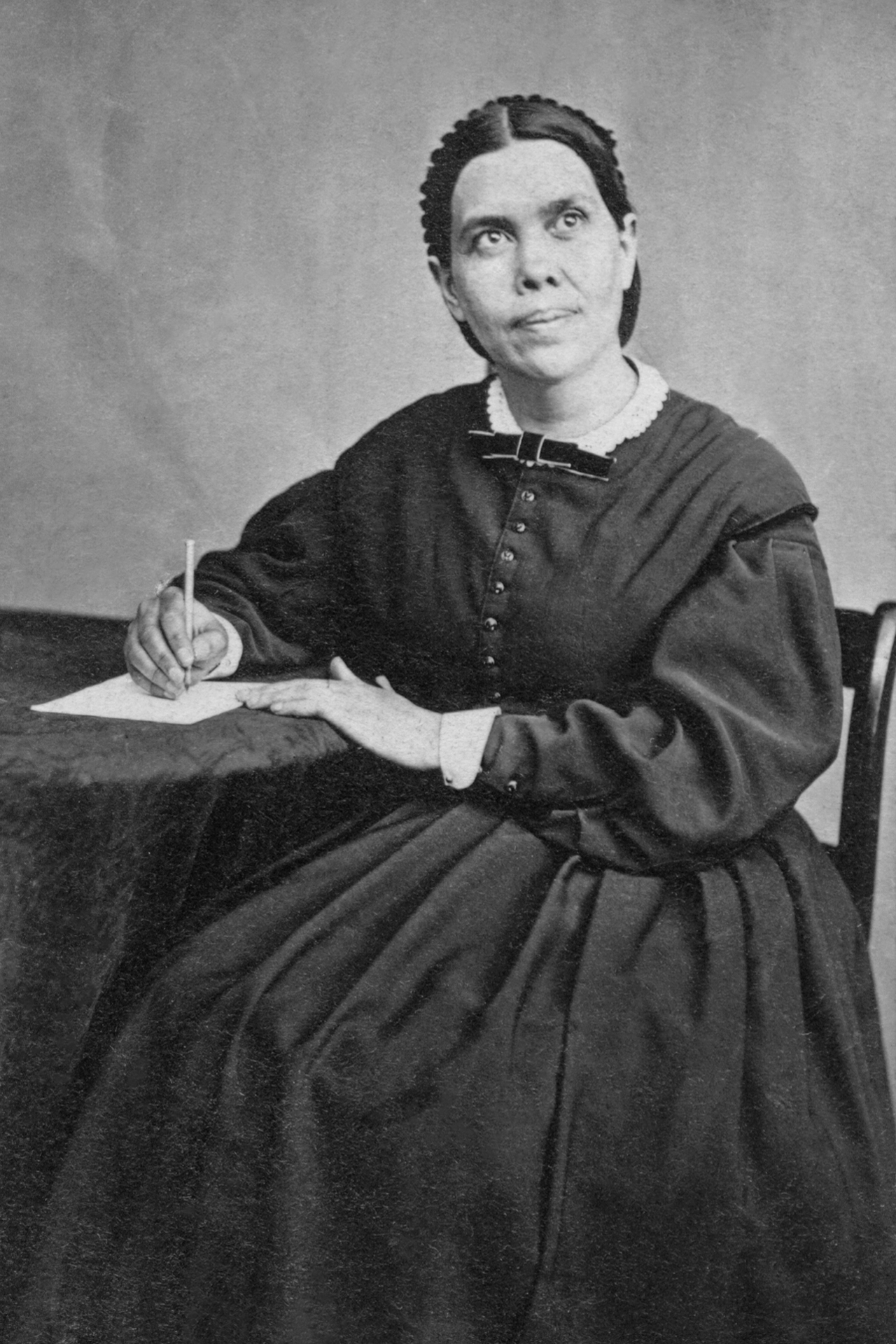
Ellen Gould Harmon White (1827–1915)

- White, Ellie (* 1984), rumänische Pop-Sängerin, Tänzerin und ein Model
- White, Elwyn Brooks (1899–1985), US-amerikanischer Autor
- White, Emma (* 1997), US-amerikanische Radsportlerin
- White, Ernest (1901–1980), kanadischer Organist und Orgelbauer, Chorleiter und Musikpädagoge
- White, Ethel Lina (1876–1944), britische Autorin von Kurzgeschichten und Kriminalromanen

###### White, F
- White, Faye (* 1978), englische Fußballspielerin
- White, Francis († 1826), US-amerikanischer Politiker
- White, Francis S. (1847–1922), US-amerikanischer Politiker
- White, Frank (1856–1940), US-amerikanischer Politiker
- White, Frank D. (1933–2003), US-amerikanischer Politiker
- White, Fred (1955–2023), US-amerikanischer Musiker
- White, Frederick Edward (1844–1920), US-amerikanischer Politiker

###### White, G
- White, Gary (* 1956), britischer Archäologe
- White, Gentry, US-amerikanischer Schauspieler und Model
- White, George (1872–1953), US-amerikanischer Politiker
- White, George (1911–1998), US-amerikanischer Filmeditor
- White, George (1936–1996), US-amerikanischer American-Football-Trainer
- White, George E. (1848–1935), US-amerikanischer Politiker
- White, George Henry (1852–1918), US-amerikanischer Politiker
- White, George Stuart (1835–1912), britischer Feldmarschall
- White, Georgia (* 1903), US-amerikanische Bluessängerin
- White, Gilbert (1720–1793), englischer Pfarrer, Naturforscher und Ornithologe
- White, Gilbert F. (1911–2006), US-amerikanischer Geograph
- White, Gillian (* 1939), britisch-schweizerische Bildhauerin
- White, Glodean (* 1946), US-amerikanische R&B-Sängerin
- White, Grace Miller (1868–1957), amerikanische Jugendbuchschriftstellerin
- White, Graham (* 1948), kanadischer Politikwissenschaftler
- White, Graham (* 1951), australischer Schwimmer
- White, Guillermo (1844–1926), argentinischer Ingenieur

###### White, H
- White, Halbert (1950–2012), US-amerikanischer Wirtschaftswissenschaftler
- White, Harrison (1930–2024), US-amerikanischer Wirtschaftswissenschaftler und Hochschullehrer
- White, Harry (1834–1920), US-amerikanischer Politiker
- White, Harry (1898–1962), US-amerikanischer Jazz-Posaunist
- White, Harry (1901–1983), englischer Fußballspieler und -trainer
- White, Harry (1904–1926), englischer Fußballspieler
- White, Harry (* 1967), US-amerikanischer klassischer Saxophonist
- White, Harry Dexter (1892–1948), US-amerikanischer Volkswirt und Politiker
- White, Harvey (* 2001), englischer Fußballspieler
- White, Harvey D. (* 1947), neuseeländischer Kardiologe
- White, Hayden (1928–2018), amerikanischer Literatur- und GeschichtstheoretikerHayden White (1928–2018)

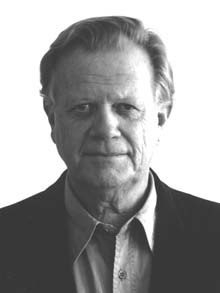
Hayden White (1928–2018)

- White, Hays B. (1855–1930), US-amerikanischer Politiker
- White, Heather, britische Klassische Philologin mit dem Schwerpunkt Gräzistik
- White, Helene Maynard (* 1870), US-amerikanische Bildhauerin und Malerin
- White, Henry (1850–1927), US-amerikanischer Diplomat
- White, Henry Graham (1880–1965), britischer Politiker (Liberal Party)
- White, Henry Seely (1861–1943), US-amerikanischer Mathematiker
- White, Horace (1865–1943), US-amerikanischer Politiker
- White, Howard D. (* 1936), US-amerikanischer Bibliotheks- und Informationswissenschaftler
- White, Hugh (1798–1870), US-amerikanischer Politiker
- White, Hugh L. (1881–1965), US-amerikanischer Politiker
- White, Hugh Lawson (1773–1840), US-amerikanischer Politiker (Whig Party)
- White, Hy (1915–2011), US-amerikanischer Jazzgitarrist der Swingära

###### White, I
- White, Ian (* 1970), englischer Dartspieler
- White, Ian (* 1984), kanadischer Eishockeyspieler
- White, Ike (1945–2018), US-amerikanischer Musiker und Komponist
- White, Isaac D. (1901–1990), US-amerikanischer General (U.S. Army)
- White, Israel Charles (1848–1927), US-amerikanischer Geologe

###### White, J
- White, Jack (1879–1946), britischer Offizier, Gewerkschafter und Gründer der Irish Citizens Army
- White, Jack (* 1940), deutscher Fußballspieler und Musikproduzent
- White, Jack (1942–2005), US-amerikanischer Journalist und Pulitzer-Preisträger 1974
- White, Jack (* 1975), US-amerikanischer Sänger und Gitarrist
- White, Jackson (* 1996), US-amerikanischer Schauspieler
- White, Jacqueline (* 1922), US-amerikanische Schauspielerin
- White, Jaleel (* 1976), US-amerikanischer SchauspielerJaleel White (* 1976)

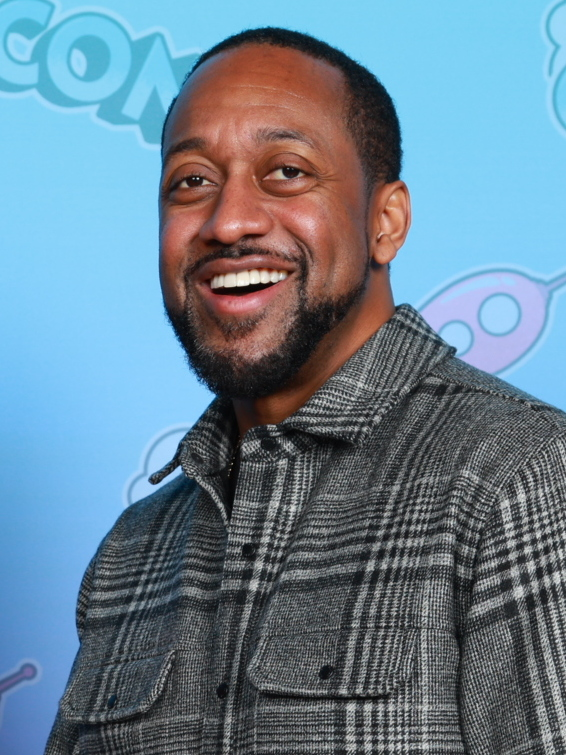
Jaleel White (* 1976)

- White, James (1749–1809), US-amerikanischer Politiker
- White, James (1759–1799), irischer Autor und Übersetzer
- White, James (1792–1870), US-amerikanischer Anwalt und Politiker
- White, James (1928–1999), irischer Science-Fiction-Autor
- White, James (1938–2014), irischer Politiker der Fine Gael
- White, James (* 1967), britischer Maler
- White, James (* 1982), US-amerikanischer Basketballspieler
- White, James (* 1992), US-amerikanischer American-Football-Spieler
- White, James Bain (1835–1897), schottisch-amerikanischer Politiker
- White, James Bamford (1842–1931), US-amerikanischer Politiker
- White, James Boyd (* 1938), US-amerikanischer Rechtsprofessor, Literaturkritiker, Hochschullehrer und Philosoph
- White, James Larkin (1882–1946), amerikanischer Cowboy und Höhlenforscher
- White, James Springer (1821–1881), Mitbegründer der Siebenten-Tags-Adventisten
- White, James T. (* 1985), kanadischer Unternehmer und Sachbuchautor
- White, Jason (* 1973), US-amerikanischer Gitarrist
- White, Jason (* 1978), schottischer Rugbyspieler
- White, Jazmine (* 1993), kanadische Volleyballspielerin
- White, Jeff, Spezialeffektkünstler
- White, Jefferson (* 1989), US-amerikanischer Schauspieler
- White, Jeordie (* 1971), US-amerikanischer Bassist
- White, Jeremy Allen (* 1991), US-amerikanischer SchauspielerJeremy Allen White (* 1991)

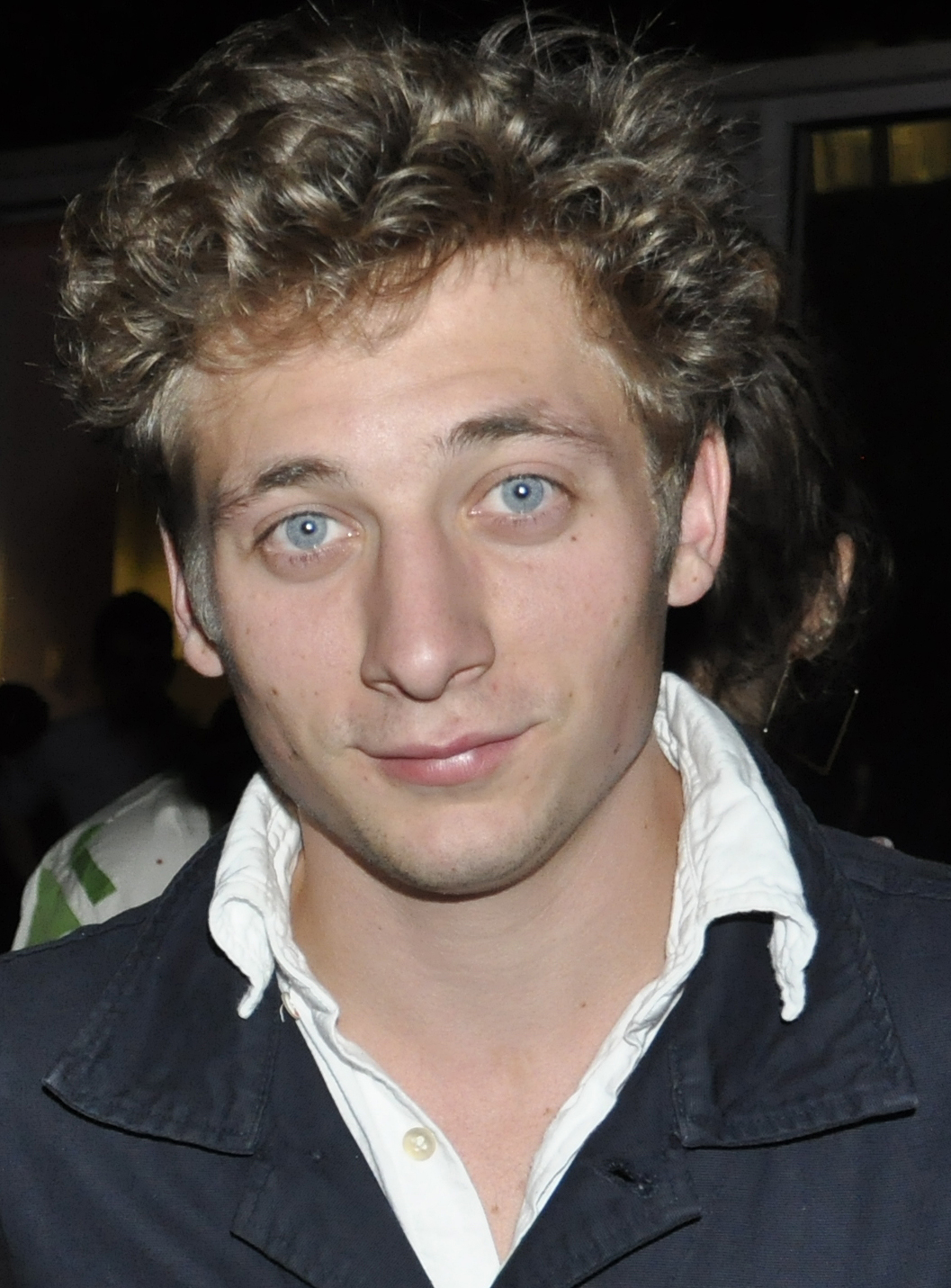
Jeremy Allen White (* 1991)

- White, Jerry (* 1949), britischer Historiker der Geschichte Londons in der Neuzeit
- White, Jesse (1917–1997), US-amerikanischer Schauspieler
- White, Jim (1931–2018), US-amerikanischer Jazzmusiker
- White, Jim (* 1957), US-amerikanischer Singer-Songwriter
- White, Jim (* 1962), australischer Musiker
- White, Jimmy (* 1962), englischer SnookerspielerJimmy White (* 1962)

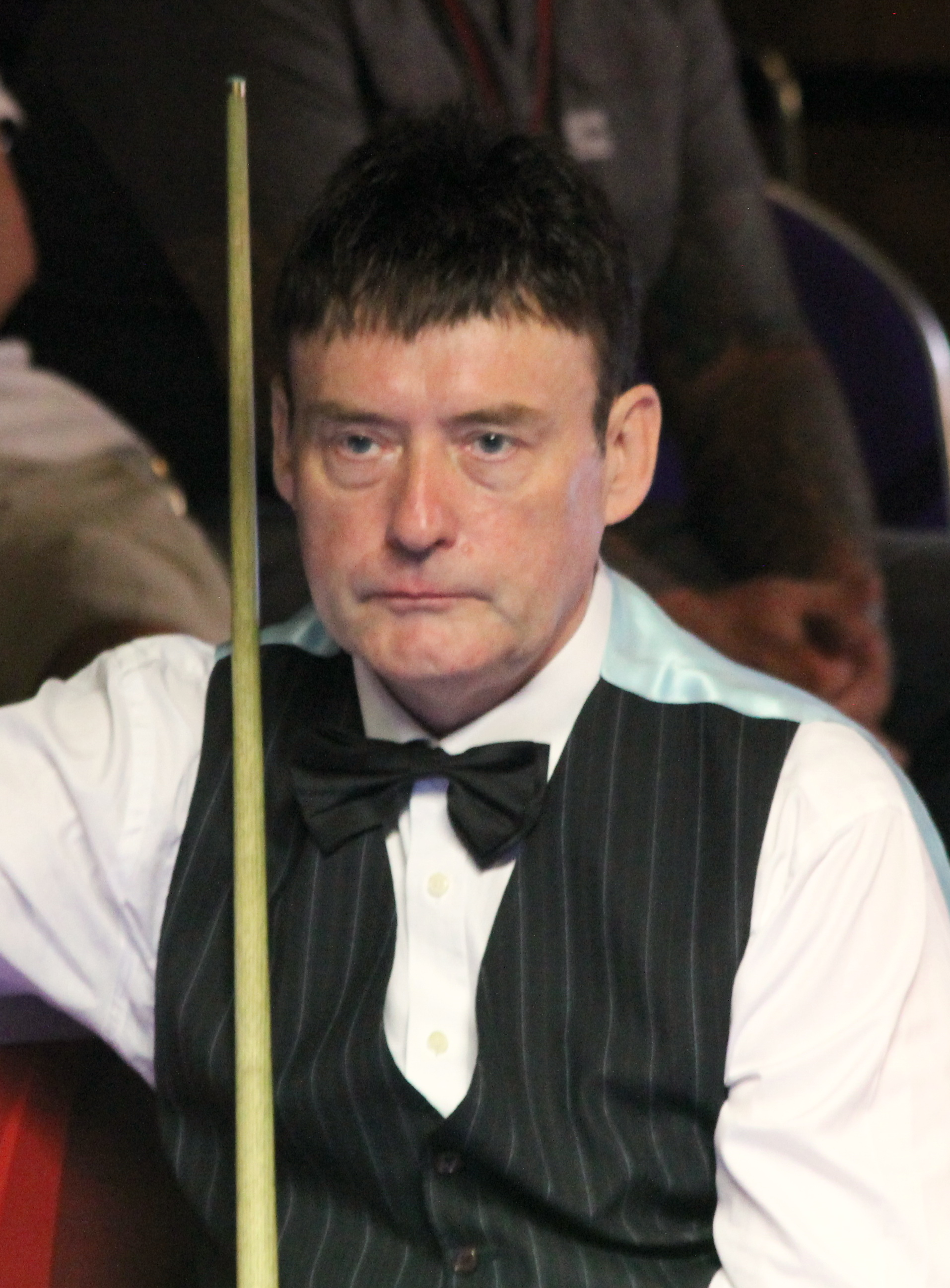
Jimmy White (* 1962)

- White, Jo Jo (1946–2018), US-amerikanischer Basketballspieler
- White, John (1540–1593), englischer Kolonialgouverneur, Maler und Kartograf
- White, John († 1648), englischer Pastor
- White, John († 1832), englischer Chirurg und Botaniker
- White, John (1802–1845), US-amerikanischer Politiker (Whig Party), Sprecher des Repräsentantenhauses
- White, John (1826–1891), neuseeländischer Ethnograph
- White, John (* 1910), britischer Motorradrennfahrer
- White, John (1916–1997), US-amerikanischer Ruderer
- White, John (1937–1964), schottischer Fußballspieler
- White, John (* 1966), US-amerikanischer Basketballspieler
- White, John (* 1973), schottischer Squashspieler
- White, John (* 1981), kanadischer Schauspieler
- White, John Baker (1902–1988), britischer politischer Aktivist
- White, John Campbell (1884–1967), US-amerikanischer Diplomat
- White, John D. (1849–1920), US-amerikanischer Politiker
- White, Joseph (* 1978), US-amerikanischer Kameramann
- White, Joseph (* 1997), australischer Squashspieler
- White, Joseph L. († 1861), US-amerikanischer Politiker
- White, Joseph M. (1781–1839), US-amerikanischer Politiker
- White, Joseph W. (1822–1892), US-amerikanischer Politiker
- White, Josh († 1969), US-amerikanischer Musiker
- White, Josh Jr. (1940–2024), US-amerikanischer Folk-, Spiritual- und Bluesgitarrist und -sänger
- White, Joyce C. (* 1952), US-amerikanische Archäologin und Paläobotanikerin
- White, Jules (1900–1985), US-amerikanischer Filmproduzent und -regisseur
- White, Julie (* 1960), kanadische Hochspringerin und Fünf- bzw. Siebenkämpferin
- White, Julie (* 1961), US-amerikanische SchauspielerinJulie White (* 1961)

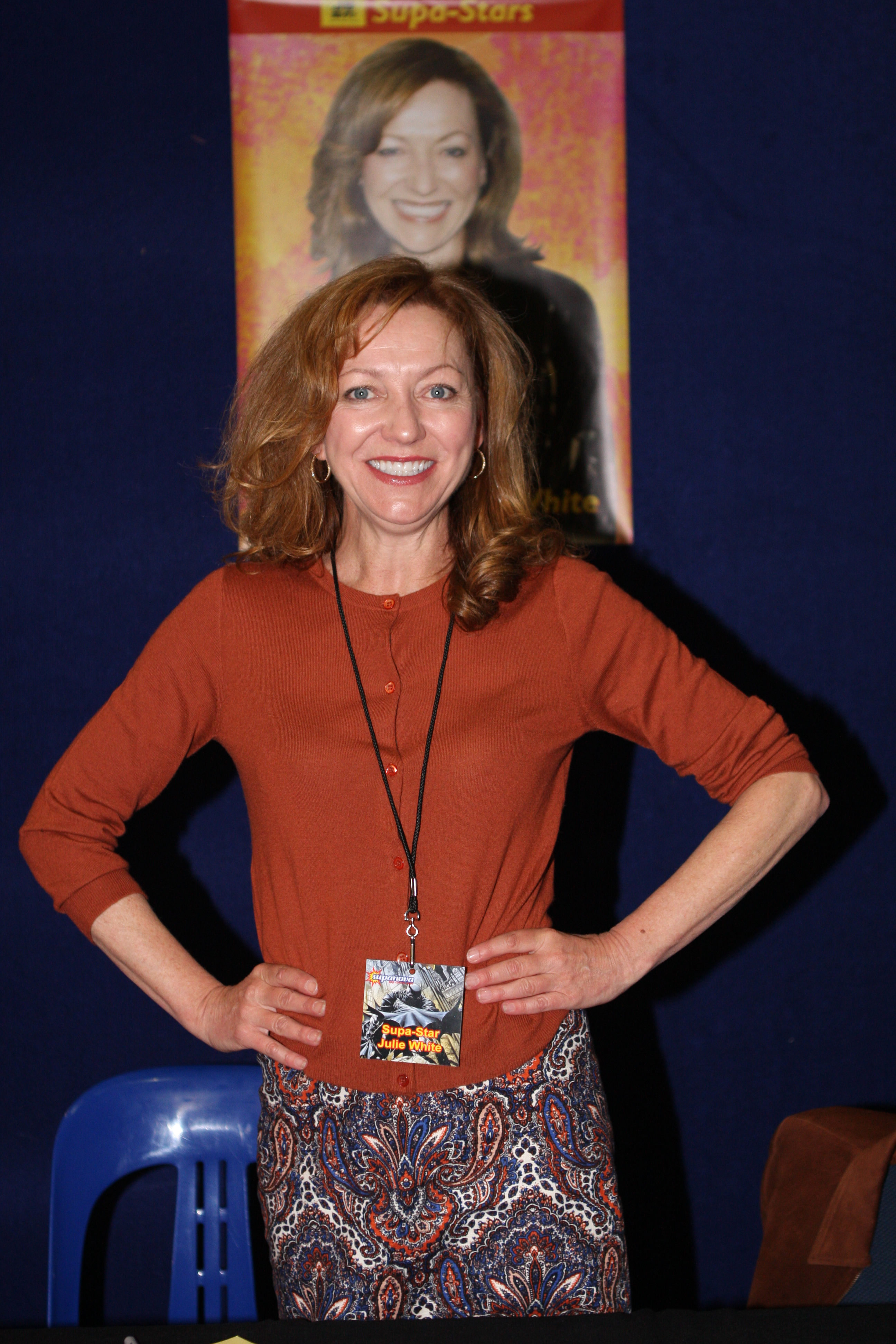
Julie White (* 1961)

- White, Julie Anne (* 1962), kanadische Triathletin

###### White, K
- White, Karyn (* 1965), US-amerikanische R&B-Sängerin
- White, Katharine S. (1892–1977), US-amerikanische Autorin, Fiction Editor (The New Yorker)
- White, Kayla (* 1996), US-amerikanische Sprinterin
- White, Keean (* 1983), kanadischer Springreiter
- White, Kelli (* 1977), US-amerikanische Leichtathletin
- White, Kenneth (1936–2023), schottischer Schriftsteller
- White, Kenneth Steele (1922–1996), US-amerikanischer Romanist, Literaturwissenschaftler und Dichter
- White, Kevin (* 1992), US-amerikanischer American-Football-Spieler
- White, Kitty (1923–2009), US-amerikanische Jazzsängerin

###### White, L
- White, Lari (1965–2018), US-amerikanische Country-Sängerin und SongwriterinLari White (1965–2018)

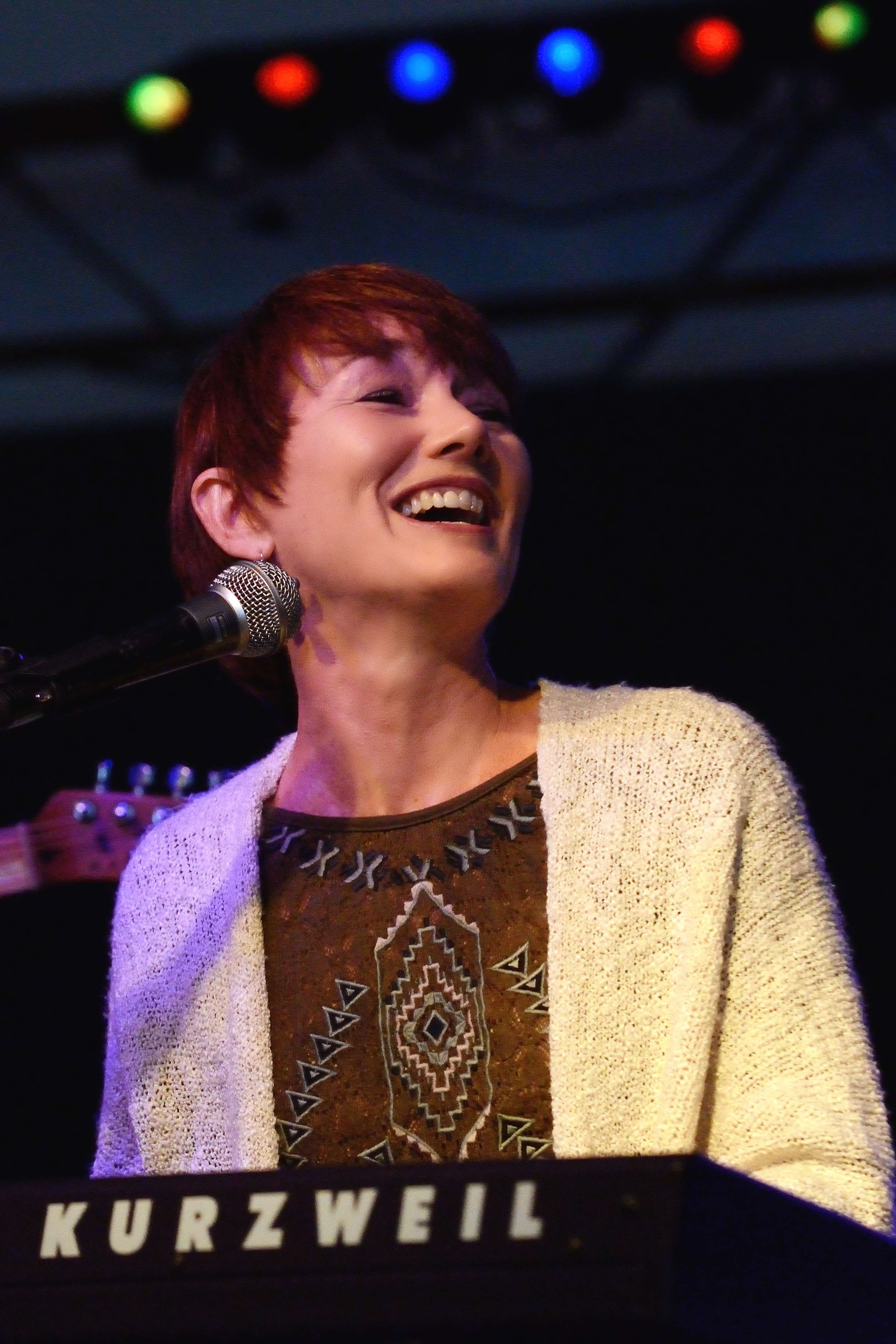
Lari White (1965–2018)

- White, Laura (* 1987), britische Popsängerin
- White, Lavelle (* 1929), afroamerikanische Blues- und Soul-Sängerin und Songwriterin
- White, Lawrence Kermit (1912–2006), US-amerikanischer Armeeoffizier
- White, Lee (1888–1949), US-amerikanischer Vaudeville-Pianist, Songwriter, Entertainer und Schauspieler
- White, Lee (* 1965), britisch-gabunischer Politiker und Zoologe
- White, Lee C. (1923–2013), US-amerikanischer Anwalt
- White, Lenny (* 1949), US-amerikanischer Jazz-Schlagzeuger
- White, Leo (1882–1948), US-amerikanischer Schauspieler
- White, Leo (1929–2018), maltesischer Ordensgeistlicher, Apostolischer Präfekt von Garissa
- White, Leon (1955–2018), US-amerikanischer WrestlerLeon White (1955–2018)

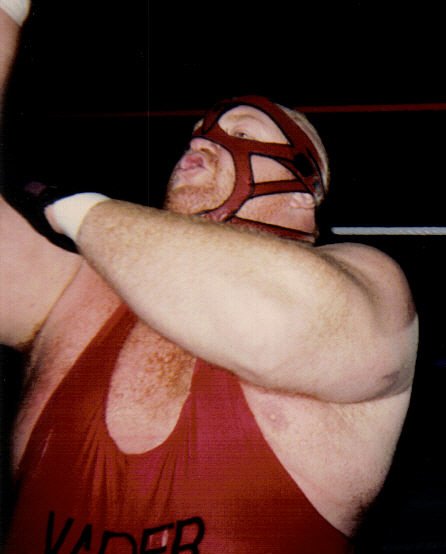
Leon White (1955–2018)

- White, Leonard (1767–1849), US-amerikanischer Politiker
- White, Leonard D. (1891–1958), US-amerikanischer Historiker und Politikwissenschaftler
- White, Leslie (1900–1975), US-amerikanischer Anthropologe
- White, Lionel (1905–1985), US-amerikanischer Schriftsteller und Journalist
- White, Liz (* 1979), britische Schauspielerin
- White, Lois (1903–1984), neuseeländische Malerin und Kunstlehrerin
- White, Lynn Townsend (1907–1987), US-amerikanischer Mediävist und Wissenschaftshistoriker

###### White, M
- White, Marco Pierre (* 1961), britischer Fernsehkoch und Autor
- White, Margaret Justin Blanco (1911–2001), schottische Architektin
- White, Margaret Matilda (1868–1910), neuseeländische Fotografin und Krankenschwester
- White, Marilyn (* 1944), US-amerikanische Leichtathletin
- White, Marion Ballantyne (1871–1958), US-amerikanische Mathematikerin und Hochschullehrerin
- White, Mark (1940–2017), US-amerikanischer Politiker
- White, Mary Alexandra, irische Politikerin
- White, Mary Jo (* 1947), US-amerikanische Rechtswissenschaftlerin, Vorsitzende der Börsenaufsichtsbehörde Securities and Exchange Commission
- White, Mary M. (* 1944), irische Politikerin
- White, Matt (* 1977), australischer Triathlet
- White, Matt (* 1983), US-amerikanischer Cyclocrossfahrer
- White, Matt (* 1989), US-amerikanischer Eishockeyspieler
- White, Matthew (* 1974), australischer Radrennfahrer
- White, Matthew E. (* 1982), US-amerikanischer Soul-Musiker und Musikproduzent
- White, Maurice (1941–2016), US-amerikanischer Musiker, Gründer der Band Earth, Wind and Fire
- White, Meg (* 1974), US-amerikanische SchlagzeugerinMeg White (* 1974)

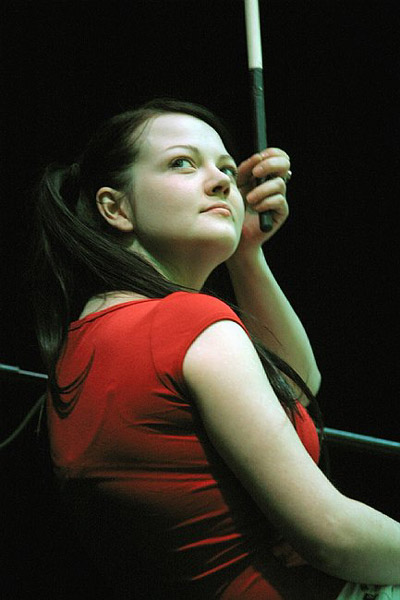
Meg White (* 1974)

- White, Mel (* 1940), US-amerikanischer christlicher Geistlicher
- White, Merrill G. (1901–1959), US-amerikanischer Filmeditor
- White, Michael (1933–2016), US-amerikanischer Violinist des Fusion- und Modern Jazz
- White, Michael (1936–2016), britischer Film- und Theaterproduzent
- White, Michael (1948–2008), australischer Sozialarbeiter und Psychotherapeut, Wegbereiter des narrativen Ansatzes in der systemischen Therapie
- White, Michael (* 1954), US-amerikanischer Jazzmusiker und Hochschullehrer
- White, Michael (* 1964), jamaikanischer Bobfahrer
- White, Michael (* 1987), neuseeländischer Fußballspieler
- White, Michael (* 1989), schottischer Fußballspieler
- White, Michael (* 1991), walisischer Snookerspieler
- White, Michael D. (1827–1917), US-amerikanischer Politiker
- White, Michael Jai (* 1967), US-amerikanischer Stuntkoordinator, Schauspieler und RegisseurMichael Jai White (* 1967)

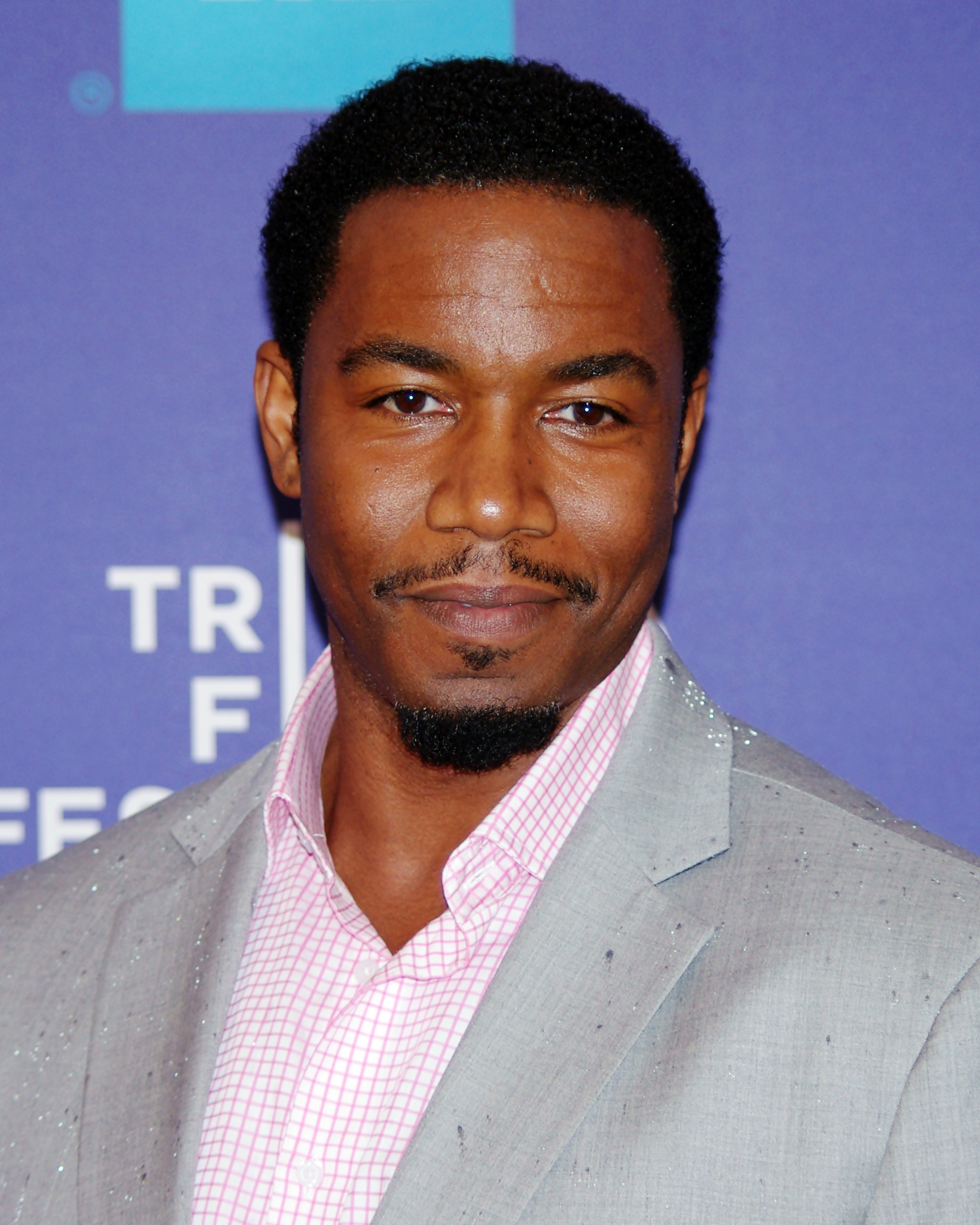
Michael Jai White (* 1967)

- White, Miguel (1909–1942), philippinischer Leichtathlet
- White, Mike (* 1970), US-amerikanischer Schauspieler, Drehbuchautor, Regisseur sowie Produzent
- White, Mike (* 1995), US-amerikanischer American-Football-Spieler
- White, Miles (1914–2000), US-amerikanischer Kostümbildner
- White, Miles D. (* 1955), US-amerikanischer Manager
- White, Milo (1830–1913), US-amerikanischer Politiker
- White, Minor, US-amerikanischer Astronom
- White, Minor (1908–1976), US-amerikanischer Fotograf
- White, Morton (1917–2016), US-amerikanischer Philosoph und Philosophiehistoriker

###### White, N
- White, Newton H. (1860–1931), US-amerikanischer Politiker
- White, Nicholas (* 1951), britischer Tropenmediziner
- White, Nicholas (* 1974), südafrikanischer Radrennfahrer
- White, Nicholas P. (* 1942), US-amerikanischer Philosophiehistoriker
- White, Nicola (* 1988), britische Hockeyspielerin

###### White, O
- White, Okaro (* 1992), US-amerikanischer Basketballspieler
- White, Onna (1922–2005), kanadische Choreographin
- White, Osmar (1909–1991), australischer Journalist, Korrespondent und Schriftsteller
- White, Owen, britischer Neuzeithistoriker, Autor und Hochschullehrer

###### White, P
- White, Pae (* 1963), US-amerikanische Bildhauerin
- White, Patrick (1912–1990), australischer LiteraturnobelpreisträgerPatrick White (1912–1990)

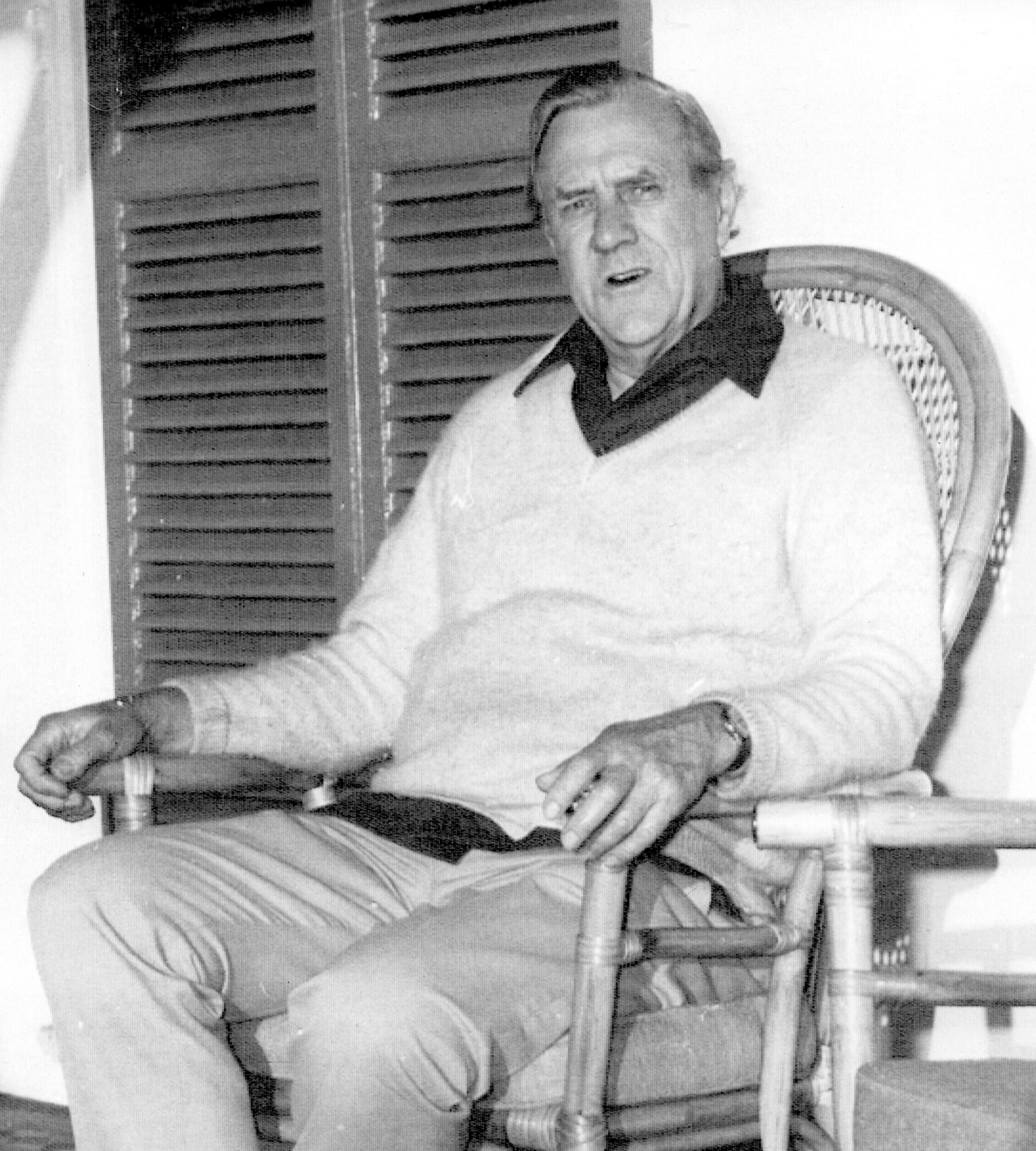
Patrick White (1912–1990)

- White, Paul (1895–1973), US-amerikanischer Komponist, Geiger, Dirigent und Musikpädagoge
- White, Paul Dudley (1886–1973), US-amerikanischer Kardiologe
- White, Paul Hamilton Hume (1910–1992), australischer Missionar, Evangelist, Arzt, Radioprogrammmoderator und Autor
- White, Paul, Baron Hanningfield (1940–2024), britischer Politiker (ehemals Conservative Party) und Life Peer
- White, Paula (* 1966), amerikanische Unternehmerin, Motivationstrainerin, Buchautorin sowie Predigerin des New Destiny Christian Center in Florida
- White, Pearl (1889–1938), US-amerikanische Stummfilmschauspielerin
- White, Percy Hynes (* 2001), kanadischer SchauspielerPercy Hynes White (* 2001)

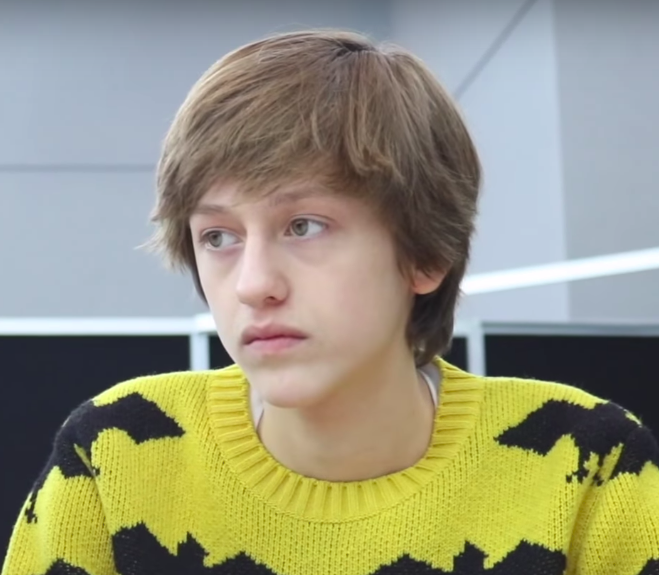
Percy Hynes White (* 2001)

- White, Persia (* 1972), US-amerikanische Schauspielerin
- White, Peter (1937–2023), US-amerikanischer Schauspieler
- White, Peter (* 1954), britischer Jazzgitarrist
- White, Peter (* 1969), kanadischer Eishockeyspieler
- White, Philip Bruce (1891–1949), britischer Bakteriologe
- White, Phillips (1729–1811), US-amerikanischer Politiker
- White, Phineas (1770–1847), US-amerikanischer Politiker
- White, Princess (1881–1976), amerikanische Bluessängerin
- White, Priscilla (1900–1989), US-amerikanische Diabetologin

###### White, R
- White, R. Christopher, Filmtechniker
- White, Ralph B. (1941–2008), US-amerikanischer Filmregisseur, Kameramann, Filmproduzent
- White, Ralph K. (1907–2007), US-amerikanischer Sozialpsychologe und Friedensforscher
- White, Randy (* 1953), US-amerikanischer American-Football-Spieler
- White, Raymond (1909–1972), englischer Badmintonspieler
- White, Raymond L. (1943–2018), US-amerikanischer Genetiker
- White, Reg (1935–2010), britischer Segler
- White, Reggie (1961–2004), US-amerikanischer American-Football-Spieler
- White, Renauld (1944–2024), US-amerikanisches Model und Schauspieler
- White, Rex (1929–2025), US-amerikanischer Rennfahrer
- White, Rhyan (* 2000), US-amerikanische Schwimmerin
- White, Richard (1925–2012), neuseeländischer Rugby-Union-Spieler
- White, Richard (* 1947), US-amerikanischer Historiker
- White, Richard Crawford (1923–1998), US-amerikanischer Politiker
- White, Richard Goldsmith (1906–1993), britischer Geheimdienstdirektor
- White, Richard Grant (1822–1885), US-amerikanischer Literatur-, Musik- und Gesellschaftskritiker sowie Herausgeber
- White, Rick (* 1953), US-amerikanischer Politiker
- White, Rob (* 1965), britischer Ingenieur und Leiter der Motorenabteilung des Formel-1-Teams Renault F1
- White, Robert, englischer Komponist und Chormeister
- White, Robert (1926–2015), US-amerikanischer Diplomat
- White, Robert Excell (1938–1999), US-amerikanischer Mehrfachmörder
- White, Robert J. (1926–2010), US-amerikanischer Neurochirurg
- White, Robert M. (1923–2015), US-amerikanischer Meteorologe
- White, Robert P. (* 1963), US-amerikanischer Offizier, Generalleutnant der US-Army
- White, Robin (* 1963), US-amerikanische Tennisspielerin
- White, Rod (* 1977), US-amerikanischer Bogenschütze und Olympiasieger
- White, Roddy (* 1981), US-amerikanischer American-Football-Spieler
- White, Rollin (1817–1892), US-amerikanischer Büchsenmacher
- White, Rosie (* 1993), neuseeländische Fußballspielerin
- White, Ross, irischer Filmregisseur, Filmschauspieler, Drehbuchautor und Filmschaffender
- White, Royce (* 1991), US-amerikanischer Basketballspieler und Politiker
- White, Ruth (1914–1969), US-amerikanische Schauspielerin
- White, Ruth (1942–2017), US-amerikanische Schriftstellerin
- White, Ryan (1971–1990), US-amerikanischer Aktivist gegen die Diskriminierung von AIDS-KrankenRyan White (1971–1990)

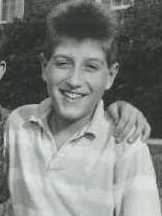
Ryan White (1971–1990)

- White, Ryan (* 1988), kanadischer Eishockeyspieler

###### White, S
- White, S. Harrison (1864–1945), US-amerikanischer Politiker
- White, Sabrina (* 1972), deutsche Schauspielerin
- White, Sadie (* 1996), kanadische Skilangläuferin
- White, Sam (1906–2006), US-amerikanischer Filmregisseur und -produzent
- White, Samuel (1770–1809), US-amerikanischer Politiker (Föderalistische Partei)
- White, Samuel Stockton (1822–1879), amerikanischer Erfinder, Zahnarzt und Wissenschaftsautor
- White, Sandra (* 1951), schottische Politikerin
- White, Sandra (1962–1989), bayerische Volksschauspielerin
- White, Scott (1856–1935), US-amerikanischer Politiker
- White, Shaun (* 1986), US-amerikanischer SnowboarderShaun White (* 1986)

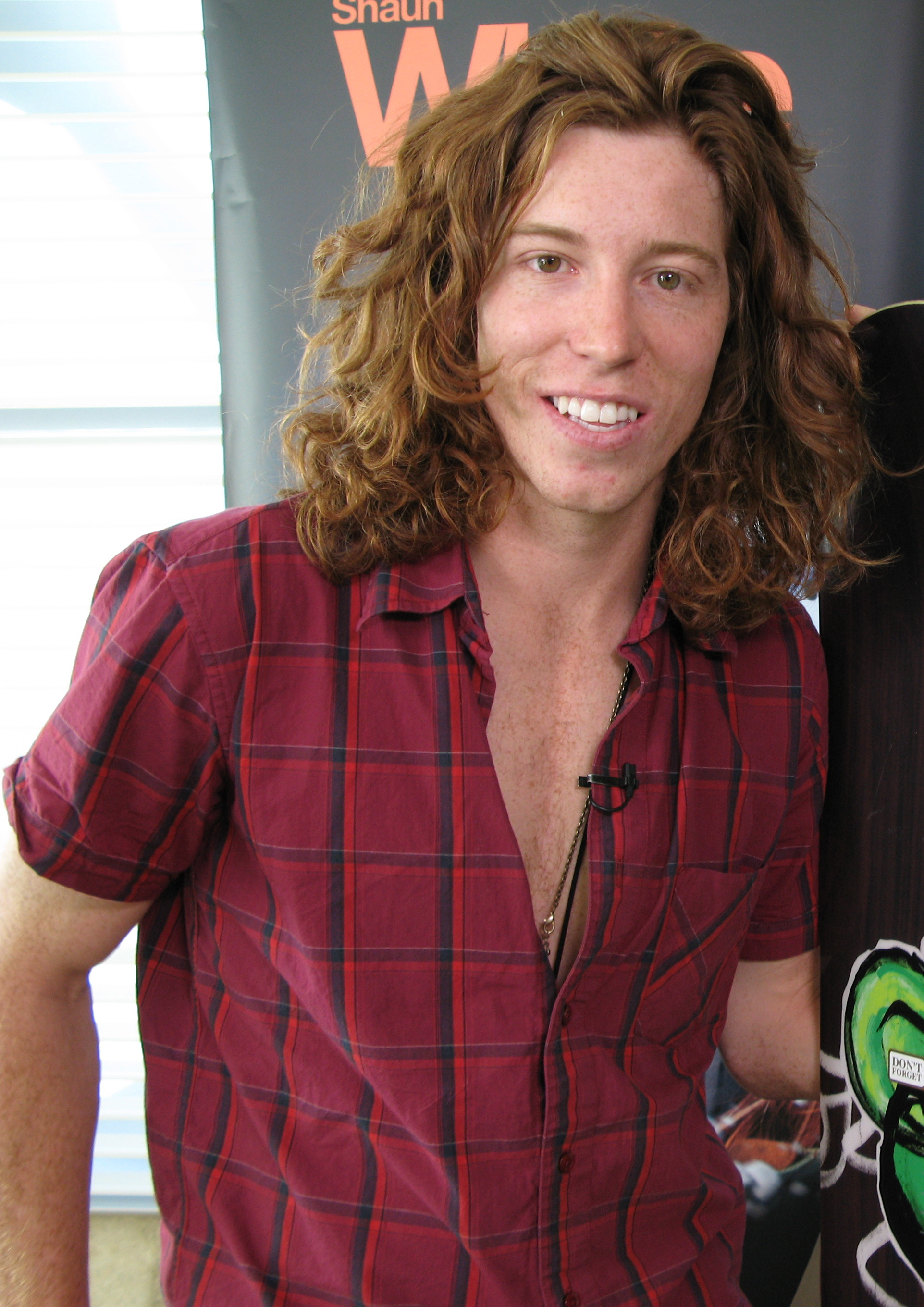
Shaun White (* 1986)

- White, Sheila (1948–2018), britische Schauspielerin
- White, Simon (* 1951), britischer Astrophysiker und geschäftsführender Direktor des Max-Planck-Institut für Astrophysik
- White, Sonny (1917–1971), US-amerikanischer Jazz-Pianist
- White, Stanford (1853–1906), US-amerikanischer Architekt
- White, Stanley (1913–1978), englischer Journalist und Schriftsteller
- White, Stephen A., US-amerikanischer Klassischer Philologe und Philosophiehistoriker
- White, Stephen D. (* 1945), US-amerikanischer Historiker
- White, Stephen M. (1853–1901), US-amerikanischer Politiker
- White, Stephen V. (1831–1913), US-amerikanischer Jurist und Politiker
- White, Steven A. (1928–2021), US-amerikanischer Admiral
- White, Steven R. (* 1959), US-amerikanischer Physiker
- White, Sumner (1929–1988), US-amerikanischer Segler
- White, Susanna (* 1960), britische Filmregisseurin
- White, Sylvain (* 1975), französischer Filmregisseur

###### White, T
- White, T. H. (1906–1964), britischer Schriftsteller
- White, Tam (1942–2010), schottischer Blues- und Jazz-Sänger
- White, Tan (* 1982), US-amerikanische Basketballspielerin
- White, Tarnee (* 1981), australische Schwimmerin
- White, Tarra (* 1987), tschechische PornodarstellerinTarra White (* 1987)

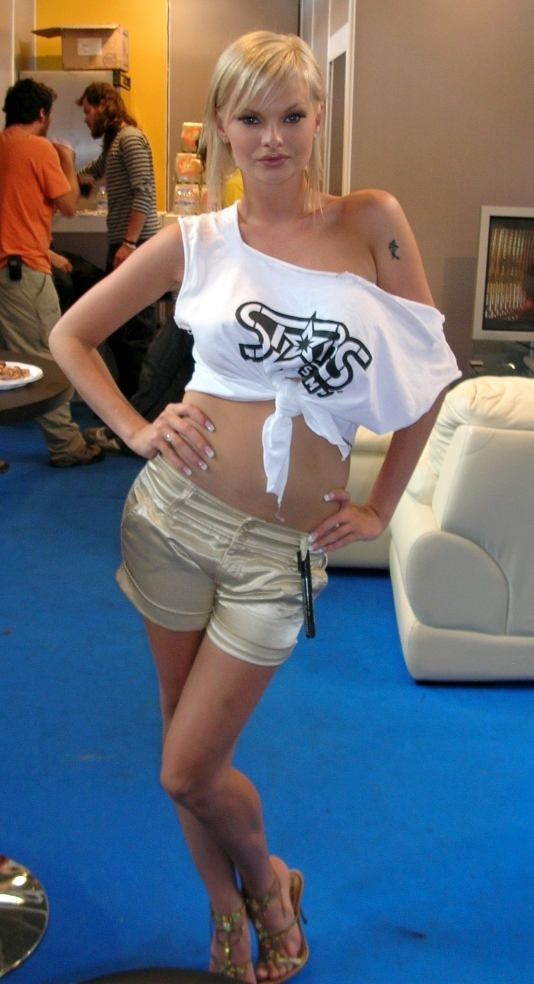
Tarra White (* 1987)

- White, Ted (1926–2022), US-amerikanischer Stuntman und Schauspieler
- White, Ted (* 1938), amerikanischer Science-Fiction-Autor, -Herausgeber und -Fan
- White, Terrico (* 1990), US-amerikanischer Basketballspieler
- White, Thelma (1910–2005), US-amerikanische Schauspielerin und Schauspieleragentin
- White, Theodore E. (1905–1977), US-amerikanischer Paläontologe und Zooarchäologe
- White, Theodore H. (1915–1986), US-amerikanischer Journalist und Chinaexperte
- White, Thomas (1492–1567), englischer Textilhändler, Lord Mayor von London, Gründer des St John’s College in Oxford
- White, Thomas (1917–1985), britischer Mittelstreckenläufer
- White, Thomas A. (1931–2017), irischer römisch-katholischer Geistlicher, Erzbischof und Diplomat des Heiligen Stuhls
- White, Thomas D. (1901–1965), US-amerikanischer General der United States Air Force
- White, Thomas E. (1943–2024), US-amerikanischer Brigadegeneral und Heeresstaatssekretär
- White, Thomas Joseph (* 1971), US-amerikanischer Ordenspriester und Theologe
- White, Tim (* 1950), US-amerikanischer Paläoanthropologe
- White, Tim (1954–2022), US-amerikanischer Wrestling-Ringrichter
- White, Tim (* 1983), US-amerikanischer Filmproduzent
- White, Timmy (1974–2010), US-amerikanisches Entführungsopfer
- White, Todd (* 1975), kanadischer Eishockeyspieler
- White, Tom, US-amerikanischer Schiedsrichter im American Football
- White, Tony Joe (1943–2018), US-amerikanischer Gitarrist und Sänger
- White, Tre’Davious (* 1995), US-amerikanischer American-Football-Spieler
- White, Trevor (* 1970), kanadisch-britischer Schauspieler und Synchronsprecher
- White, Trevor (* 1984), kanadischer Skirennläufer
- White, Trevor (* 1985), US-amerikanischer Filmregisseur und Filmproduzent
- White, Trish (* 1964), australische Politikerin (ALP)

###### White, V
- White, Vanna (* 1957), US-amerikanische „Glücksradfee“Vanna White (* 1957)

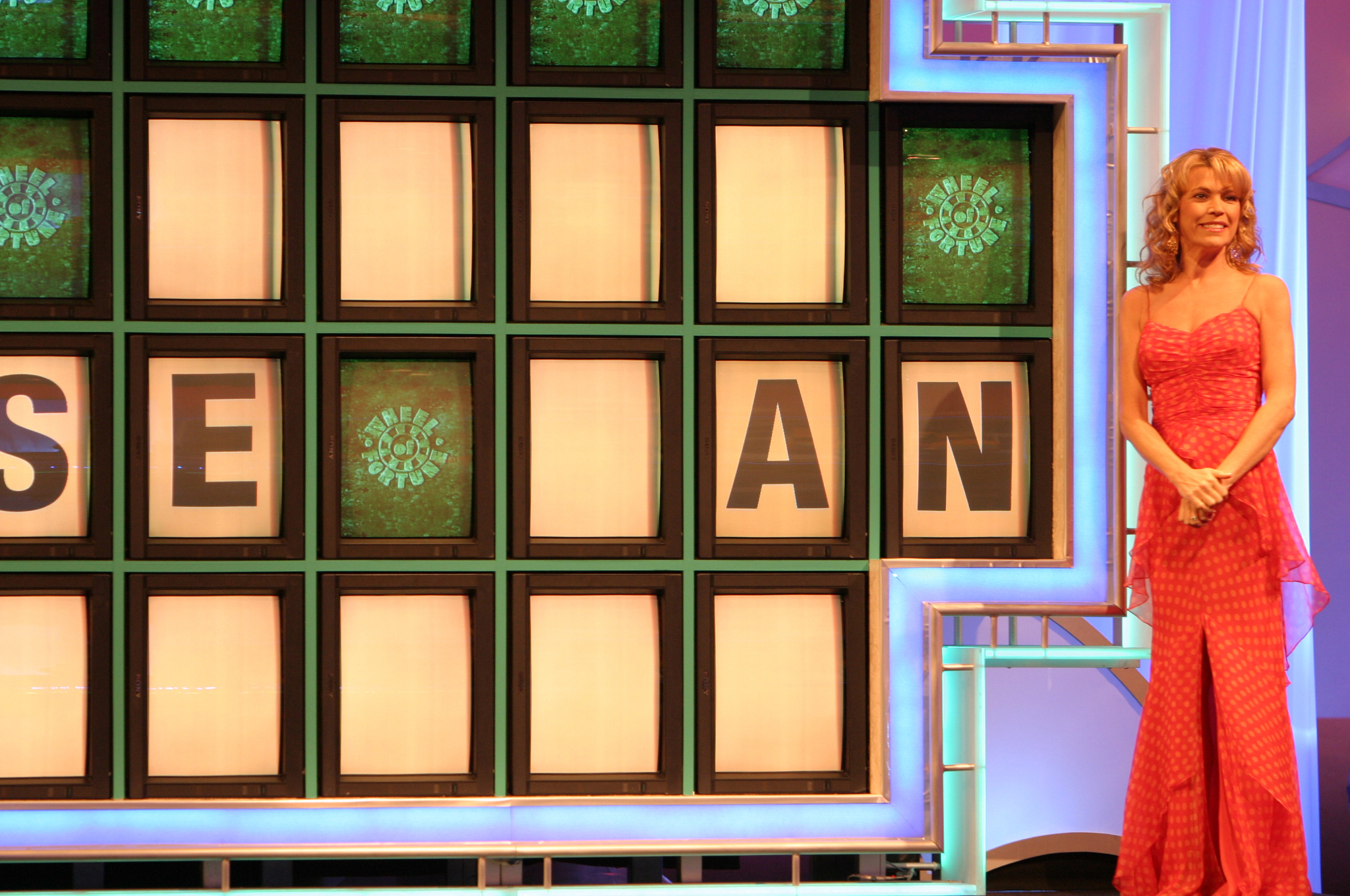
Vanna White (* 1957)

- White, Verdine (* 1951), US-amerikanischer Musiker, Bruder des Earth, Wind and Fire-Gründers Maurice WhiteVerdine White (* 1951)

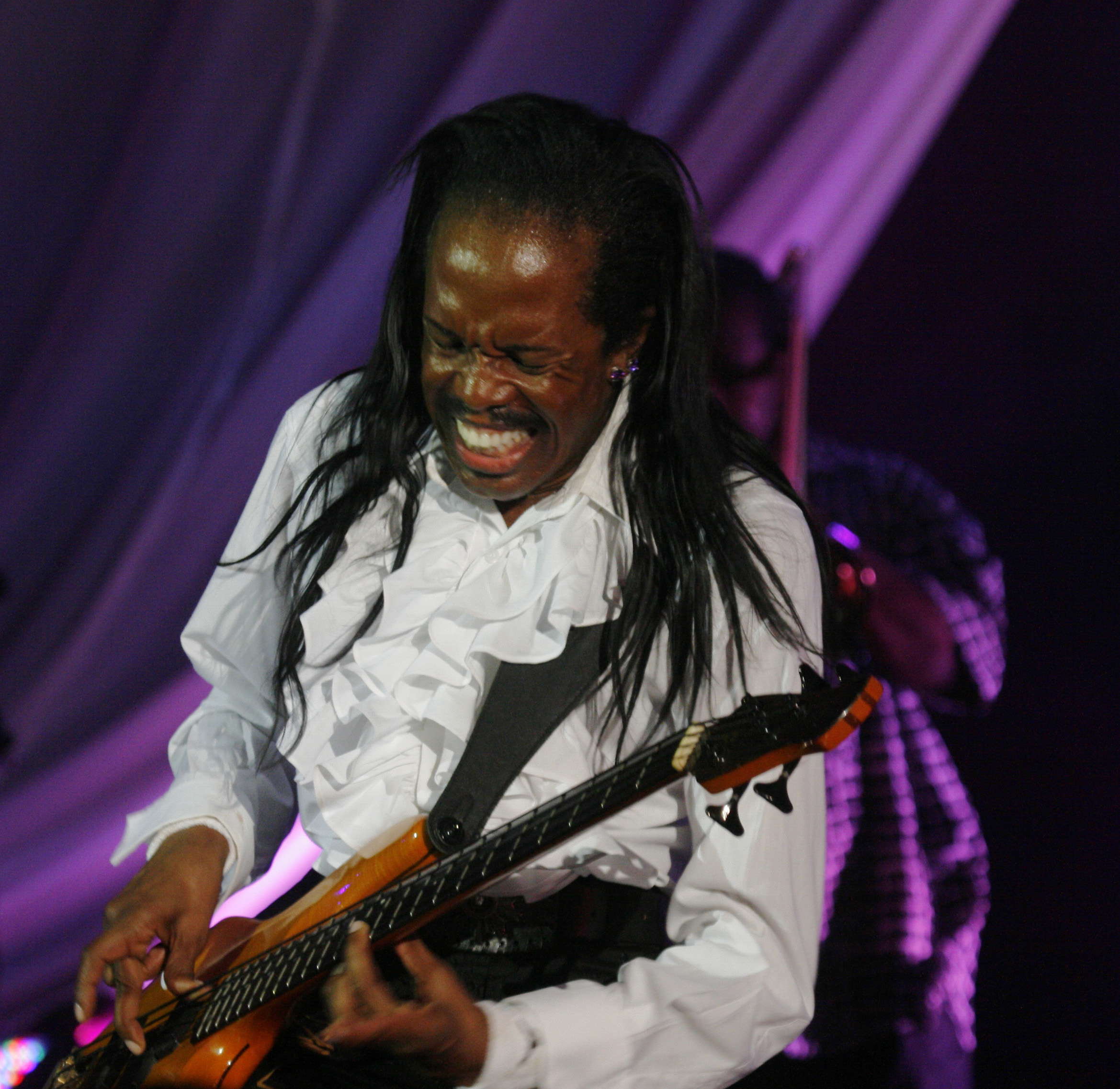
Verdine White (* 1951)

- White, Victor (* 1997), schwedisch-barbadischer Freestyle-Skier

###### White, W
- White, Wallace H. (1877–1952), US-amerikanischer Politiker (Republikanische Partei)
- White, Walter (1951–2019), US-amerikanischer American-Football-Spieler
- White, Welker (* 1964), US-amerikanische Theater- und Filmschauspielerin
- White, Wilbur M. (1890–1973), US-amerikanischer Politiker
- White, Wilfred (1900–1948), kanadischer Eishockeyspieler
- White, Willard (* 1946), britisch-jamaikanischer Opernsänger (Bassbariton)
- White, William (1897–1967), US-amerikanischer Eisenbahnmanager
- White, William (* 1943), kanadischer Ökonom
- White, William (* 1972), barbadisch-schweizerischer Musiker
- White, William Allen (1868–1944), US-amerikanischer Journalist, Politiker und Schriftsteller
- White, William Henry (1845–1913), britischer Ingenieur
- White, William J. (1850–1923), US-amerikanischer Politiker (Republikanische Partei)
- White, William Lindsay (1900–1973), US-amerikanischer Journalist, Verleger und Schriftsteller
- White, William Toby (* 1977), australischer Ichthyologe
- White, Willie, schottischer Fußballspieler
- White, Willye (1939–2007), US-amerikanische Weitspringerin und Sprinterin
- White, Wrath James (* 1970), US-amerikanischer Autor und Kickboxer

##### White-

###### White-G
- White-Gluz, Alissa (* 1985), kanadische Sängerin und SongwriterinAlissa White-Gluz (* 1985)

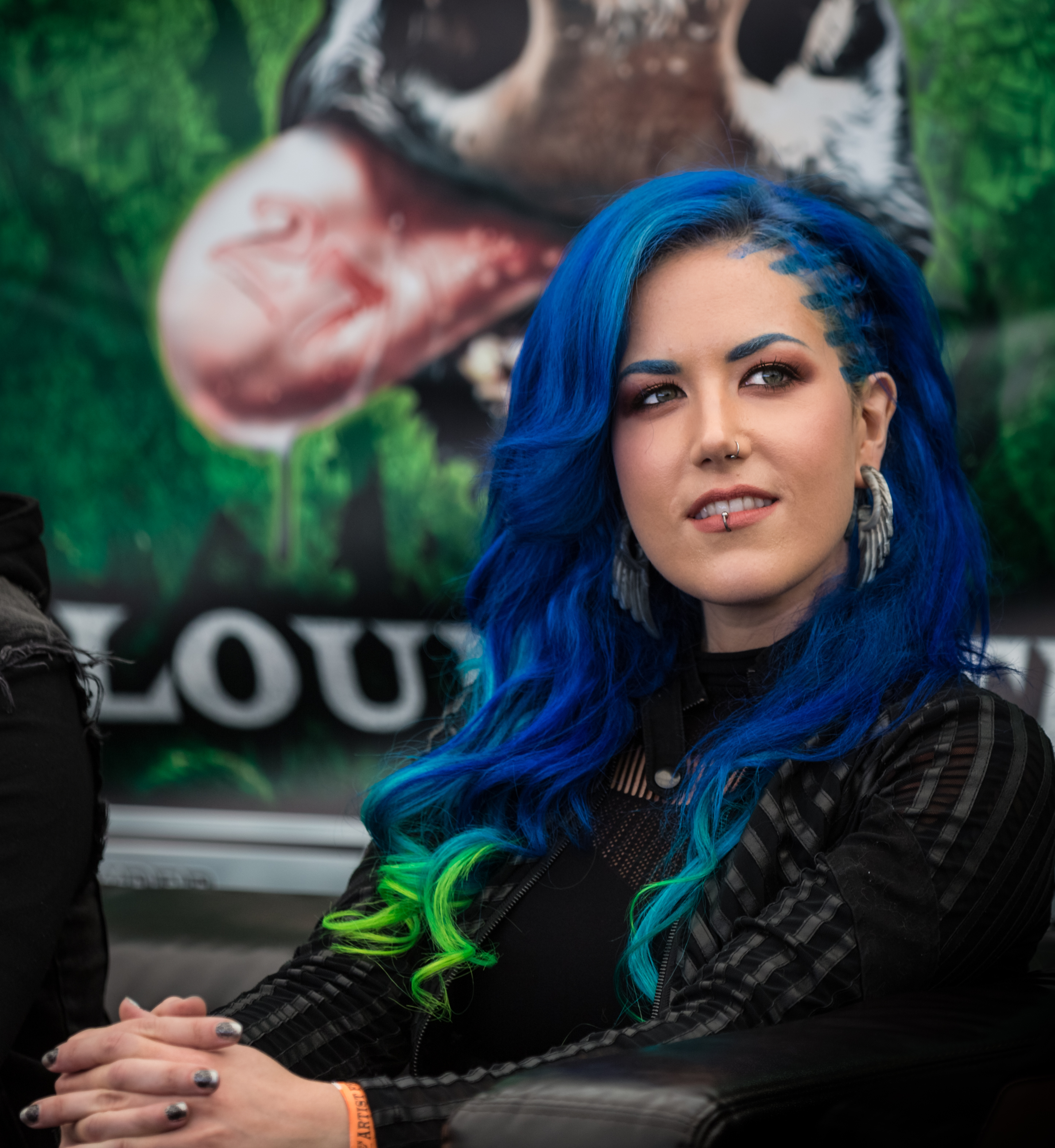
Alissa White-Gluz (* 1985)

###### White-P
- White-Parsons, Roger (* 1960), neuseeländischer Ruderer

###### White-S
- White-Sobieski, Tim (* 1961), polnischer Video- und Installationskünstler
- White-Spunner, Barney (* 1957), britischer Generalleutnant

##### Whitea
- Whiteaker, John (1820–1902), US-amerikanischer Politiker
- Whiteaves, Joseph Frederick (1835–1909), britisch-kanadischer Paläontologe und Zoologe

##### Whitec
- Whitecage, Mark (1937–2021), US-amerikanischer Saxophonist und Klarinettist
- Whitechurch, Edward († 1562), englischer Kaufmann und Buchdrucker
- Whitecloud, Zach (* 1996), kanadischer Eishockeyspieler
- Whitecotton, Dustin (* 1979), kanadischer Eishockeyspieler

##### Whitef
- Whitefield, George (1714–1770), englischer anglikanischer Geistlicher und Methodistenprediger
- Whitefield, Karen (* 1970), schottische Politikerin
- Whitefoot, Jeff (1933–2024), englischer Fußballspieler
- Whiteford, Eilidh (* 1969), britische Politikerin (Scottish National Party), Mitglied des House of Commons
- Whiteford, William A., US-amerikanischer Dokumentarfilmer

##### Whiteh
- Whitehair, Cody (* 1992), US-amerikanischer American-Football-Spieler
- Whitehall, Jack (* 1988), britischer Komiker, Fernsehmoderator und Schauspieler
- Whitehead, Alfred (1887–1974), kanadischer Komponist, Organist und Chorleiter
- Whitehead, Alfred North (1861–1947), britischer Philosoph und MathematikerAlfred North Whitehead (1861–1947)

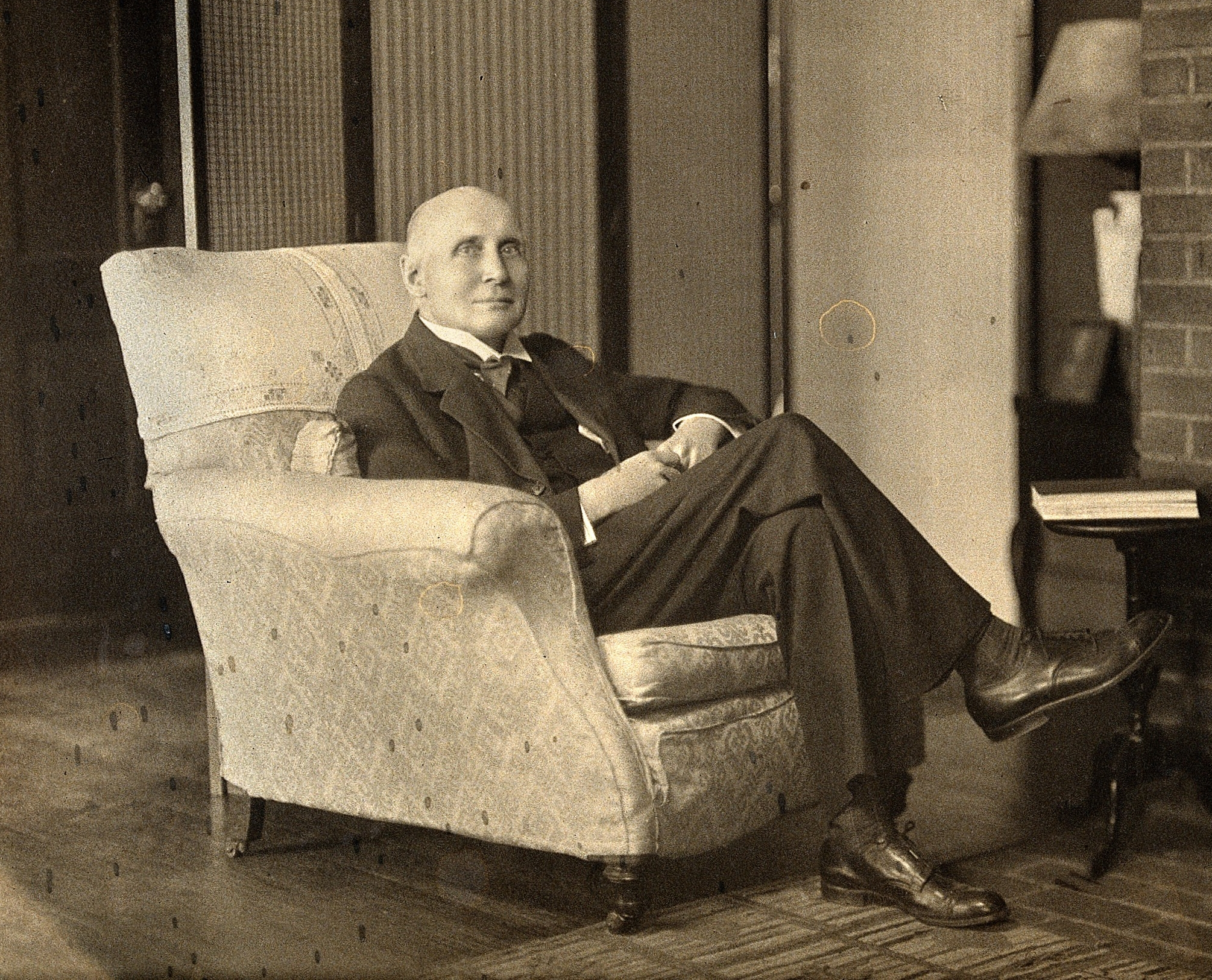
Alfred North Whitehead (1861–1947)

- Whitehead, Annie (* 1955), britische Jazz-Posaunistin
- Whitehead, Bob, US-amerikanischer Videospiele-Entwickler und Programmierer
- Whitehead, Chad (* 1987), australischer Badmintonspieler
- Whitehead, Christopher (* 1969), britischer römisch-katholischer Geistlicher, Bischof von Plymouth
- Whitehead, Colson (* 1969), US-amerikanischer Schriftsteller
- Whitehead, Conan (* 1986), englischer Dartspieler
- Whitehead, Dean (* 1982), englischer Fußballspieler und -trainer
- Whitehead, Donald S. (1888–1957), US-amerikanischer Politiker
- Whitehead, Edgar (1905–1971), britisch-rhodesischer Politiker, Premierminister Südrhodesiens
- Whitehead, Ennis (1895–1964), US-amerikanischer Generalleutnant (U.S. Air Force)
- Whitehead, Fionn (* 1997), britischer SchauspielerFionn Whitehead (* 1997)

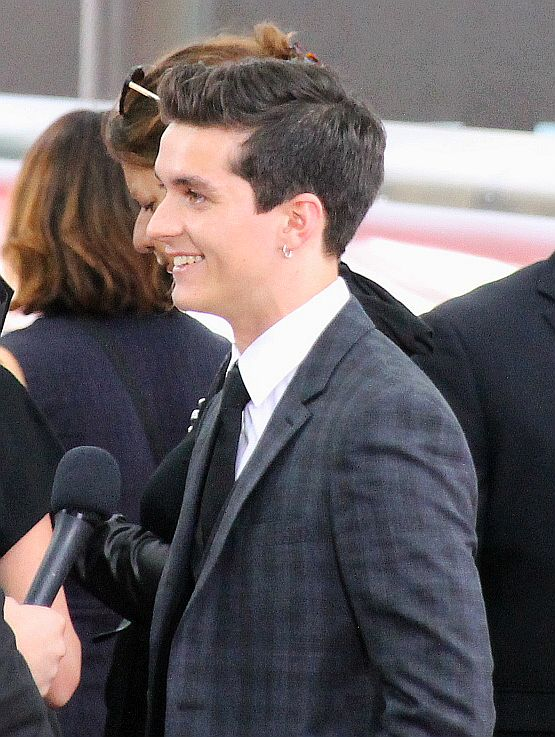
Fionn Whitehead (* 1997)

- Whitehead, George W. (1918–2004), US-amerikanischer Mathematiker
- Whitehead, Graham (1922–1981), britischer Autorennfahrer
- Whitehead, Henry S. (1882–1932), amerikanischer Horrorautor
- Whitehead, Jay (1961–2011), US-amerikanischer Schachspieler
- Whitehead, Jean (* 1937), britische Weitspringerin und Sprinterin
- Whitehead, Jocelyn Gordon (1895–1954), kanadischer Student und Boxer
- Whitehead, John, irischer Theologe
- Whitehead, John (1860–1899), britischer Forschungsreisender und Naturforscher
- Whitehead, John (1948–2004), amerikanischer R&B-Musiker und Produzent
- Whitehead, John C. (1922–2015), US-amerikanischer Politiker und Manager
- Whitehead, John Henry Constantine (1904–1960), britischer Mathematiker
- Whitehead, Jordan (* 1997), US-amerikanischer Footballspieler
- Whitehead, Joseph (1867–1938), US-amerikanischer Politiker
- Whitehead, Kevin (* 1952), US-amerikanischer Jazzautor und -journalist
- Whitehead, Mark (1961–2011), US-amerikanischer Radsportler und Radsporttrainer
- Whitehead, Naomi (* 1910), US-amerikanische Altersrekordlerin
- Whitehead, Neville, neuseeländischer Jazzmusiker und Musikinstrumentenbauer
- Whitehead, Nick (1933–2002), britischer Sprinter
- Whitehead, O. Z. (1911–1998), US-amerikanischer Schauspieler und Autor
- Whitehead, Paul, britischer Maler und Grafikkünstler
- Whitehead, Paxton (1937–2023), britischer Film- und Theaterschauspieler sowie Theaterregisseur
- Whitehead, Peter (1914–1958), englischer Formel-1-Rennfahrer
- Whitehead, Peter (1937–2019), englischer Filmemacher und Autor
- Whitehead, Phillip (1937–2005), britischer Politiker (Labour), Mitglied des House of Commons, MdEP
- Whitehead, Richard (* 1976), britischer Leichtathlet
- Whitehead, Robert (1823–1905), englischer IngenieurRobert Whitehead (1823–1905)

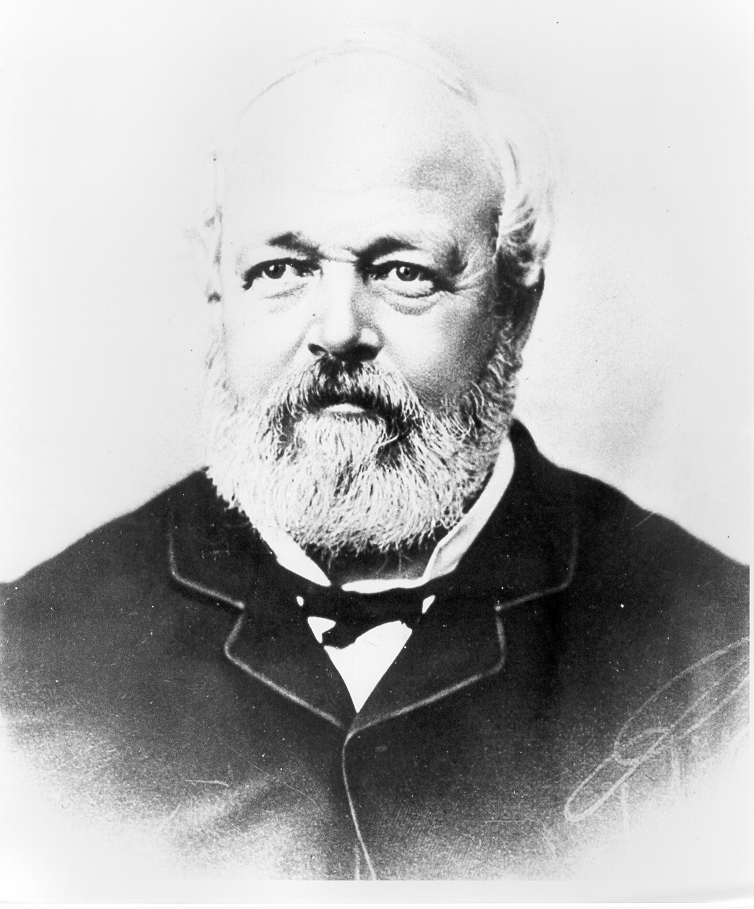
Robert Whitehead (1823–1905)

- Whitehead, Thomas (1825–1901), US-amerikanischer Politiker
- Whitehead, Tim (* 1950), britischer Jazzmusiker
- Whitehill, Cat (* 1982), US-amerikanische Fußballnationalspielerin
- Whitehill, James (1762–1822), US-amerikanischer Politiker
- Whitehill, John (1729–1815), US-amerikanischer Politiker
- Whitehill, Joseph (1786–1861), US-amerikanischer Farmer und Politiker
- Whitehill, Robert (1738–1813), US-amerikanischer Politiker
- Whitehorn, Dean (1926–2017), australischer Radrennfahrer
- Whitehorn, Katharine (1928–2021), britische Journalistin und Schriftstellerin
- Whitehouse, John O. (1817–1881), US-amerikanischer Politiker
- Whitehouse, Mark (* 1993), britischer Tennisspieler
- Whitehouse, Paul (* 1958), britischer Autor, Komiker und SchauspielerPaul Whitehouse (* 1958)

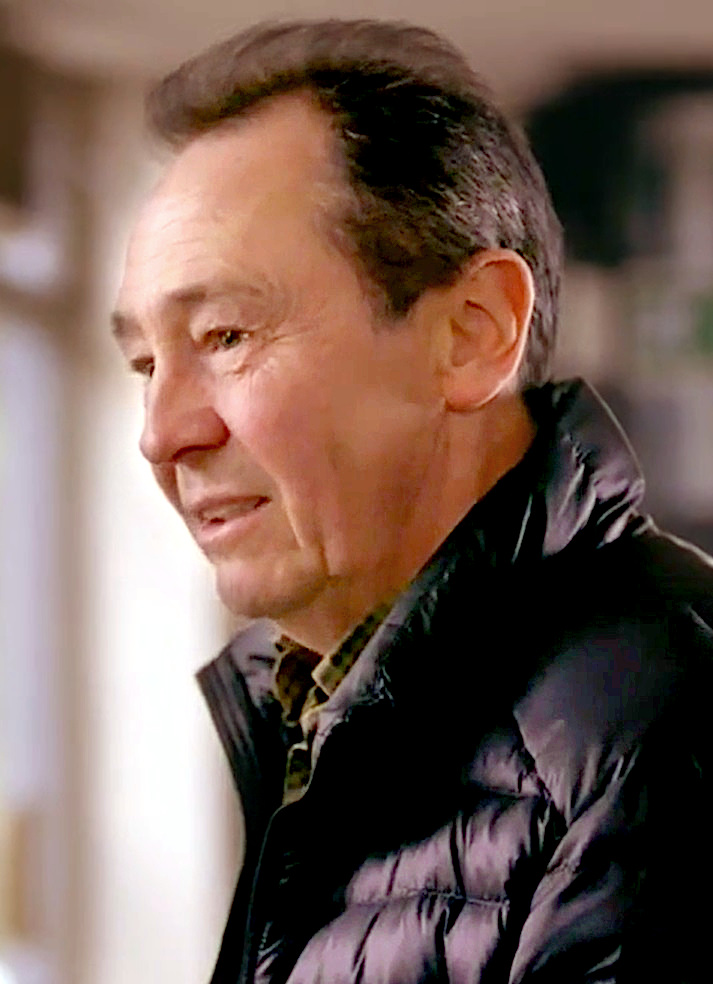
Paul Whitehouse (* 1958)

- Whitehouse, Sheldon (* 1955), US-amerikanischer Politiker
- Whitehouse, Wesley (* 1979), südafrikanisch-neuseeländischer Tennisspieler
- Whitehouse, Wildman (1816–1890), britischer Chirurg und Elektroingenieur
- Whitehouse, William (1859–1935), britischer Cellist und Musikpädagoge
- Whitehouse, William (1909–1957), britischer Autorennfahrer
- Whitehouse, Zach (* 2005), englischer Fußballspieler
- Whitehurst, Andrew, britischer Spezialeffektkünstler und VFX-Supervisor
- Whitehurst, Charlie (* 1982), US-amerikanischer American-Football-Spieler
- Whitehurst, G. William (* 1925), US-amerikanischer Politiker
- Whitehurst, John (1713–1788), britischer Geologe und Mitglied der Royal Society; Uhrmacher
- Whitehurst, Logan (1977–2006), US-amerikanischer Drummer und Sänger
- Whitehurst, Walter (1934–2012), englischer Fußballspieler

##### Whitel
- Whitelaw, Billie (1932–2014), britische Schauspielerin
- Whitelaw, Robert Henry (1854–1937), US-amerikanischer Politiker
- Whitelaw, William, 1. Viscount Whitelaw (1918–1999), britischer Politiker (Conservative Party), Mitglied des House of Commons und Geschäftsmann
- Whitelegg, Thomas († 1911), britischer Eisenbahningenieur
- Whiteley, Brett (1939–1992), australischer Maler und Zeichner
- Whiteley, Jon (1945–2020), schottischer Kunsthistoriker und Kinderdarsteller
- Whiteley, Laurence (* 1991), britischer Ruderer
- Whiteley, Richard H. (1830–1890), US-amerikanischer Politiker
- Whiteley, William (1831–1907), britischer Unternehmer und Warenhausbesitzer
- Whiteley, William (1882–1955), britischer Politiker, Unterhausabgeordneter
- Whiteley, William G. (1819–1886), US-amerikanischer Politiker
- Whiteley, William N. (1834–1911), US-amerikanischer Unternehmer und technischer Pionier bei der Konstruktion von landwirtschaftlichen Maschinen
- Whitelock, Adam (* 1987), neuseeländischer Rugby-Union-Spieler
- Whitelock, Dorothy (1901–1982), britische Mediävistin
- Whitelock, George (* 1986), neuseeländischer Rugby-Union-Spieler
- Whitelock, Luke (* 1991), neuseeländischer Rugby-Union-Spieler
- Whitelock, Sam (* 1988), neuseeländischer Rugby-Union-Spieler
- Whitelocke, John (1757–1833), britischer Offizier
- Whitely, Henry (1844–1892), britischer Naturforscher

##### Whitem
- Whiteman, Anthony (* 1971), britischer Mittelstreckenläufer
- Whiteman, Burchell, jamaikanischer Politiker und Diplomat
- Whiteman, Dorit B. (1924–2022), US-amerikanische Psychologin
- Whiteman, Ede (* 1975), deutscher Reggae-Sänger
- Whiteman, Marjorie Millace (1898–1986), amerikanische Juristin und Diplomatin
- Whiteman, Paul (1890–1967), amerikanischer Bandleader

##### Whiten
- Whiten, Andrew (* 1948), britischer Entwicklungspsychologe und Hochschullehrer
- Whiten, Richard (* 1967), US-amerikanischer Schauspieler und Synchronsprecher
- Whitener, Basil Lee (1915–1989), US-amerikanischer Politiker
- Whiteno1se (* 1987), israelischer Psytrance-DJ und Musikproduzent

##### Whitep
- Whitepumpkin, Schweizer Musiker

##### Whiter
- Whiteread, Rachel (* 1963), englische Bildhauerin

##### Whites
- Whites, Zara (* 1968), niederländische Schauspielerin und PornodarstellerinZara Whites (* 1968)
- Whitesell, John (* 1953), US-amerikanischer Filmregisseur und Filmproduzent
- Whiteside, Andra (* 1989), fidschianische Badmintonspielerin
- Whiteside, Danielle (* 1989), fidschianische Badminton- und Squashspielerin
- Whiteside, Derek Thomas (1932–2008), britischer Mathematikhistoriker und Hochschullehrer
- Whiteside, Hassan (* 1989), US-amerikanischer Basketballspieler
- Whiteside, Jenkin (1772–1822), US-amerikanischer Politiker (Demokratisch-Republikanische Partei)
- Whiteside, John (1773–1830), US-amerikanischer Politiker
- Whiteside, Karyn (* 1984), fidschianische Badmintonspielerin
- Whiteside, Lisa (* 1985), englische Boxerin
- Whiteside, Norman (* 1965), nordirischer Fußballspieler
- Whiteside, Peter (1952–2020), britischer Moderner Fünfkämpfer
- Whitesides, George (* 1939), US-amerikanischer Chemiker
- Whitesides, George (* 1974), US-amerikanischer Manager und Politiker

##### Whitew
- Whiteway, William (1828–1908), kanadischer Politiker und Premierminister der Kronkolonie Neufundland

#### Whitf
- Whitfield, Andy (1971–2011), britisch-australischer Schauspieler und FotomodellAndy Whitfield (1971–2011)

Andy Whitfield (1971–2011)

- Whitfield, Beverley (1954–1996), australische Schwimmerin
- Whitfield, Bob (* 1971), US-amerikanischer American-Football-Spieler
- Whitfield, David (1925–1980), britischer Sänger
- Whitfield, Dennis E. (* 1950), US-amerikanischer Regierungsbeamter und politischer Aktivist
- Whitfield, Ed (* 1943), US-amerikanischer Politiker
- Whitfield, Henry L. (1868–1927), US-amerikanischer Politiker
- Whitfield, Henry Wase († 1877), britischer General und Kommandeur der Streitkräfte des Vereinigten Königreichs in China, Hong Kong und Straits Settlements
- Whitfield, James (1770–1834), englischer Geistlicher, römisch-katholischer Erzbischof von Baltimore
- Whitfield, James (1791–1875), US-amerikanischer Politiker
- Whitfield, John Wilkins (1818–1879), US-amerikanischer Armeeoffizier und Politiker
- Whitfield, John Yeldham (1899–1971), britischer Generalmajor
- Whitfield, June (1925–2018), britische Schauspielerin
- Whitfield, Lynn (* 1953), US-amerikanische SchauspielerinLynn Whitfield (* 1953)

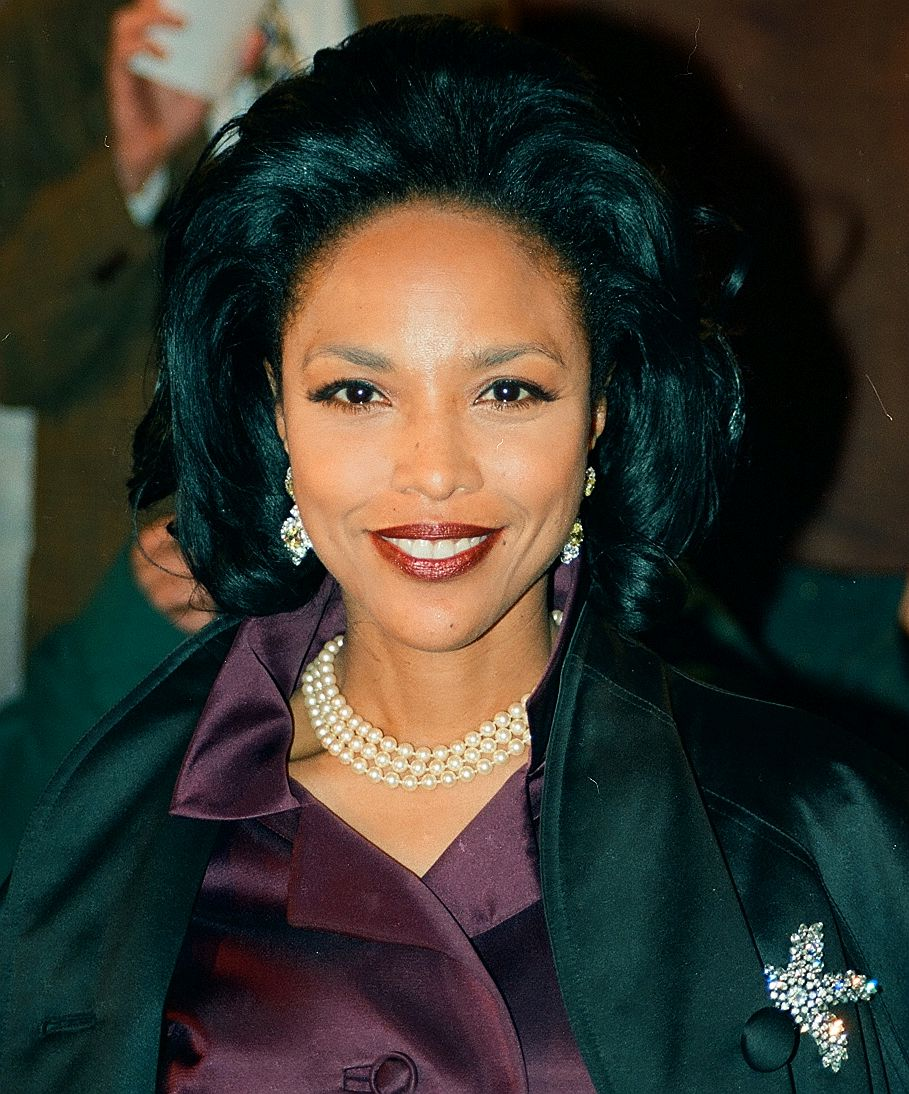
Lynn Whitfield (* 1953)

- Whitfield, Mal (1924–2015), US-amerikanischer Sprinter und Mittelstreckenläufer
- Whitfield, Mark (* 1966), US-amerikanischer Gitarrist des Hardbop- und Soul-Jazz
- Whitfield, Mark Jr., US-amerikanischer Jazzmusiker (Schlagzeug)
- Whitfield, Michelle (* 1974), österreichischer Politiker (FPÖ)
- Whitfield, Mitchell (* 1964), US-amerikanischer Fernseh- und Theaterschauspieler
- Whitfield, Norman (1941–2008), US-amerikanischer R&B-Produzent und Songwriter
- Whitfield, Robert Henry (1814–1868), US-amerikanischer Jurist und Politiker
- Whitfield, Roger (* 1943), britischer Radrennfahrer
- Whitfield, Simon (* 1975), kanadischer Triathlet
- Whitfield, Trent (* 1977), kanadischer Eishockeyspieler und -trainer
- Whitfield, Wesla (1947–2018), US-amerikanische Jazz- und Cabaret-Sängerin
- Whitfield, Willis (1919–2012), US-amerikanischer Physiker
- Whitford, Albert (1905–2002), US-amerikanischer Astronom
- Whitford, Andrew (* 1965), neuseeländischer Radrennfahrer
- Whitford, Brad (* 1952), US-amerikanischer Musiker
- Whitford, Bradley (* 1959), US-amerikanischer Filmschauspieler und DrehbuchautorBradley Whitford (* 1959)

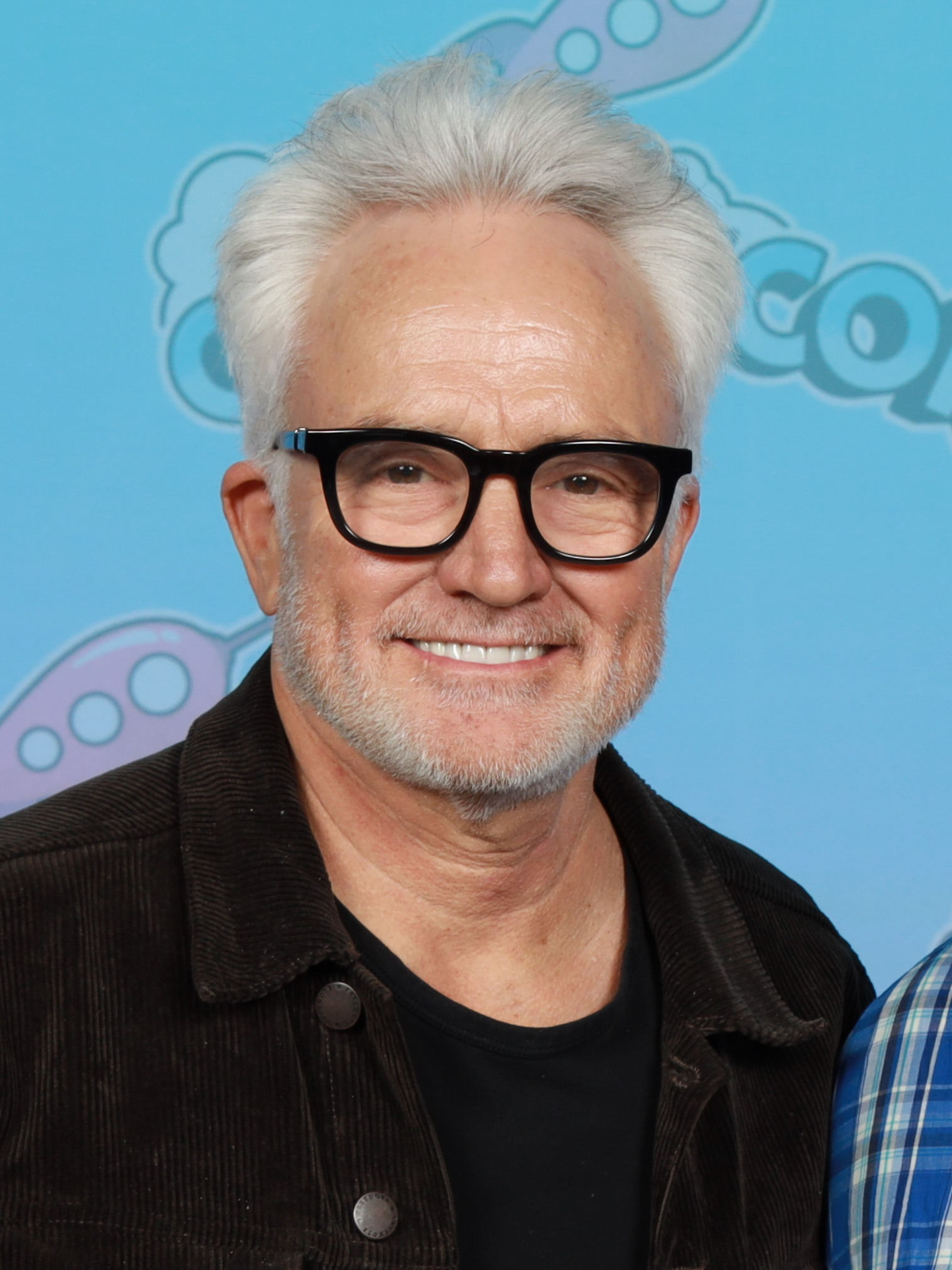
Bradley Whitford (* 1959)

- Whitford, Dave (* 1973), britischer Jazzmusiker (Bass)
- Whitford, Philippa (* 1958), schottische Politikerin
- Whitford, Stanley (1878–1959), australischer Politiker (Australian Labor Party)

#### Whitg
- Whitgift, John († 1604), englischer Geistlicher, Bischof von Worcester und Erzbischof von Canterbury

#### Whith
- Whitham, Gerald (1927–2014), britisch-US-amerikanischer angewandter Mathematiker
- Whitham, John (1881–1952), australischer Generalleutnant
- Whithorne, Emerson (1884–1958), US-amerikanischer Pianist und Komponist
- Whithouse, Toby (* 1970), britischer Schauspieler und Drehbuchautor

#### Whiti
- Whitin, Sarah Elizabeth (1836–1917), US-amerikanische Stifterin
- Whiting Flagg, George (1816–1897), US-amerikanischer Maler
- Whiting, Amanda (* 1976), britische Jazzmusikerin (Harfe)
- Whiting, Arthur (1861–1936), US-amerikanischer Komponist, Organist und Pianist
- Whiting, Beatrice Blyth (1914–2003), US-amerikanische Anthropologin
- Whiting, Charlie (1952–2019), britischer MotorsportfunktionärCharlie Whiting (1952–2019)

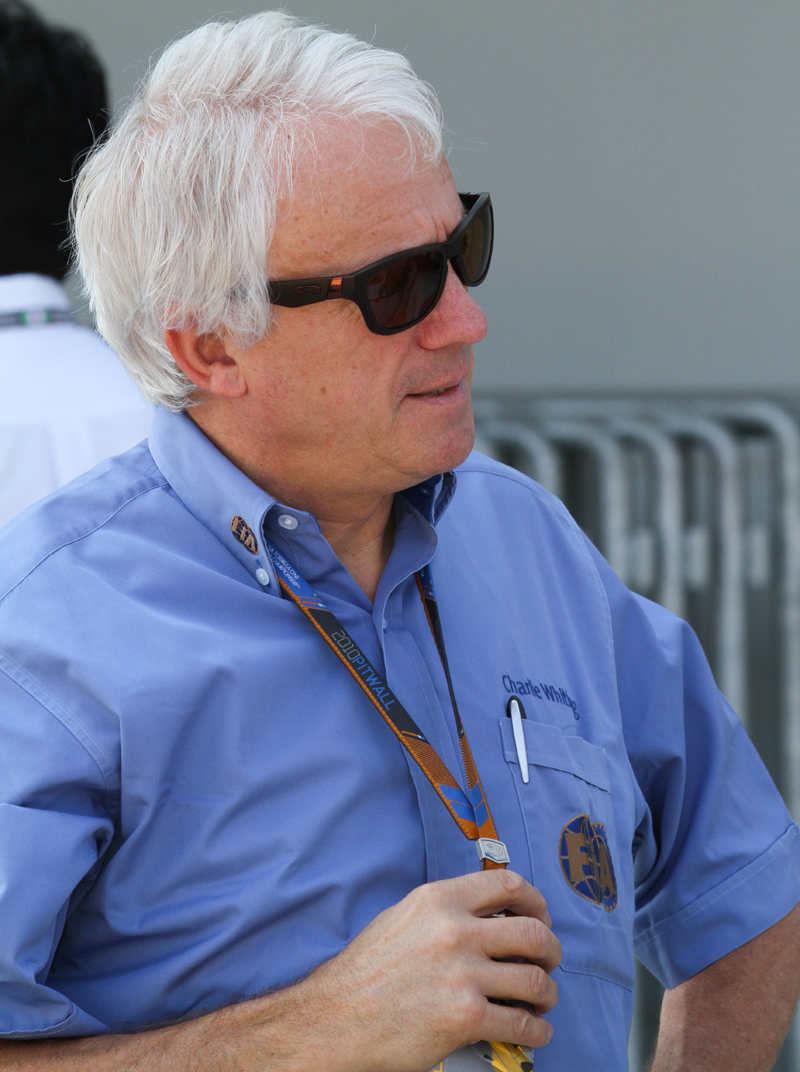
Charlie Whiting (1952–2019)

- Whiting, George Elbridge (1840–1923), US-amerikanischer Komponist und Organist
- Whiting, Jim (* 1951), freischaffender Künstler
- Whiting, John (1917–1963), britischer Dramatiker
- Whiting, John W. M. (1908–1999), US-amerikanischer Anthropologe und Professor
- Whiting, Justin Rice (1847–1903), US-amerikanischer Politiker
- Whiting, Leonard (* 1950), britischer Film- und Theaterschauspieler
- Whiting, Margaret (1924–2011), US-amerikanische Sängerin
- Whiting, Margaret (1933–2011), britische Schauspielerin
- Whiting, Richard A. (1891–1938), US-amerikanischer Filmkomponist und Liedtexter
- Whiting, Richard H. (1826–1888), US-amerikanischer Politiker
- Whiting, Robert M. (* 1939), US-amerikanischer Altorientalist
- Whiting, Ryan (* 1986), US-amerikanischer Kugelstoßer
- Whiting, Sarah Frances (1847–1927), US-amerikanische Physikerin, Astronomin und Hochschullehrerin
- Whiting, Stephen (* 1967), US-amerikanischer General
- Whiting, Tennyson (* 2001), US-amerikanischer Tennisspieler
- Whiting, William (1813–1873), US-amerikanischer Politiker
- Whiting, William (1825–1878), englischer Dichter
- Whiting, William (1841–1911), US-amerikanischer Politiker
- Whiting, William F. (1864–1936), US-amerikanischer Politiker
- Whiting, Zack (* 1984), US-amerikanischer Basketballspieler
- Whitington, Craig (* 1970), englischer Fußballspieler

#### Whitl
- Whitlam, Gough (1916–2014), australischer Politiker und Premierminister
- Whitley (* 1984), australischer Singer-Songwriter
- Whitley, Aurtis (* 1977), trinidadischer Fußballnationalspieler
- Whitley, Charles Orville (1927–2002), US-amerikanischer Politiker
- Whitley, Chris (1960–2005), US-amerikanischer Musiker und Songwriter
- Whitley, Gilbert Percy (1903–1975), australischer Ichthyologe
- Whitley, James L. (1872–1959), US-amerikanischer Politiker
- Whitley, John Henry (1866–1935), britischer Politiker (Liberal Party), Mitglied des House of Commons, Sprecher des House of Commons sowie Vorsitzender der BBC
- Whitley, Keith (1955–1989), US-amerikanischer Country-Sänger
- Whitley, Kym (* 1962), US-amerikanische Komikerin und SchauspielerinKym Whitley (* 1962)

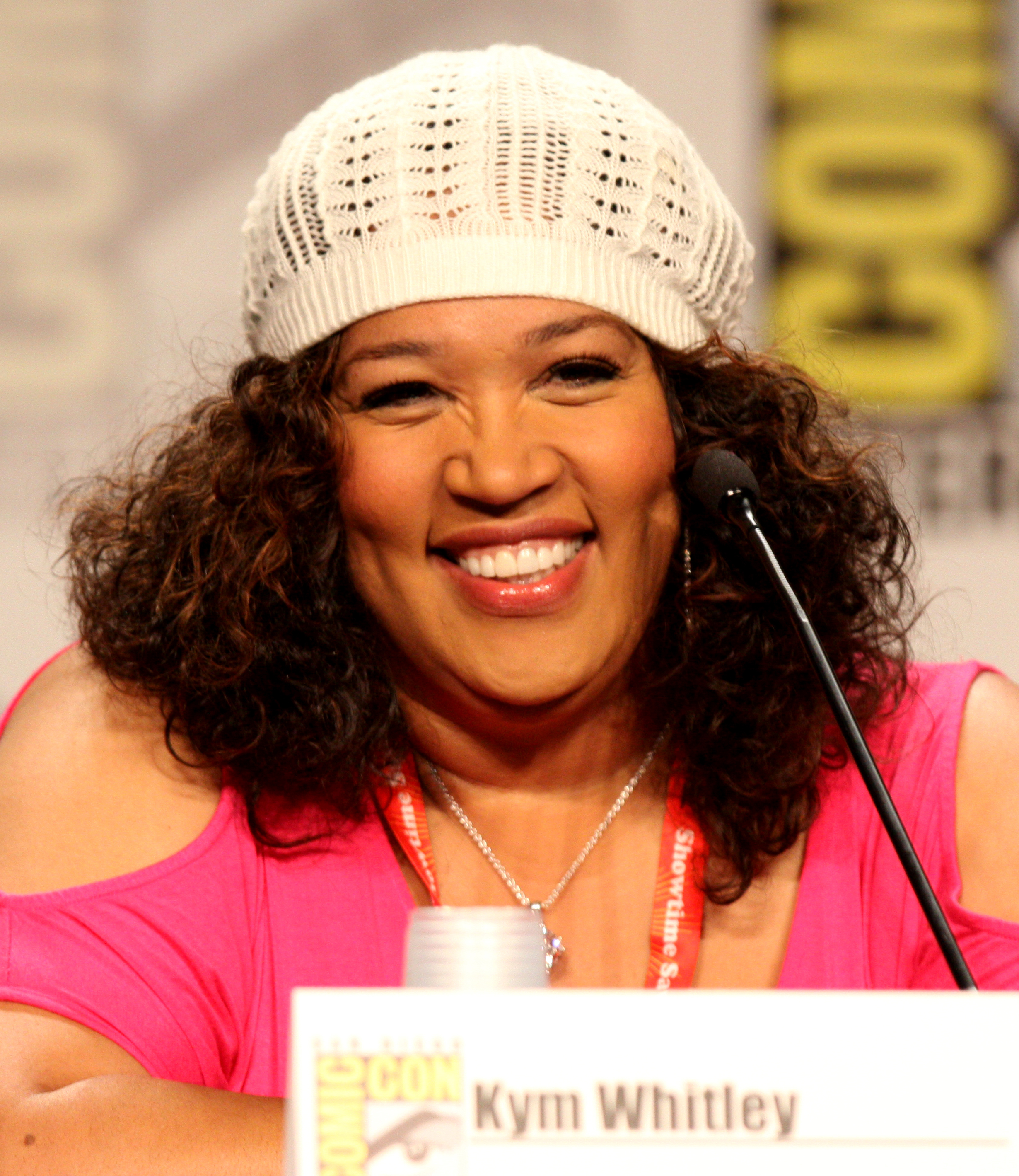
Kym Whitley (* 1962)

- Whitley, Norman (1883–1957), britischer Lacrossespieler und Jurist
- Whitley, Trixie (* 1987), belgische Sängerin
- Whitlinger, Tami (* 1968), US-amerikanische Tennisspielerin
- Whitlock, Albert (1915–1999), britischer Spezialeffektkünstler
- Whitlock, Bob (1931–2015), US-amerikanischer Bassist des West Coast Jazz
- Whitlock, Bob (* 1949), kanadischer Eishockeyspieler
- Whitlock, Bobby (1948–2025), US-amerikanischer KeyboarderBobby Whitlock (1948–2025)

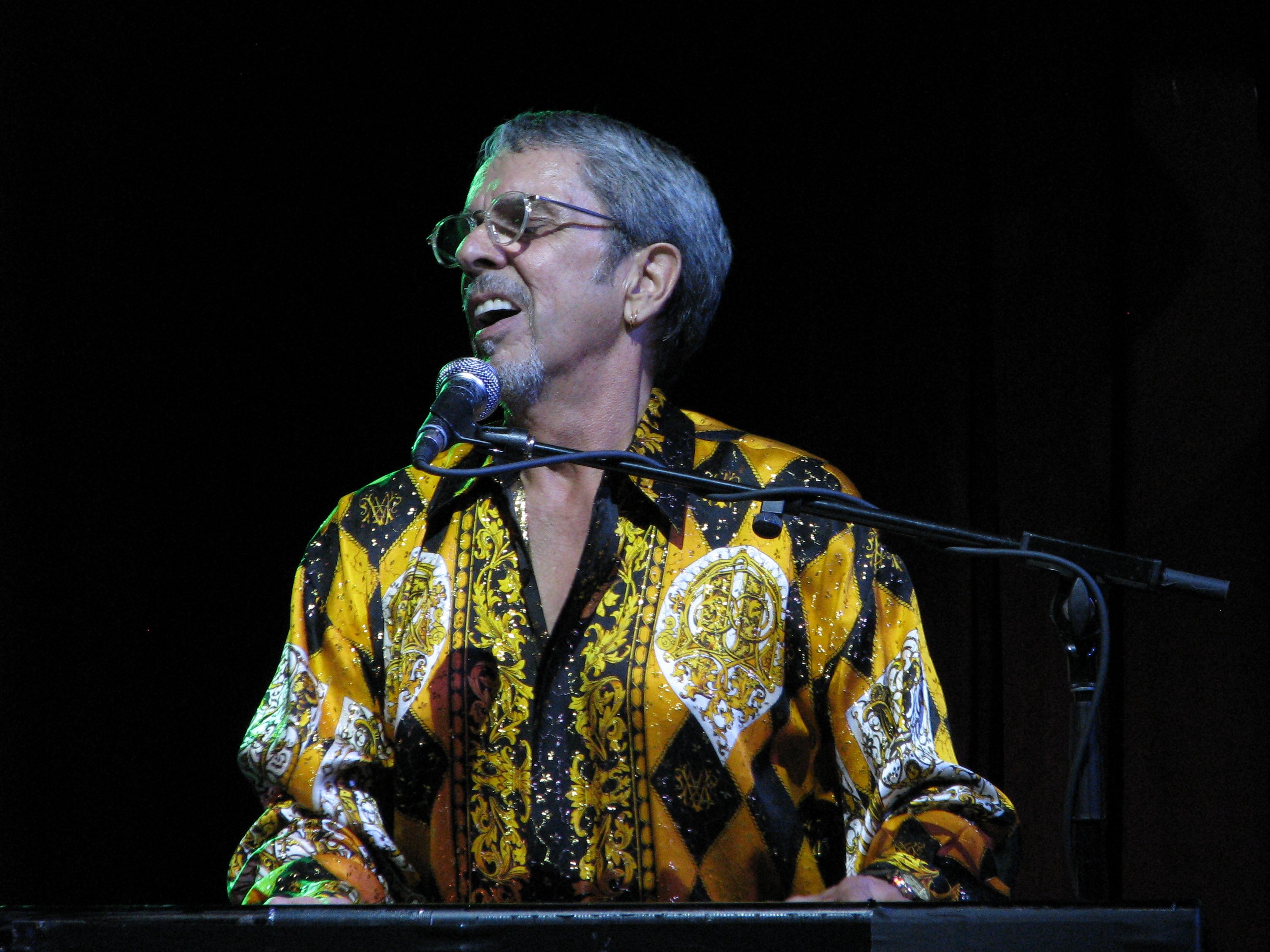
Bobby Whitlock (1948–2025)

- Whitlock, Brand (1869–1934), US-amerikanischer Journalist, Schriftsteller, Jurist und Diplomat
- Whitlock, Ed (1931–2017), kanadischer Langstreckenläufer
- Whitlock, Emily (* 1994), englische Squashspielerin
- Whitlock, Garrett, US-amerikanischer Schlagzeuger
- Whitlock, Harold (1903–1985), britischer Geher und Olympiasieger
- Whitlock, Jr., Isiah (* 1954), US-amerikanischer Schauspieler
- Whitlock, Laura L. (1862–1934), amerikanische Kartograhin und Unternehmerin
- Whitlock, Lester J. (1892–1971), US-amerikanischer Offizier, Generalmajor der US-Army
- Whitlock, Max (* 1993), britischer Kunstturner
- Whitlock, Percy (1903–1946), britischer Komponist und Organist
- Whitlock, Phil (* 1962), englischer Squashspieler
- Whitlock, Rex (1910–1982), britischer Geher
- Whitlock, Simon (* 1969), australischer Dartspieler
- Whitlock, Tom (1954–2023), US-amerikanischer Songwriter und Liedtexter
- Whitlow, Mike (* 1968), englischer Fußballspieler

#### Whitm
- Whitman, Cedric Hubbell (1916–1979), US-amerikanischer Klassischer Philologe
- Whitman, Charles Joseph (1941–1966), US-amerikanischer Amokläufer
- Whitman, Charles Otis (1842–1910), US-amerikanischer Zoologe und Ethologe
- Whitman, Charles S. (1868–1947), US-amerikanischer Jurist und Politiker
- Whitman, Christine Todd (* 1946), US-amerikanische Politikerin und Autorin
- Whitman, Ezekiel (1776–1866), US-amerikanischer Jurist und Politiker
- Whitman, George (1913–2011), US-amerikanisch-französischer Buchhändler und Bohèmien
- Whitman, James Q. (* 1957), US-amerikanischer Jurist
- Whitman, Lemuel (1780–1841), US-amerikanischer Politiker
- Whitman, Mae (* 1988), US-amerikanische SchauspielerinMae Whitman (* 1988)

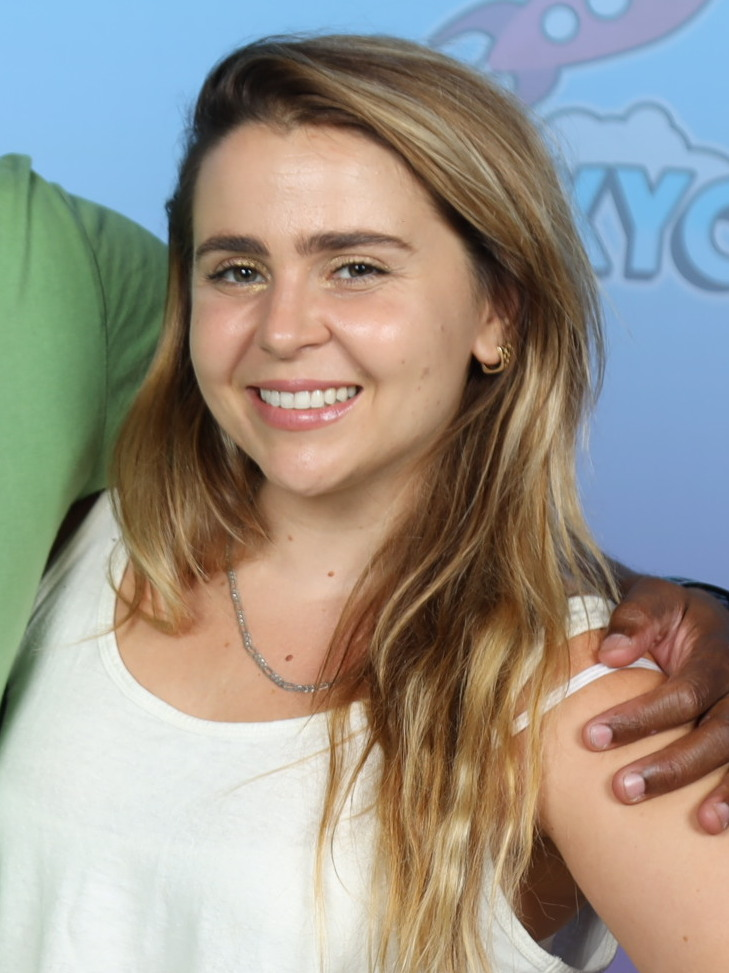
Mae Whitman (* 1988)

- Whitman, Malcolm (1877–1932), US-amerikanischer Tennisspieler
- Whitman, Marcus (1802–1847), US-amerikanischer Arzt und Missionar
- Whitman, Marina von Neumann (1935–2025), US-amerikanische Wirtschaftswissenschaftlerin und Managerin
- Whitman, Meg (* 1956), US-amerikanische Managerin und Milliardärin
- Whitman, Richard G. (* 1965), britischer Politikwissenschaftler
- Whitman, Robert V. (1928–2012), US-amerikanischer Bauingenieur (Geotechnik)
- Whitman, Russ, US-amerikanischer Jazz-Musiker (Saxophone und Klarinette, Gesang) des Hot Jazz
- Whitman, Sarah Helen (1803–1878), US-amerikanische Dichterin und Essayistin
- Whitman, Sarah Wyman (1842–1904), US-amerikanische Künstlerin
- Whitman, Slim (1923–2013), US-amerikanischer Countrysänger
- Whitman, Stuart (1928–2020), US-amerikanischer Schauspieler
- Whitman, Walt (1819–1892), US-amerikanischer Dichter, Essayist und JournalistWalt Whitman (1819–1892)

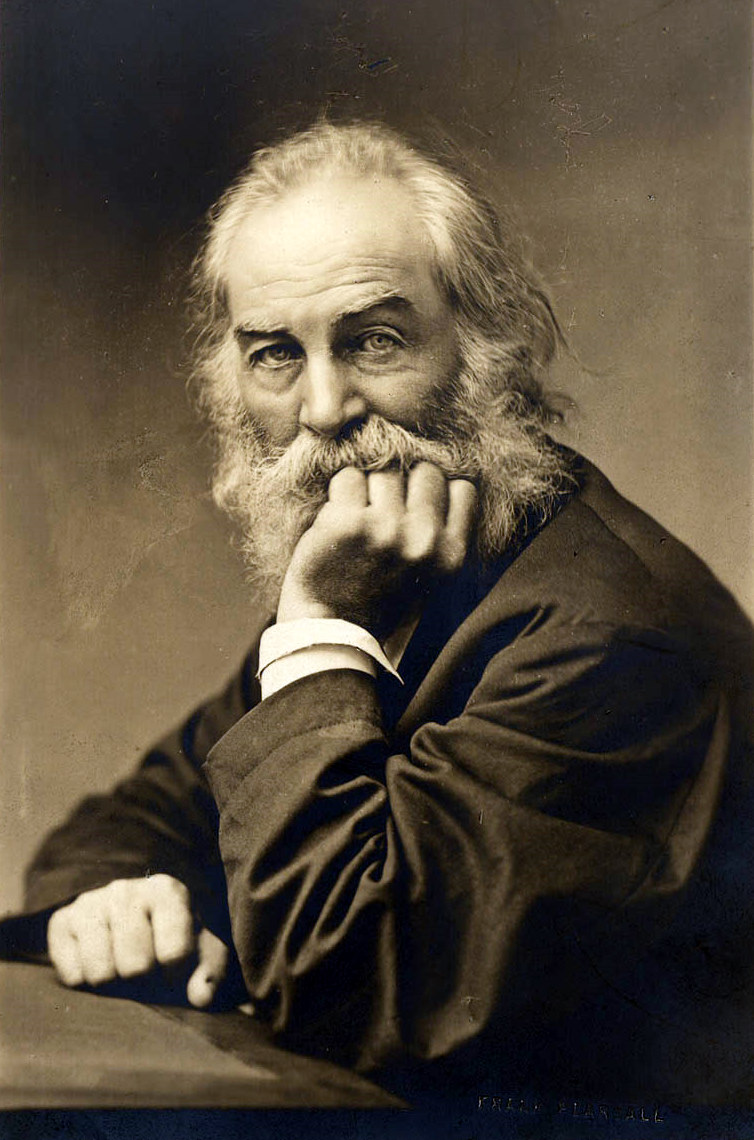
Walt Whitman (1819–1892)

- Whitmarsh, Jaden (* 2000), US-amerikanische Beachvolleyballspielerin
- Whitmarsh, Martin (* 1958), britischer Ingenieur
- Whitmarsh, Mike (1962–2009), US-amerikanischer Beachvolleyballspieler
- Whitmarsh, Tim (* 1970), britischer Klassischer Philologe
- Whitmee, William (1851–1909), Priester und Generalrektor der Pallottiner
- Whitmer, David (1805–1888), Mitbegründer der Kirche Jesu Christi der Heiligen der letzten Tage
- Whitmer, Gretchen (* 1971), US-amerikanische Juristin und Politikerin
- Whitmire, Steve (* 1959), US-amerikanischer Puppenspieler
- Whitmore, Cam (* 2004), US-amerikanischer Basketballspieler
- Whitmore, Derek (* 1984), US-amerikanischer Eishockeyspieler und -trainer
- Whitmore, Edmund (1819–1890), britischer Heeresoffizier
- Whitmore, Elias (1772–1853), US-amerikanischer Politiker
- Whitmore, Frank C. (1887–1947), US-amerikanischer Chemiker
- Whitmore, George (1945–1989), US-amerikanischer Autor, Kolumnist und LSBT-Aktivist
- Whitmore, George W. (1824–1876), US-amerikanischer Politiker
- Whitmore, Glenn (* 1966), US-amerikanischer Comiczeichner und -colorist
- Whitmore, James (1921–2009), US-amerikanischer SchauspielerJames Whitmore (1921–2009)

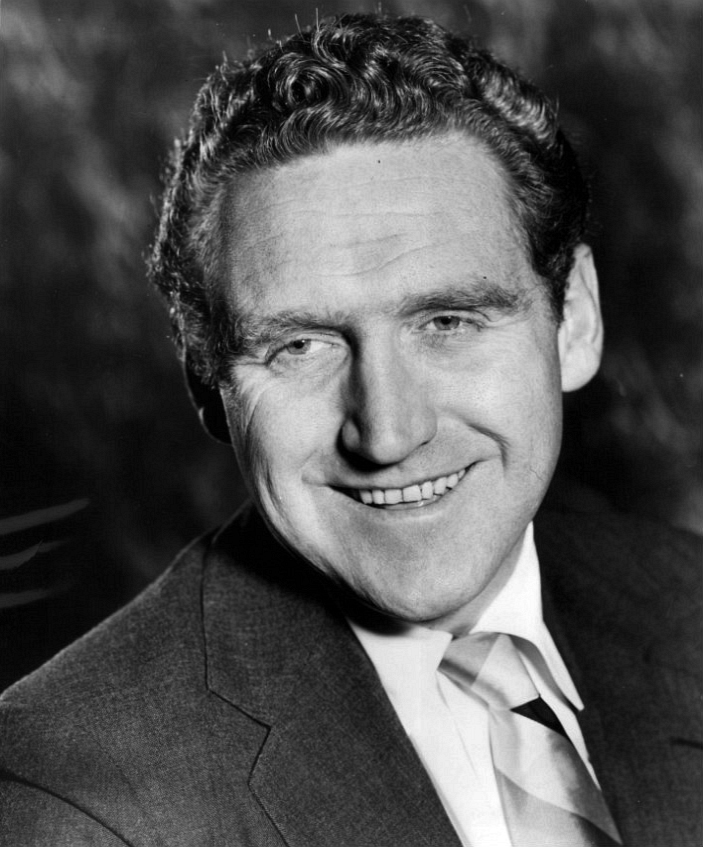
James Whitmore (1921–2009)

- Whitmore, James Jr. (* 1948), US-amerikanischer Schauspieler und Fernsehregisseur
- Whitmore, Jennifer (* 1974), irische Politikerin
- Whitmore, John (1937–2017), britischer Automobilrennfahrer
- Whitmore, Katherine (1897–1982), US-amerikanische Romanistin und Hispanistin
- Whitmore, Laura (* 1985), irische Moderatorin, Journalistin und Schauspielerin
- Whitmore, R. D., US-amerikanischer Filmtechniker
- Whitmore, Sarah (1931–2021), britische Reiterin
- Whitmore, Tamika (* 1977), US-amerikanische Basketballspielerin
- Whitmore, Theodore (* 1972), jamaikanischer Fußballspieler und -trainer

#### Whitn
- Whitnall, Mick (* 1968), britischer Gitarrist und Songwriter
- Whitner, Donte (* 1985), US-amerikanischer American-Football-Spieler
- Whitney Payson, Joan (1903–1975), US-amerikanische Kunstsammlerin, Mäzenin und Unternehmerin
- Whitney, Arthur (* 1958), kanadischer Informatiker
- Whitney, Ashley (* 1979), US-amerikanische Schwimmerin
- Whitney, Benson (* 1956), US-amerikanischer Diplomat
- Whitney, Betsey Cushing Roosevelt (1909–1998), US-amerikanische Kunstsammlerin und Philanthropin
- Whitney, Bret M. (* 1955), US-amerikanischer Ornithologe
- Whitney, Caspar (1864–1929), amerikanischer Sportfunktionär, Unternehmer, Schriftsteller
- Whitney, Courtney (1897–1969), US-amerikanischer General
- Whitney, Eli (1765–1825), US-amerikanischer Erfinder und Fabrikant
- Whitney, Gertrude Vanderbilt (1875–1942), US-amerikanische Bildhauerin und KunstmäzeninGertrude Vanderbilt Whitney (1875–1942)

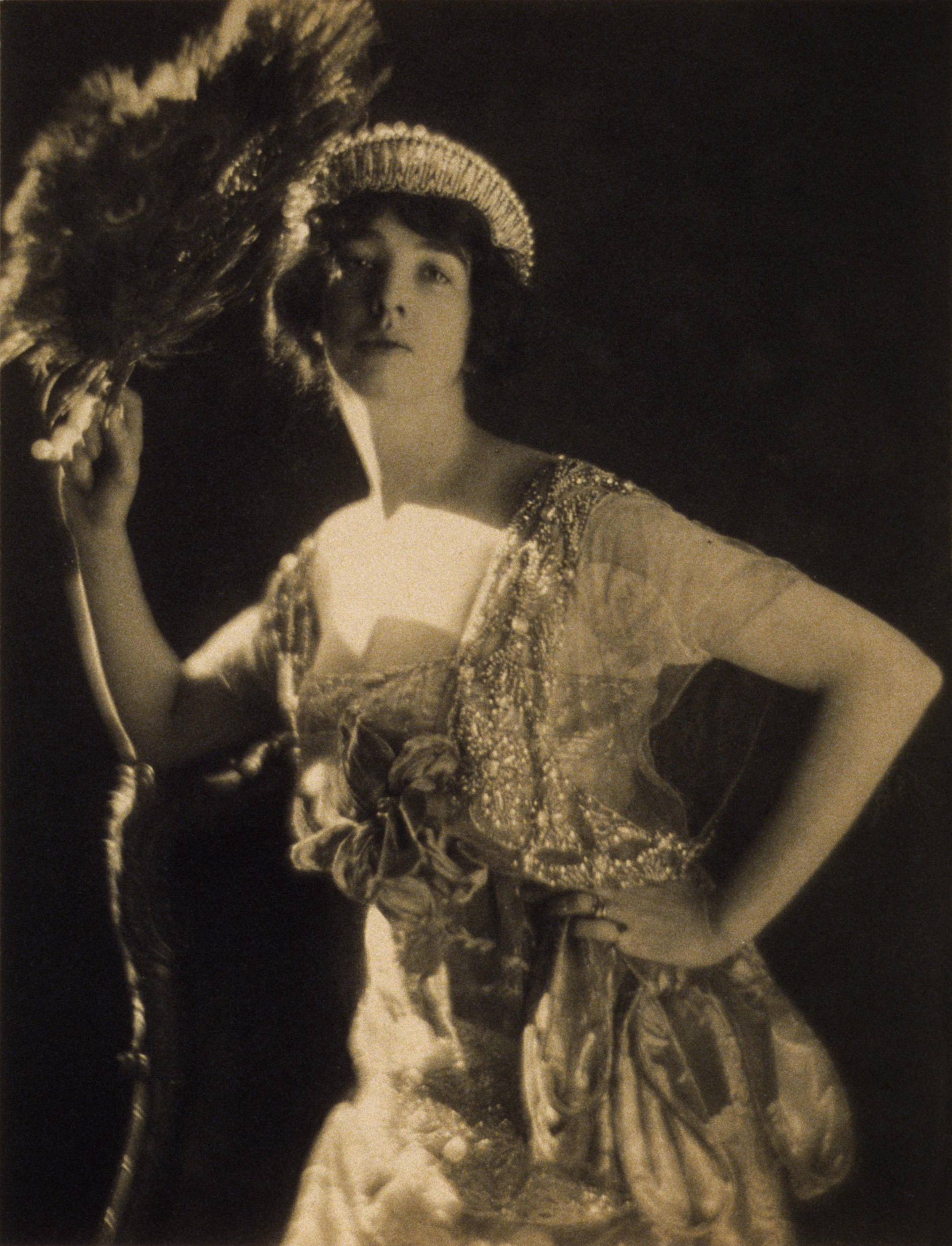
Gertrude Vanderbilt Whitney (1875–1942)

- Whitney, Grace Lee (1930–2015), US-amerikanische Schauspielerin
- Whitney, Hassler (1907–1989), US-amerikanischer Mathematiker
- Whitney, Helen, US-amerikanische Filmregisseurin, Filmproduzentin, Drehbuchautorin und Dokumentarfilmerin
- Whitney, Helen Hay (1876–1944), US-amerikanische Dichterin, Wohltäterin und Rennstall-Besitzerin
- Whitney, Helene (1914–1990), US-amerikanische Schauspielerin
- Whitney, Jack (1905–1992), US-amerikanischer Film- und Tontechniker
- Whitney, James (1843–1914), kanadischer Politiker und 6. Premierminister von Ontario
- Whitney, Joe, US-amerikanischer Musiker und ehemaliger Basketballspieler
- Whitney, Joe (* 1988), US-amerikanischer Eishockeyspieler
- Whitney, John Hay (1904–1982), US-amerikanischer Unternehmer und Verleger
- Whitney, Josiah D. (1819–1896), US-amerikanischer Geologe
- Whitney, Kaylin (* 1998), US-amerikanische Sprinterin
- Whitney, Lawrence (1891–1941), US-amerikanischer Kugelstoßer
- Whitney, Marva (1944–2012), US-amerikanische Funksängerin
- Whitney, Mary Watson (1847–1921), US-amerikanische Astronomin
- Whitney, Newel K. (1795–1850), Geschäftsmann und Präsidierender Bischof der Kirche Jesu Christi der Heiligen der Letzten Tage
- Whitney, Norman J. (1891–1967), US-amerikanischer Anglist
- Whitney, Odell K. (1884–1967), US-amerikanischer Politiker
- Whitney, Phylicia, deutsche Moderatorin, Autorin und Game-Journalistin
- Whitney, Phyllis (1903–2008), US-amerikanische Mystery-Autorin
- Whitney, Ray (* 1972), kanadischer Eishockeyspieler und -scout
- Whitney, Richard (1888–1974), US-amerikanischer Bankier, Investmentberater und Broker
- Whitney, Ron (* 1942), US-amerikanischer Hürdenläufer
- Whitney, Ryan (* 1983), US-amerikanischer Eishockeyspieler
- Whitney, Ryan (* 1998), US-amerikanische SchauspielerinRyan Whitney (* 1998)

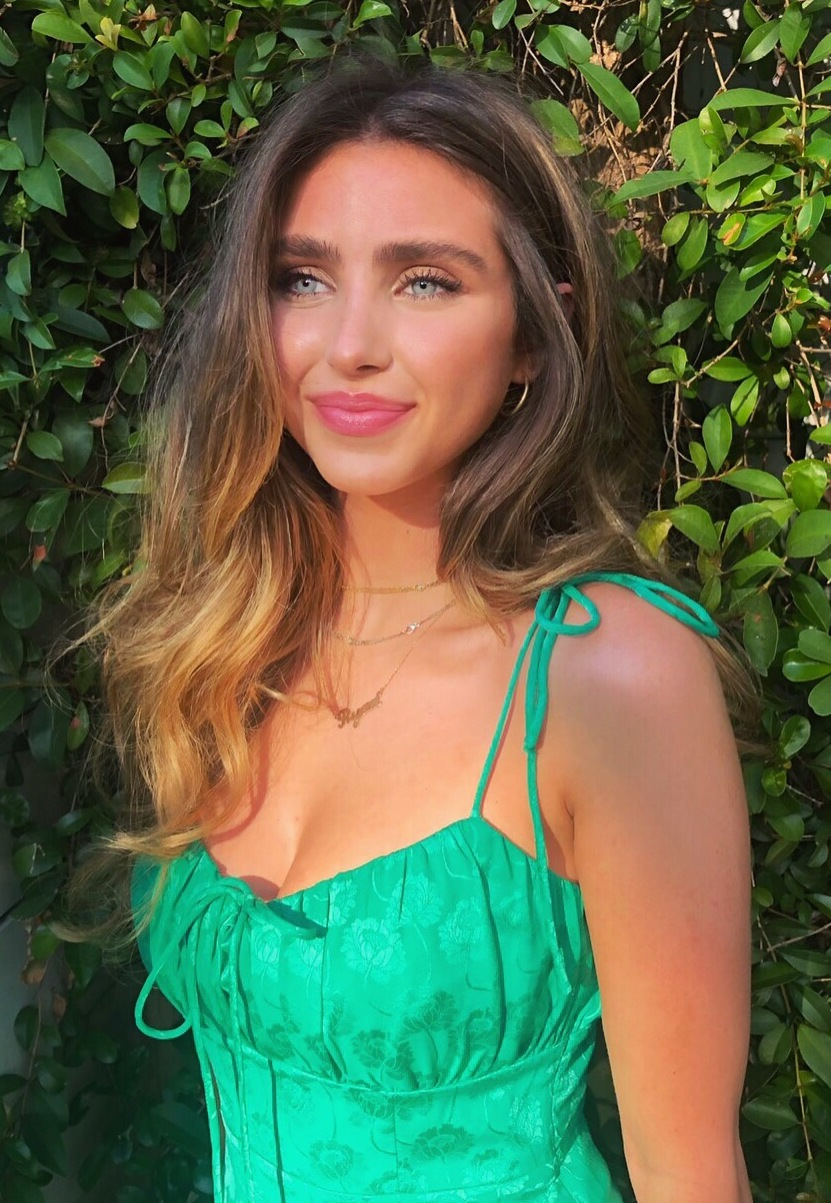
Ryan Whitney (* 1998)

- Whitney, Sewell (* 1959), US-amerikanischer Schauspieler
- Whitney, Stanley (* 1946), US-amerikanischer Maler
- Whitney, Steve (* 1991), US-amerikanischer Eishockeyspieler
- Whitney, Telle (* 1956), US-amerikanische Informatikerin
- Whitney, Thomas R. (1807–1858), US-amerikanischer Politiker
- Whitney, William Collins (1841–1904), US-amerikanischer Politiker
- Whitney, William Dwight (1827–1894), US-amerikanischer Orientalist und Sanskritist
- Whitney, Willis R. (1868–1958), US-amerikanischer Chemiker

#### Whito
- Whiton McDonald, Emma (1886–1948), US-amerikanische Mathematikerin und Hochschullehrerin
- Whiton, Emelyn (1916–1962), US-amerikanische Seglerin
- Whiton, Herman (1904–1967), US-amerikanischer Segler

#### Whitr
- Whitrow, Benjamin (1937–2017), britischer Schauspieler

#### Whits
- Whitsey, Victor (1916–1987), anglikanischer Bischof
- Whitson, Kimmy (* 1993), US-amerikanische Volleyballspielerin
- Whitson, Peggy (* 1960), US-amerikanische AstronautinPeggy Whitson (* 1960)

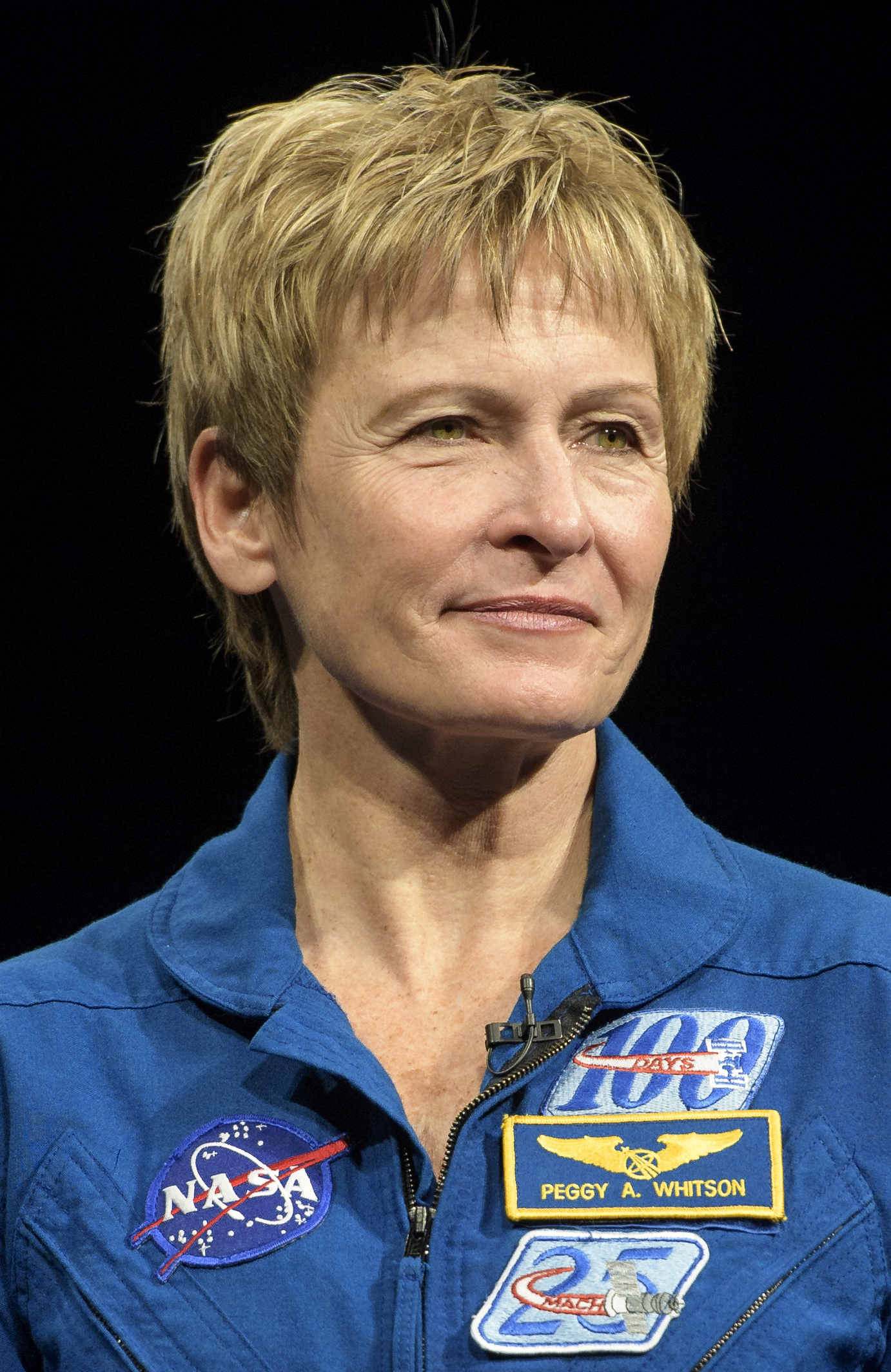
Peggy Whitson (* 1960)

- Whitson, Stephanie Grace (* 1952), US-amerikanische Belletristik-Autorin

#### Whitt
- Whitt, Ward (* 1942), US-amerikanischer Mathematiker
- Whittaker, Andrew (* 1960), britischer Ornithologe und Bioakustiker
- Whittaker, Benjamin (* 1997), britischer Boxer
- Whittaker, Bob (* 1939), US-amerikanischer Politiker
- Whittaker, Charles Evans (1901–1973), US-amerikanischer Jurist, Richter am Obersten Gerichtshof der Vereinigten Staaten (1957–1962)
- Whittaker, David A. (* 1952), US-amerikanischer Tonmeister
- Whittaker, Edmund Taylor (1873–1956), britischer Mathematiker
- Whittaker, Geoffrey Owen (1932–2015), britischer Kolonialgouverneur
- Whittaker, Glenn (* 1971), südafrikanischer Squashspieler
- Whittaker, Ian (1928–2022), britischer Szenenbildner
- Whittaker, James (* 1929), US-amerikanischer Bergsteiger
- Whittaker, Jason (* 1972), englischer Snookerspieler
- Whittaker, Jodie (* 1982), britische SchauspielerinJodie Whittaker (* 1982)

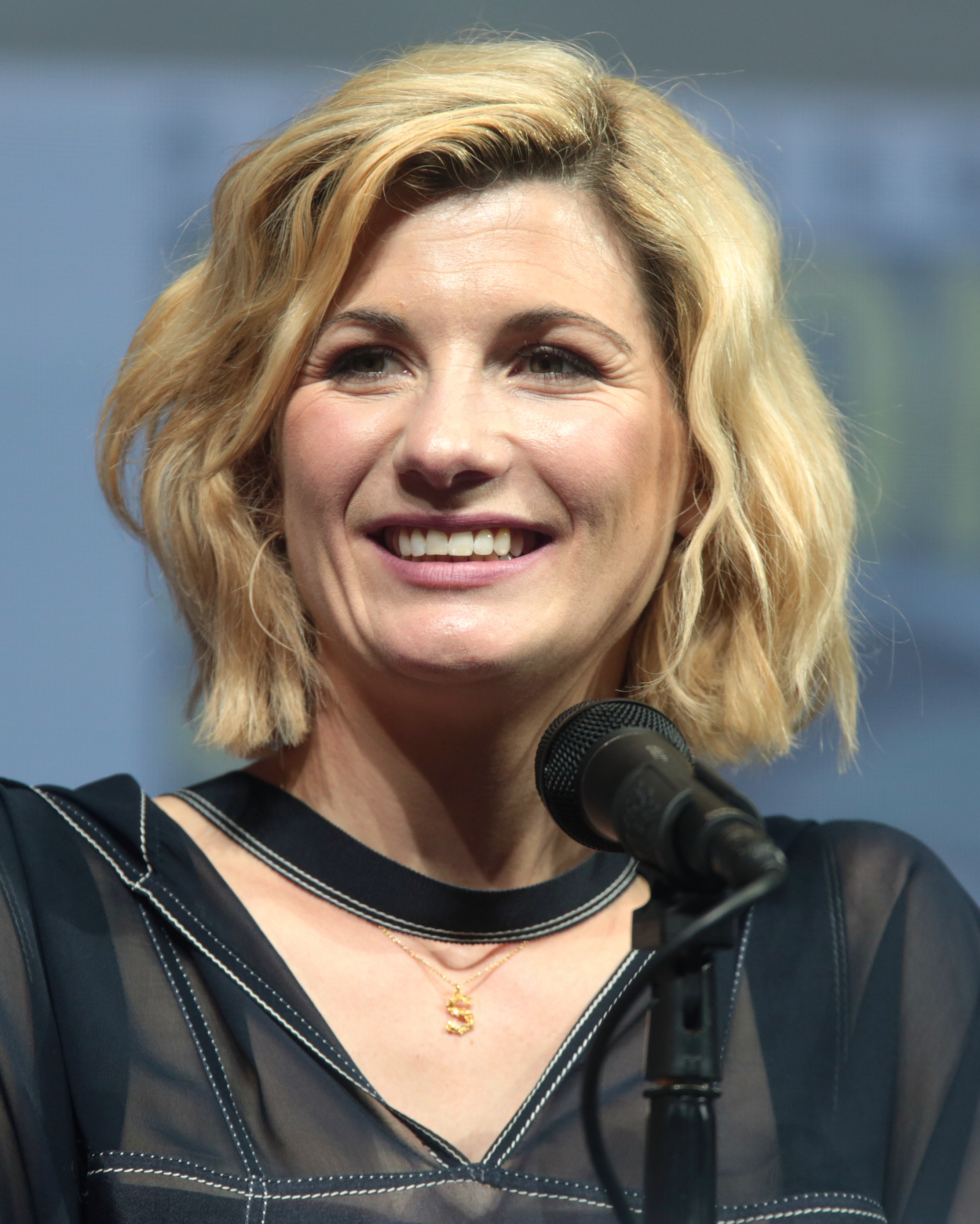
Jodie Whittaker (* 1982)

- Whittaker, John (* 1945), britischer Wirtschaftswissenschaftler und Politiker (Ukip)
- Whittaker, John Macnaghten (1905–1984), britischer Mathematiker
- Whittaker, Juliette (* 2003), US-amerikanische Leichtathletin
- Whittaker, Kai (* 1985), deutscher Politiker (CDU), MdB
- Whittaker, Meredith, US-amerikanische Wissenschaftlerin und KI-Expertin
- Whittaker, Michael, britischer Kostümbildner
- Whittaker, Pete (* 1991), britischer Sportkletterer
- Whittaker, Robert (1920–1980), US-amerikanischer Botaniker, Klimatologe und Universitätsprofessor
- Whittaker, Robert J., englischer Ökologe und Hochschullehrer
- Whittaker, Roger (1936–2023), britischer Sänger, Liedermacher und KunstpfeiferRoger Whittaker (1936–2023)

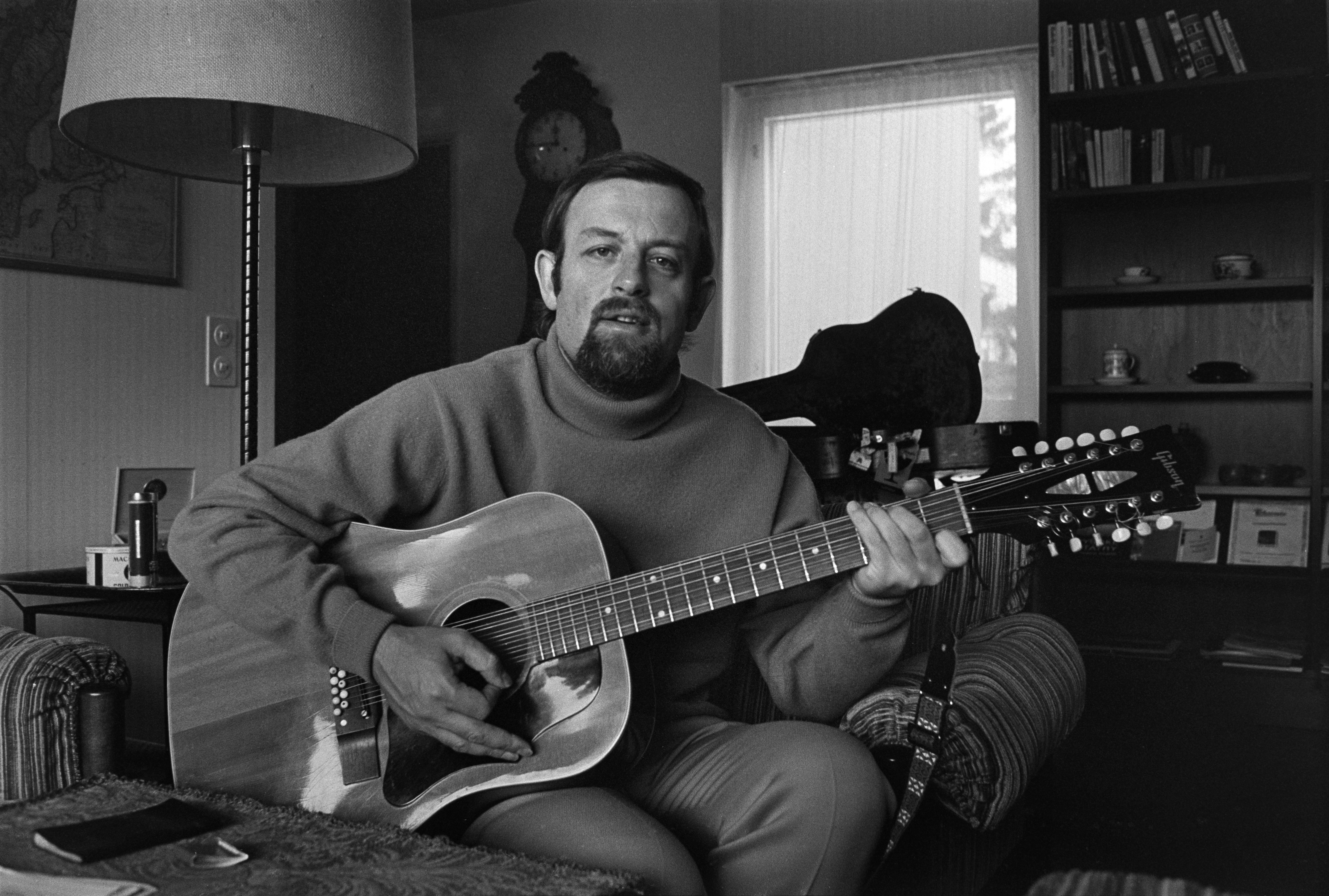
Roger Whittaker (1936–2023)

- Whittaker, Rory (* 2007), schottischer Fußballspieler
- Whittaker, Sharon (* 1942), kanadische Badmintonspielerin
- Whittaker, Spen (1871–1910), englischer Fußballtrainer
- Whittaker, Stanley (* 1994), US-amerikanischer Basketballspieler
- Whittaker, Steven (* 1984), schottischer Fußballspieler
- Whittaker, Tom (1898–1956), englischer Fußballspieler und -trainer
- Whittaker, Tom (* 1948), britisch-US-amerikanischer Bergsteiger
- Whittaker, Victor P. (1919–2016), britischer Biochemiker
- Whittall, Ted, kanadischer Schauspieler
- Whitted, Ben, US-amerikanischer Jazz-Musiker
- Whitted, Pharez (* 1960), US-amerikanischer Soul Jazz-Trompeter, Komponist, Musikproduzent und Hochschullehrer
- Whitted, Virtue Hampton (1922–2007), amerikanische Jazzmusikerin (Gesang, Kontrabass)
- Whittemore, Benjamin F. (1824–1894), US-amerikanischer Politiker
- Whittemore, Edward (1933–1995), US-amerikanischer Schriftsteller
- Whittemore, Mary (* 1913), US-amerikanische Badmintonspielerin
- Whittemore, Reed (1919–2012), amerikanischer Dichter und Schriftsteller
- Whittemore, Samuel (1696–1793), amerikanischer Bauer und Soldat
- Whittemore, William J. (1860–1955), US-amerikanischer Porträt-, Landschafts- und Miniaturmaler
- Whitten, Charles A. (1909–1994), US-amerikanischer Geodät
- Whitten, Danny (1943–1972), US-amerikanischer Singer, Songwriter
- Whitten, Jamie L. (1910–1995), US-amerikanischer Politiker
- Whitten, Mike, US-amerikanischer Old-Time-Musiker
- Whitten, Pamela, US-amerikanische Telemedizinerin und Hochschullehrerin
- Whitten, Tara (* 1980), kanadische Radrennfahrerin
- Whittenberg, Charles (1927–1984), US-amerikanischer Komponist und Musikpädagoge
- Whitter, Henry (1892–1941), US-amerikanischer Old-Time-Musiker
- Whitthorne, Washington C. (1825–1891), US-amerikanischer Politiker (Demokratische Partei)
- Whitthread, Terry (* 1964), englischer Snookerspieler
- Whittier Shute, Ruth (1803–1882), amerikanische Malerin
- Whittier, John Greenleaf (1807–1892), amerikanischer Dichter
- Whittier, Sumner G. (1911–2010), US-amerikanischer Politiker
- Whittingdale, John (* 1959), britischer Politiker (Conservative Party), Mitglied des House of Commons
- Whittingham, Bob (1889–1926), englischer Fußballspieler
- Whittingham, Guy (* 1964), englischer Fußballspieler und -trainer
- Whittingham, Kyle (* 1959), amerikanischer College-Football-Trainer
- Whittingham, M. Stanley (* 1941), britisch-amerikanischer ChemikerM. Stanley Whittingham (* 1941)

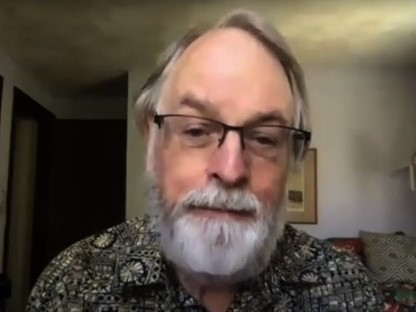
M. Stanley Whittingham (* 1941)

- Whittingham, Peter (1984–2020), englischer Fußballspieler
- Whittingham, Robert († 1471), englischer Ritter
- Whittingham, William († 1579), englischer Reformator und calvinistischer Theologe
- Whittington, Andrew (* 1993), australischer Tennisspieler
- Whittington, Bill (1949–2021), US-amerikanischer Rennfahrer
- Whittington, Dale (1959–2003), US-amerikanischer Rennfahrer
- Whittington, Dick (* 1936), US-amerikanischer Jazzmusiker
- Whittington, Don (* 1946), US-amerikanischer Rennfahrer
- Whittington, Harry Blackmore (1916–2010), britischer Paläontologe
- Whittington, Richard († 1423), englischer Kaufmann und Politiker
- Whittington, William M. (1878–1962), amerikanischer Politiker
- Whittle, Alan (* 1950), englischer Fußballtorhüter
- Whittle, Alberta (* 1980), barbadisch-schottische Künstlerin
- Whittle, Brian (* 1964), britischer Leichtathlet
- Whittle, Frank (1907–1996), englischer Pilot, Erfinder und GeschäftsmannFrank Whittle (1907–1996)

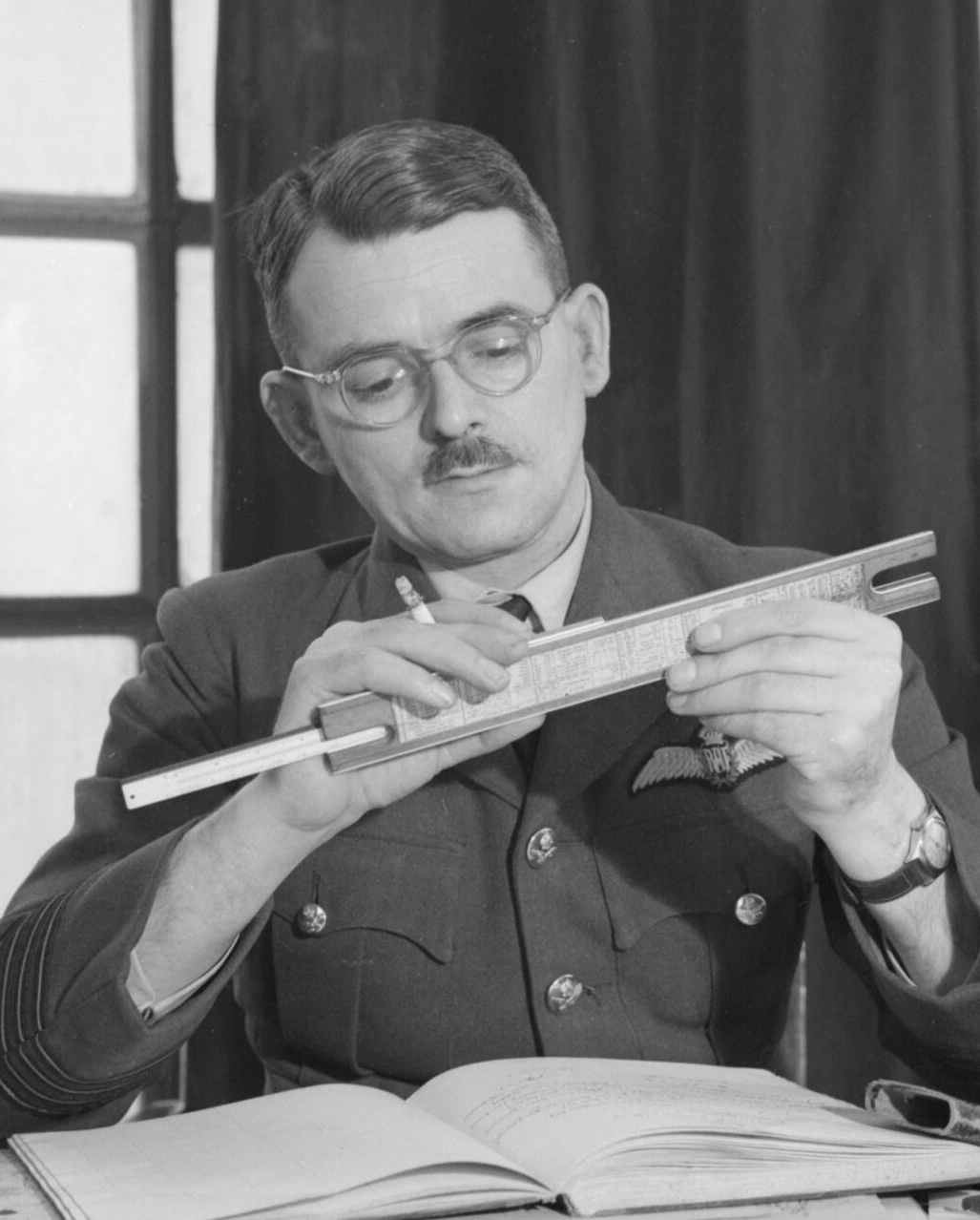
Frank Whittle (1907–1996)

- Whittle, Gwendolyn Yates (* 1961), Tontechnikerin
- Whittle, Harry (1922–1990), britischer Hürdenläufer und Weitspringer
- Whittle, Laura (* 1985), britische Leichtathletin
- Whittle, Peter (1927–2021), neuseeländischer Mathematiker
- Whittle, Ricky (* 1981), britischer SchauspielerRicky Whittle (* 1981)

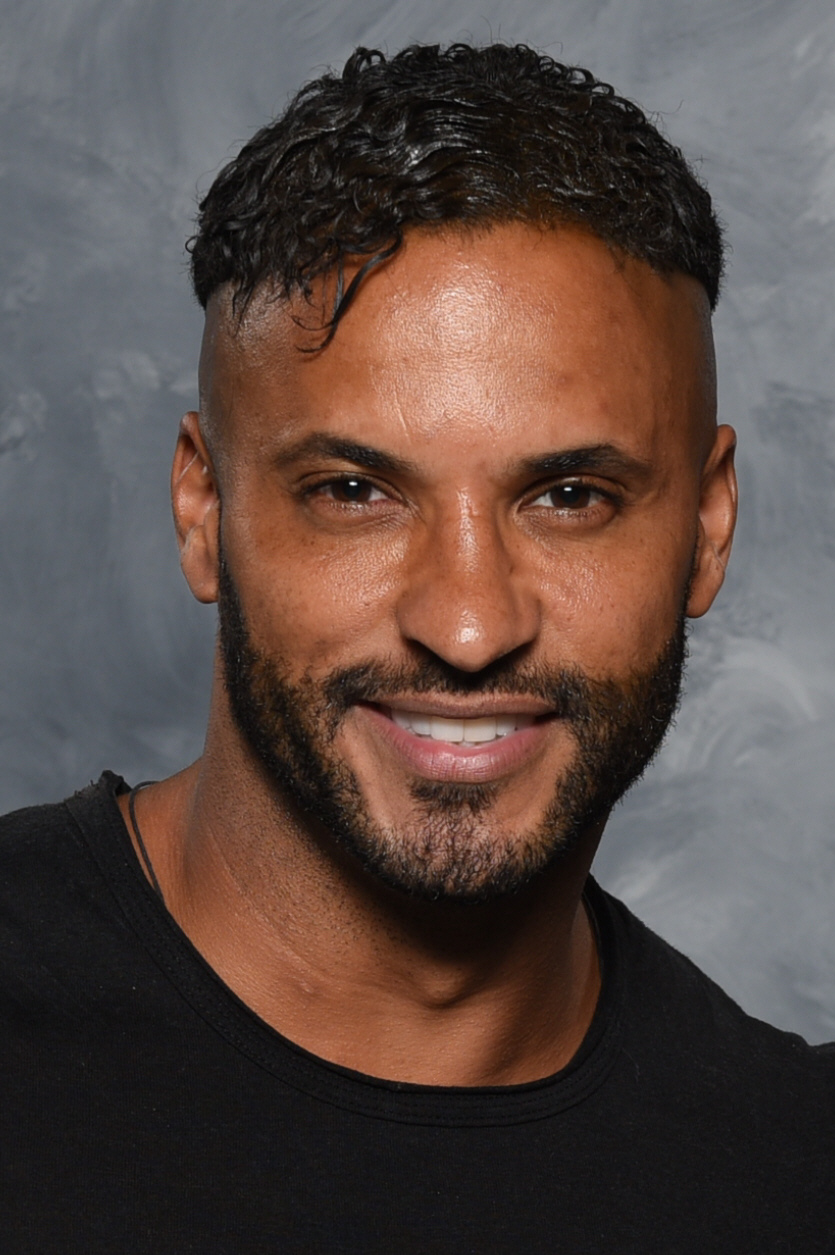
Ricky Whittle (* 1981)

- Whittle, Sophia (* 1997), US-amerikanische Tennisspielerin
- Whittle, Tommy (1926–2013), britischer Jazzmusiker
- Whittlesey, Elisha (1783–1863), US-amerikanischer Politiker
- Whittlesey, Frederick (1799–1851), US-amerikanischer Jurist und Politiker
- Whittlesey, Julian Hill (1905–1995), US-amerikanischer Architekt und Stadtplaner
- Whittlesey, Thomas T. (1798–1868), US-amerikanischer Politiker
- Whittlesey, William († 1374), Bischof von Rochester und Worcester sowie Erzbischof von Canterbury
- Whittlesey, William A. (1796–1866), US-amerikanischer Politiker
- Whitton, Charlotte (1896–1975), kanadische Politikerin, Bürgermeisterin von Ottawa
- Whitton, David, schottischer Politiker
- Whitton, Margaret (1949–2016), US-amerikanische Schauspielerin
- Whittredge, Worthington (1820–1910), US-amerikanischer Maler
- Whitty, Alice (1934–2017), kanadische Hochspringerin
- Whitty, Allen (1867–1949), britischer Sportschütze
- Whitty, Jeff (* 1971), US-amerikanischer Dramatiker und Drehbuchautor
- Whitty, John (* 1977), englischer Snookerspieler
- Whitty, Larry, Baron Whitty (* 1943), britischer Politiker und Gewerkschaftsfunktionär
- Whitty, Lucinda (* 1989), australische Seglerin
- Whitty, May (1865–1948), britische Schauspielerin

#### Whitw
- Whitwell, Allan (* 1954), britischer Ruderer
- Whitworth, Andrew (* 1981), US-amerikanischer American-Football-Spieler
- Whitworth, David (1904–1950), britischer Motorradrennfahrer
- Whitworth, Gordon († 2023), britischer Jazzmusiker (Trompete)
- Whitworth, James (1936–1991), US-amerikanischer Schauspieler
- Whitworth, Johnny (* 1975), US-amerikanischer SchauspielerJohnny Whitworth (* 1975)

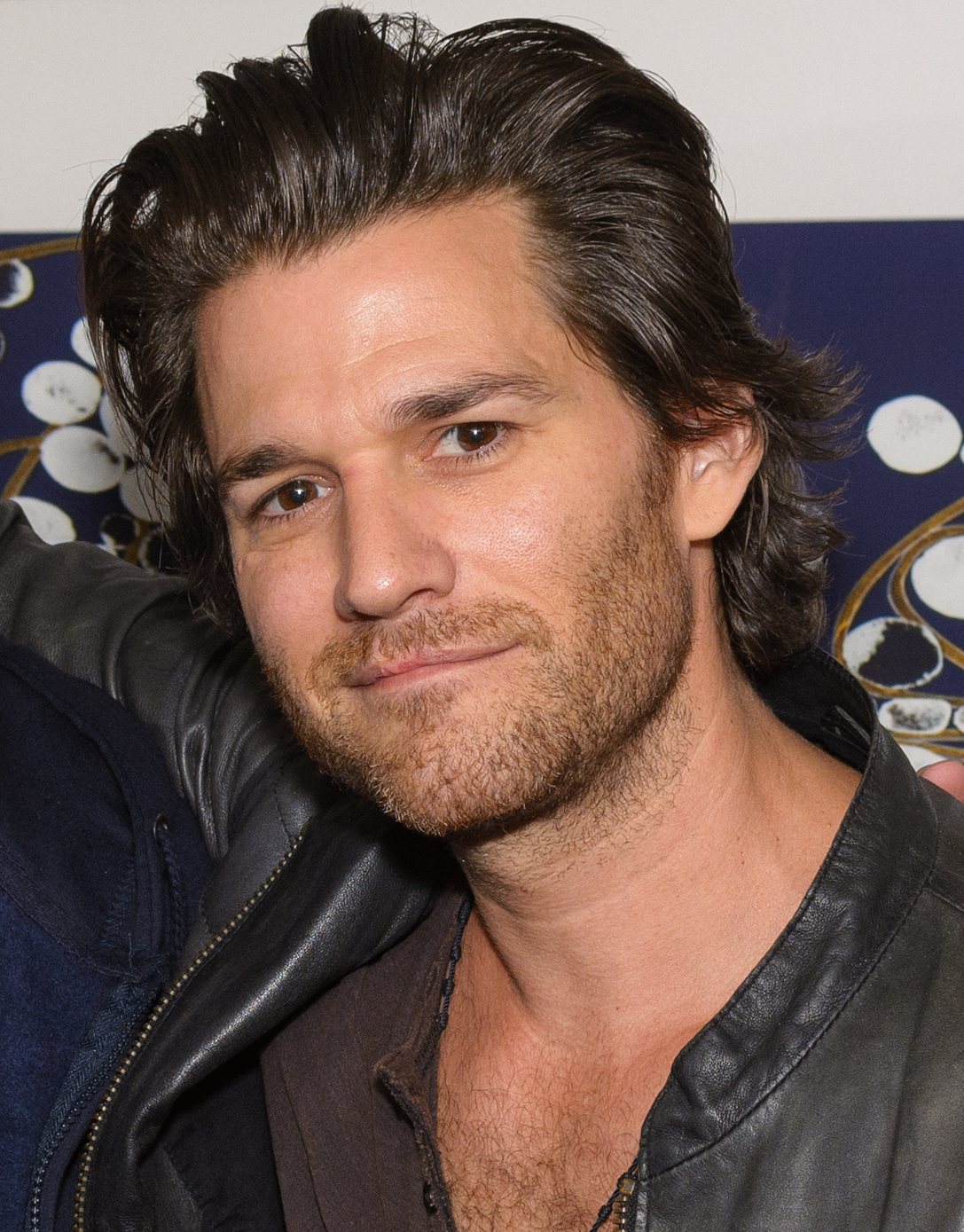
Johnny Whitworth (* 1975)

- Whitworth, Joseph (1803–1887), britischer Ingenieur

#### Whitz
- Whitzman, Rachael, kanadische Schauspielerin und Stuntfrau

### Whiz
- Whizz Vienna, österreichischer Musiker